# Nantes
Vous lisez un « bon article » labellisé en 2010.
Pour les articles homonymes, voir Nantes (homonymie).
Nantes (/nɑ̃t/ ), Naonte en gallo et Naoned en breton, est une commune de l'ouest de la France, située au sud du Massif armoricain, qui s'étend sur les rives de la Loire, à 50 km de l'océan Atlantique.
Chef-lieu du département de la Loire-Atlantique et préfecture de la région Pays de la Loire, elle fait partie de la Bretagne historique, située en Pays nantais, un des pays traditionnel de Bretagne. Elle est en 2022, la sixième commune la plus peuplée de France avec ses 325 070 habitants et la première de l'Ouest en nombre d'habitants. Nantes est également l'élément central de Nantes Métropole, peuplée de 683 981 habitants en 2022 au sein de la huitième unité urbaine (683 313 habitants en 2022) et de la septième aire d'attraction de France, comptant 1 041 894 habitants au 1er janvier 2022.
L'agglomération nantaise, associée à l'agglomération de Saint-Nazaire constituant son avant-port sur l'estuaire de la Loire, forme aujourd'hui le principal pôle métropolitain du Grand Ouest français.
La ville doit son évolution à sa situation en bord de Loire. Après avoir été un site portuaire important de l'âge des métaux, elle devient la capitale de la cité gallo-romaine des Namnètes, peuple celte d'Armorique, le siège d’un évêché au Ve siècle, puis le chef-lieu d’un comté franc, illustré par la personnalité semi-légendaire de Roland. Point d’appui du royaume franc face à la poussée des Bretons, elle est prise en 851 par Nominoë avec l'aide de Lambert II de Nantes. Dès lors, l'histoire de la ville est en grande partie liée à celle de la Bretagne, dont elle accueille les ducs à partir du XIIe siècle. La cité perd cependant sa prééminence politique en Bretagne au profit de Rennes qui, elle, accueille le Parlement de Bretagne, une cour de justice d'Ancien Régime (et donc pas une assemblée représentative élue de la Bretagne comme son nom le laisserait aujourd'hui penser).
Les trois siècles suivants sont marqués par son importance dans le commerce international — entre autres, dans la traite négrière, qui connaît son apogée au XVIIIe siècle, le port de Nantes étant le premier port négrier français.
Pendant la Révolution (1789-1799), la défense de Nantes est un enjeu essentiel de la guerre de Vendée. Après cette période difficile, la ville ne connaît pas de retour à la prospérité antérieure ; mais, au cours du XIXe et au début du XXe siècle, son développement industriel est remarquable dans la France de l'Ouest.
Au XXe siècle, le paysage urbain est marqué par le comblement de nombreux cours d'eau qui parcouraient la ville, puis par des bombardements lors de la Seconde Guerre mondiale.
Dans les années 1950-1960, la classe ouvrière nantaise joue un rôle notable dans le mouvement social français (1955, 1968). Elle est une ville universitaire depuis 1962. À la fin du XXe siècle, elle subit la désindustrialisation, et devint un pôle du secteur tertiaire. Toutefois, les infrastructures portuaires restent un élément important du grand port maritime de Nantes-Saint-Nazaire, un des grands ports français.
Son riche patrimoine architectural, en grande partie hérité des XVIIIe et XIXe siècles, a permis l'attribution du label ville d'art et d'histoire, malgré la réalisation d'importants travaux d'urbanisme, notamment sur l'île de Nantes.
L'image de la ville est la combinaison de ces différentes époques, symbolisées par le château des ducs de Bretagne, l'île Feydeau, le passage Pommeraye, la tour LU, les exploits sportifs du FC Nantes, ou plus récemment les spectacles du Royal de luxe.
Présentée comme « la ville la plus agréable d'Europe » par le magazine Time en 2004 et « meilleure ville en France où travailler » par le site d'actualité The Local en 2018 et par le magazine L'Express en 2017, Nantes reçoit le Prix de la Capitale verte de l’Europe en 2013 et le Prix de la Capitale européenne de l'innovation en 2019,,,,.

Drapeau de Nantes et du pays de Nantes.

## Géographie

### Localisation

Vue panoramique à 360° de Nantes du haut de la tour Bretagne depuis le café le Nid.

Nantes est située à proximité de l'océan Atlantique, en France, au début de l'estuaire de la Loire et au confluent de l'Erdre et de la Loire.
À l'échelle planétaire, le géographe américain Samuel W. Boggs situe en 1945 le pôle de l'hémisphère continental dans les environs de Nantes. Plus prosaïquement, Nantes se situe en Europe.
À l'échelle nationale, Nantes se trouve à 342 km au sud-ouest de Paris, 340 km au nord de Bordeaux, 100 km au sud de Rennes, 214 km à l'ouest de Tours, 255 km au sud-est de Brest (distance orthodromique).
À l'échelle régionale, Nantes se trouve à 157 km au sud-ouest du Mans, 111 km au sud-ouest de Laval, 80 km à l'ouest d'Angers, 61 km au nord de La Roche-sur-Yon.
À l'échelle départementale, Nantes se trouve à 51 km à l'est de Saint-Nazaire, 32 km à l'ouest d'Ancenis, 57 km au sud de Châteaubriant.
Selon les classements établis par l'Insee, sur des critères géographiques et économiques, Nantes est la commune centre de l’unité urbaine de Nantes (couramment : agglomération nantaise) dont la banlieue inclut 21 communes ; elle est aussi le centre de l'aire d'attraction de Nantes (116 communes). Elle fait également partie du pôle métropolitain Nantes - Saint-Nazaire (61 communes).
Nantes Métropole comprend 24 communes pour un territoire de 523 km2 (52 336 hectares).

### Communes limitrophes
Les communes limitrophes de Nantes sont : Basse-Goulaine, Bouguenais, Carquefou, La Chapelle-sur-Erdre, Orvault, Rezé, Saint-Herblain, Saint-Sébastien-sur-Loire, Sainte-Luce-sur-Loire, Treillières et Vertou. De toutes ces communes, Treillières est la seule commune rurale et la seule à ne pas faire partie de la Nantes Métropole.
| Treillières Orvault | La Chapelle-sur-Erdre | Carquefou                                       |
| Saint-Herblain      | Nantes                | Sainte-Luce-sur-Loire                           |
| Bouguenais          | Rezé                  | Basse-Goulaine Saint-Sébastien-sur-Loire Vertou |

### Géologie

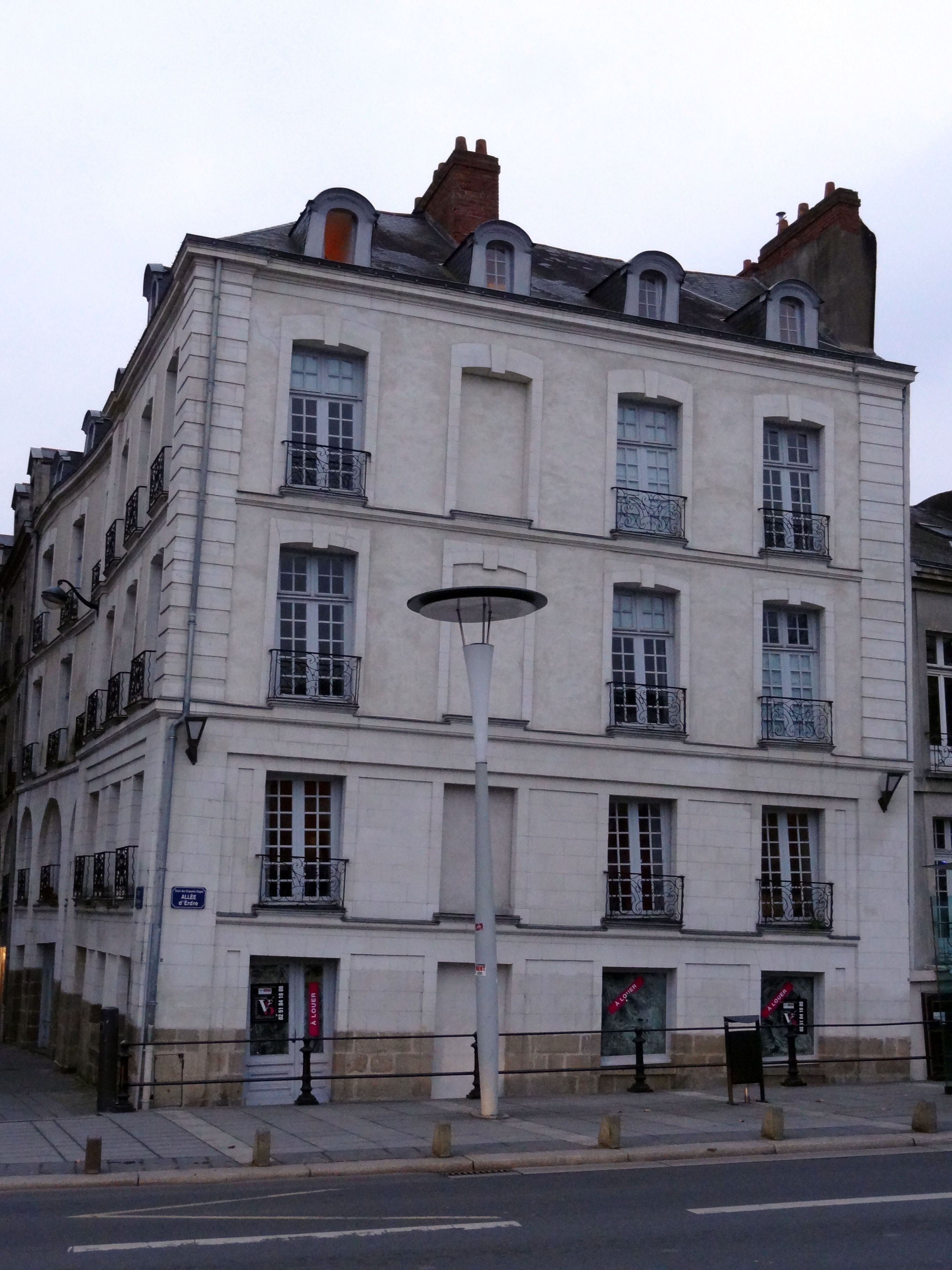
Immeuble du centre-ville s'affaissant, phénomène dû à des fondations mal assurées sur un sol sableux. Ici, il s'agit d'une construction située à l'extrémité nord de l'allée d'Erdre sur le cours des 50-Otages (ancien lit de l'Erdre) à l'angle de la place du Port-Communeau.

Nantes est située au point de convergence de l'Erdre, de la Sèvre et de la Loire en un endroit où la vallée de cette dernière se resserre en raison de l'affleurement du sillon de Bretagne, axe granitique s'étendant sur une grande partie du Massif armoricain. La ville a donc pour assise un socle cristallin dont les fractures hercyniennes (330 à 240 millions d’années avant l’époque actuelle) favorisent l'écoulement de rivières dont le lit est fortement incisé au niveau des confluences.
Les cours d'eau partagent le plateau au nord de la commune en trois secteurs qui convergent vers le centre historique. Le fond des vallées est marécageux et cache un remblaiement de vase raccordé à la plaine flandrienne de la Loire en masquant une couche de 25 à 27 m d'épaisseur composée de sables fins, vases et tourbes. Les interfluves sont plats, la granulométrie de leur sol est très fine. Le sol plus aéré des versants des cours d'eau favorise la variété de la végétation.
Le sous-sol du centre historique a pour caractéristique des parties remblayées afin de créer des fosses protégeant les murailles, de gagner des terres sur les lits des cours d'eau ou de détourner les rivières. À titre d'exemple, le sous-sol de la place du Commerce est composé de 10 m d'épaisseur de terres déplacées et compactées au XIVe siècle dans le cadre de la création des quais du port. Nantes est par ailleurs située à environ 30 km du bassin houiller de Basse Loire et moins de 20 km du bassin houiller de Grand-Lieu.

### Hydrographie et hydrologie

#### L'ancien réseau hydrographique nantais
Le réseau hydrographique nantais a subi de nombreuses transformations spectaculaires au XIXe et surtout au XXe siècles. Du fait de sa position de confluence avec des nombreuses îles et canaux qu'on y trouvait (île Beaulieu, île Sainte-Anne, île Feydeau, île Gloriette, etc.), Nantes a d'ailleurs longtemps été surnommée « la Venise de l'Ouest ». La plupart des canaux et rivières de la rive nord ont été comblés ou recouverts au début du XXe siècle, les opérations les plus importantes étant, à partir de 1929, le comblement des bras nord de la Loire :
- le bras de la Bourse qui donne place à l’actuel cours Franklin-Roosevelt ;
- une partie du bras de l'Hôpital, recouvert par les actuels cours John-Kennedy et cours Commandant-d'Estienne-d'Orves ;
- la zone confluence de l'Erdre est comblée (c’est l’actuel cours des 50-Otages) et son cours fut dévié dans un canal souterrain navigable vers la portion subsistante du bras de l'Hôpital, appelée canal Saint-Félix.

#### Le réseau hydrographique actuel

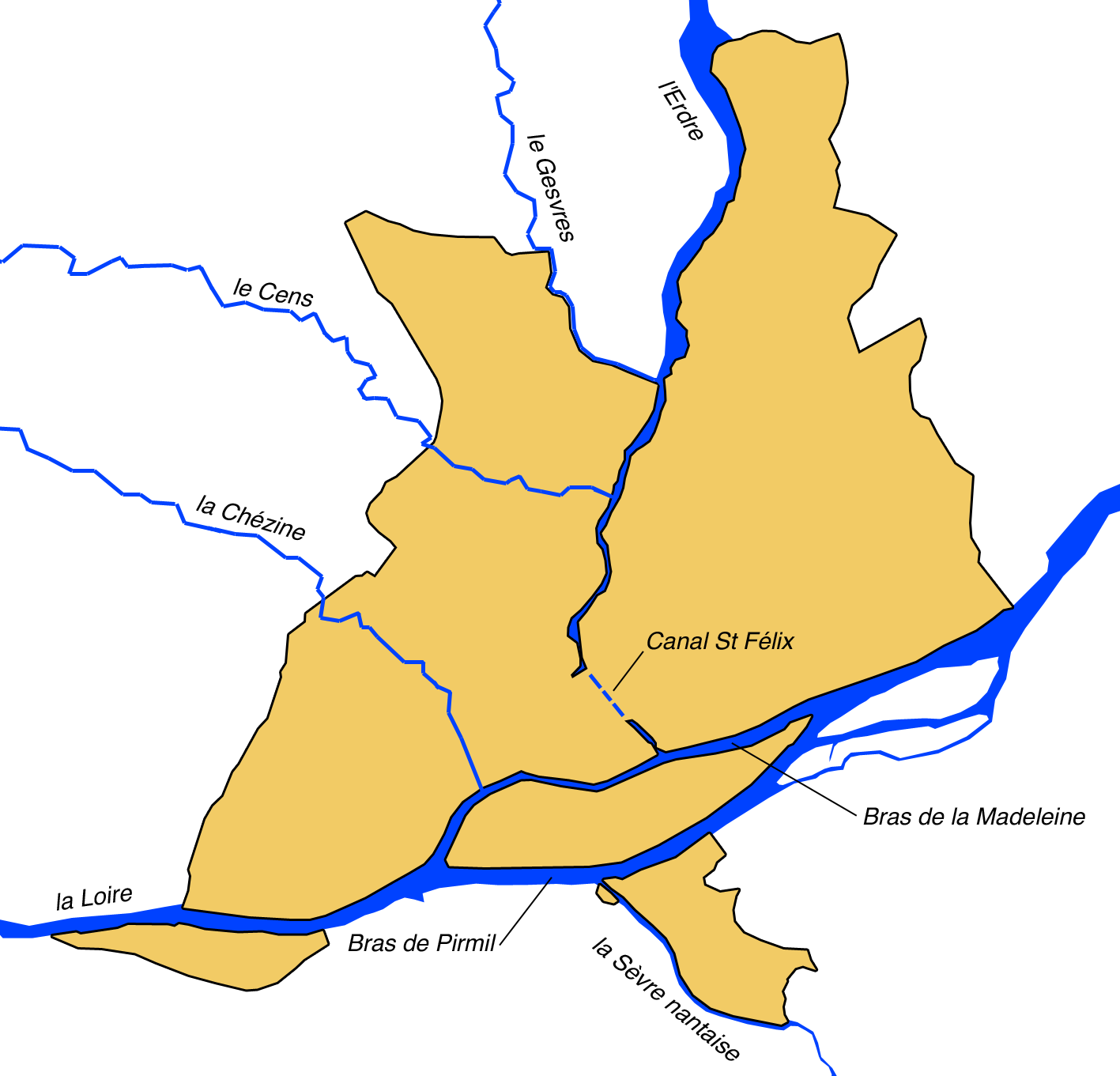
Réseau hydrographique nantais.

La Loire traverse désormais l'agglomération nantaise par deux bras qui enserrent l'île de Nantes : le bras de « la Madeleine » (au nord) et celui de « Pirmil » (au sud).
La ville est également arrosée par deux rivières importantes : l'Erdre au nord et la Sèvre Nantaise au sud, et par trois petites rivières : la Chézine, se jetant dans la Loire, le Cens et le Gesvres se jetant dans l'Erdre, toutes trois au nord. On trouve aussi plusieurs ruisseaux, généralement canalisés et souterrains, mais dont certains sont remis en valeur dans le cadre de l'aménagement de nombreux parcs, tels que le ruisseau des Gohards dans le quartier de la Bottière-Chénaie.

#### Le régime hydrologique de la Loire à Nantes

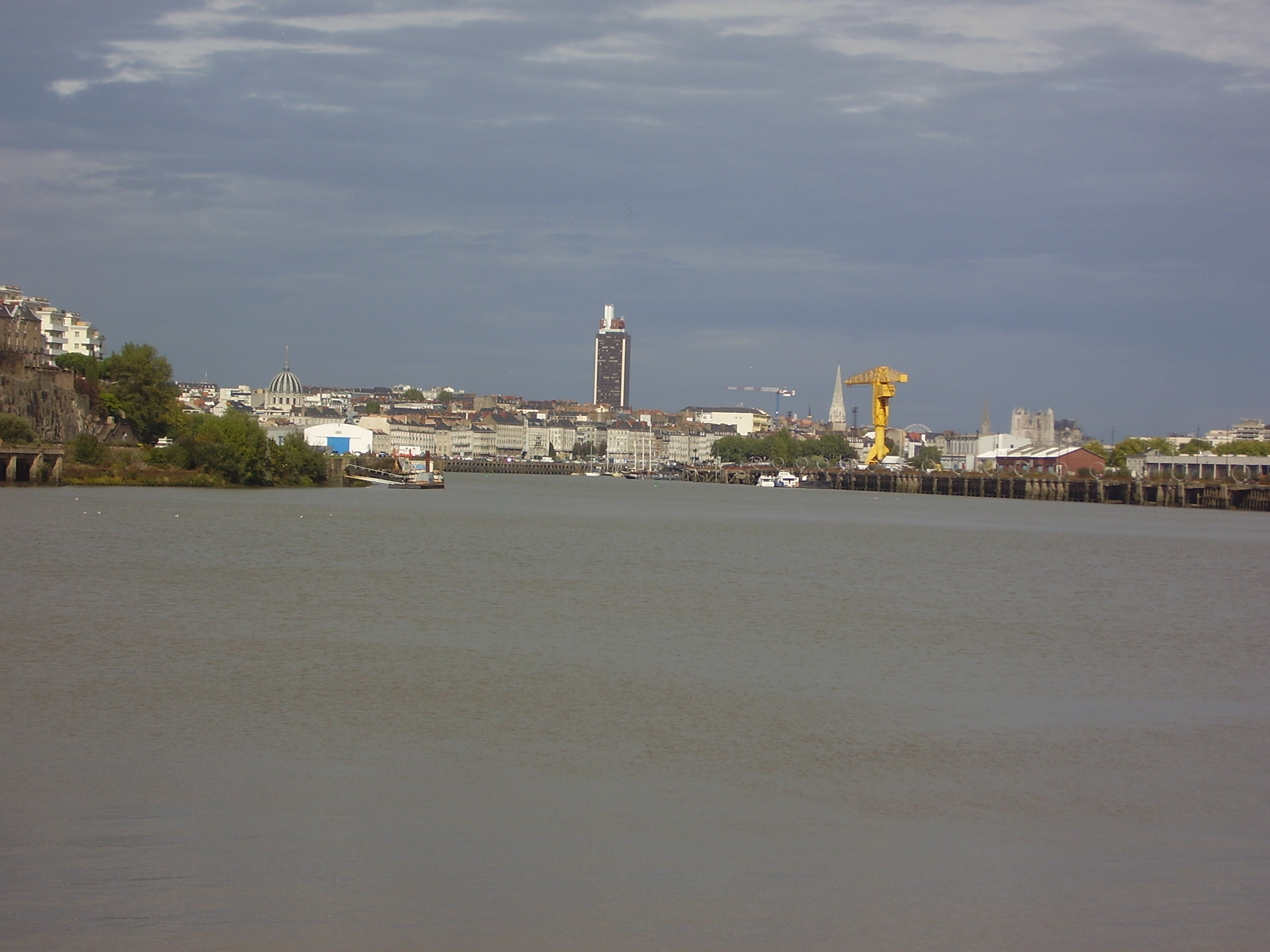
Nantes vue de la Loire.

Le contrôle du fleuve en amont rend les inondations rares. Les hautes eaux d'hiver peuvent recouvrir des îles situées juste en amont de Nantes, à Saint-Sébastien-sur-Loire, qui sont inondables et non constructibles, ainsi que l'extrémité est de l'île de Nantes. La dernière inondation plus importante date de janvier 1995.
La Loire subit l'influence des marées dans tout l'estuaire et même au-delà, jusque vers Oudon, non loin d'Ancenis. Le phénomène des marées est donc encore très sensible à Nantes, les courants de jusant faisant apparaître des estrans boueux notables à certains endroits (au confluent Loire-Sèvre par exemple).
La Sèvre Nantaise et l'Erdre sont chacune protégées des marées par un barrage et une écluse.

### Topographie
Nantes se trouve au sud du Massif armoricain, et s'étend sur les deux rives de la Loire, principalement sur la rive droite (au nord) ainsi que sur l'île de Nantes. Les principaux accès routiers sont radiaux (liaisons vers les autres grandes villes) et concentriques (ceinture de boulevards, périphérique) vers et autour du centre historique de Nantes,.

#### Vallée de l'Erdre

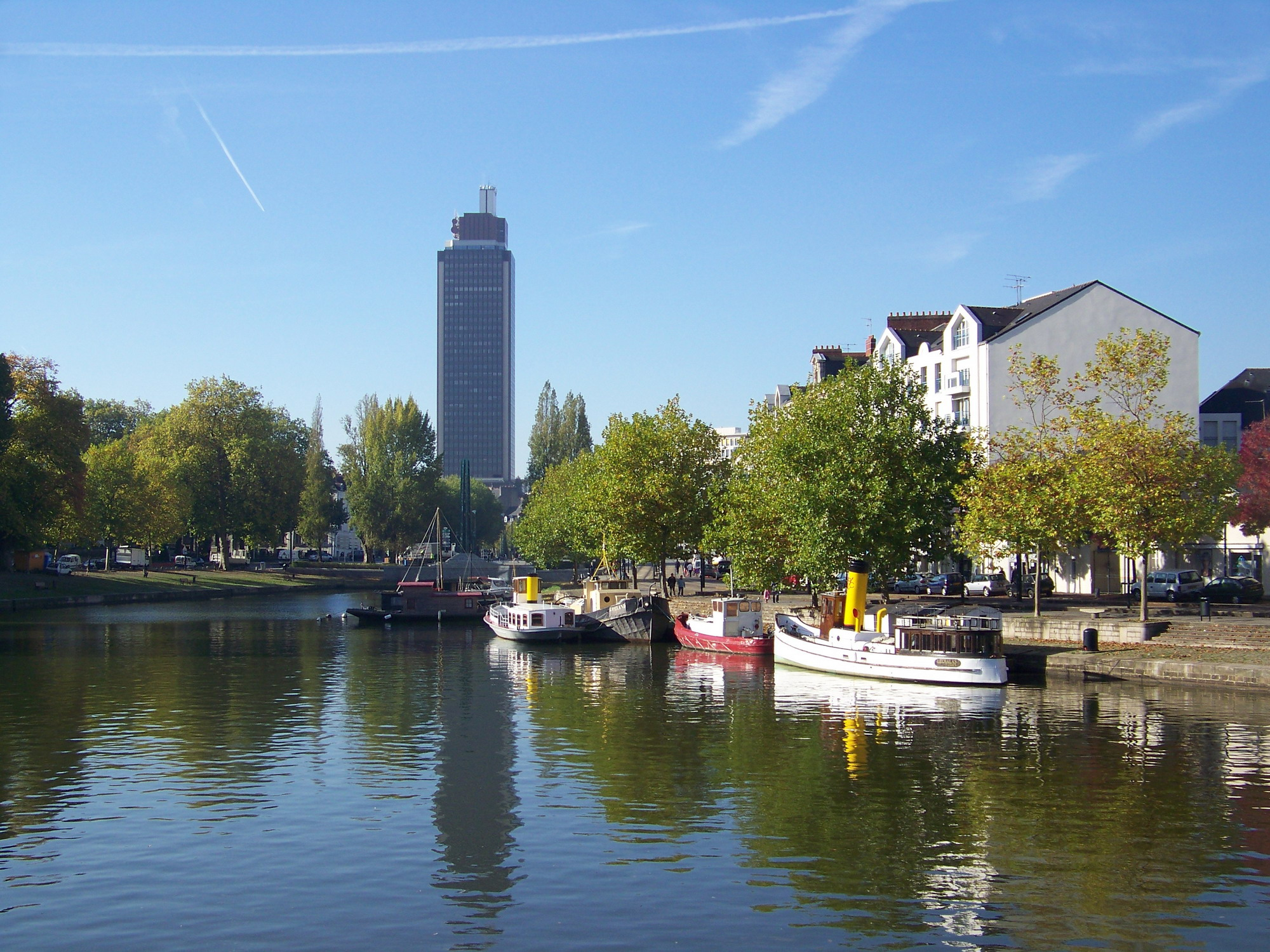
L'Erdre et le quai Henri-Barbusse, au fond la tour Bretagne.

L'Erdre traverse la ville du nord au sud pour se jeter dans la Loire par un canal souterrain le tunnel Saint-Félix, percé et se substituant depuis les années 1930 au parcours naturel de la rivière qui était le tracé de l'actuel cours des 50-Otages. Le cœur historique s'est développé au point de confluence de l'Erdre et de la Loire, d'abord sur la rive gauche de l'Erdre, quartier du Bouffay, colline de la cathédrale, puis sur la rive droite place Royale, au niveau du fleuve et colline de la place Graslin. Il subsiste une île sur le cours de l'Erdre : l'île de Versailles. La largeur de l'Erdre est de 300 m au nord du pont de la Beaujoire, ce plan d'eau est utilisé pour les activités nautiques et encore de 125 m de large au niveau de la Houssinière.

#### Nantes Nord-Ouest

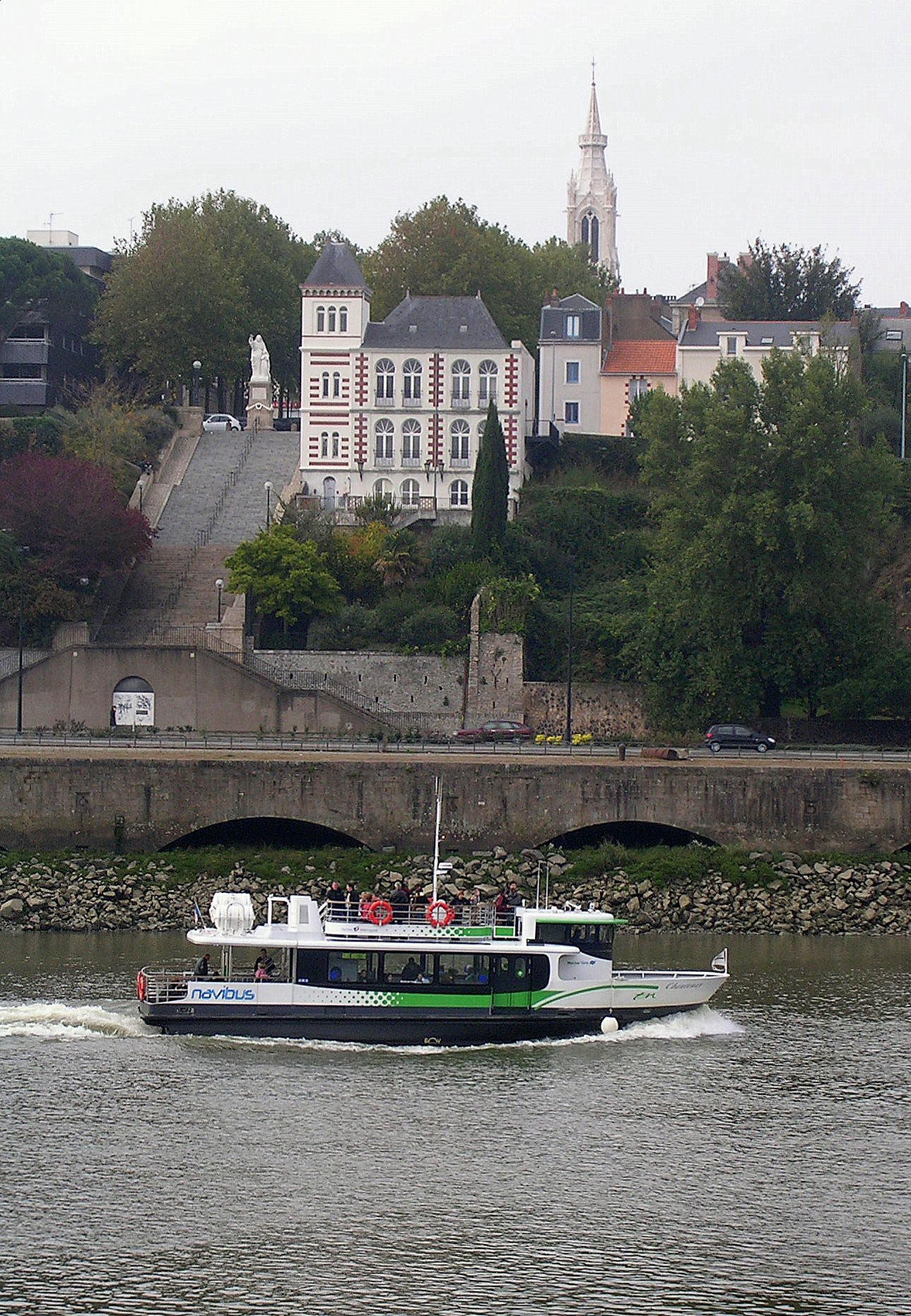
La butte Sainte-Anne et le Navibus.

Le sillon de Bretagne, une ligne de fracture géologique orientée nord-ouest/sud-est, se trouve à l'ouest de l'Erdre. La vallée de la Loire le coupe au niveau de la « butte Sainte-Anne », à l'abrupt très marqué (altitude 38 m contre 16 m place Général-Mellinet), à une distance de 2 km de l'ancien confluent de l'Erdre. L'altitude du sillon s'élève vers le nord-ouest : 55 m aux Hauts Moulins, à 3,5 km de la butte Sainte-Anne.
La Chézine, petit affluent de la Loire venant de Saint-Herblain, coule au nord et en contrebas du sillon de Bretagne, à l'air libre jusqu'à la rue de Gigant, puis en souterrain, se jetant dans la Loire à l'extrémité ouest du quai de la Fosse. Sa vallée est marquée par une coulée verte, notamment avec le parc de Procé.
Le Cens, affluent de rive droite (ouest) de l'Erdre venant d'Orvault, coule parallèlement 2,5 km plus au nord. Sa vallée est parfois très profonde, notamment au niveau de la route de Rennes (quartier du Pont du Cens, à la limite d'Orvault). Il passe ensuite au sud de l'hippodrome du Petit Port et se jette dans l'Erdre entre les collines du Tertre (facultés de lettres et de droit) et de la Houssinière (rectorat), face au Port-Boyer. La vallée du Cens constitue aussi une coulée verte (avec ici le parc de la Gaudinière).
À 1,5 km au nord du Cens, le Gesvres, autre affluent de la rive droite de l'Erdre, marque en gros la limite avec La Chapelle-sur-Erdre. Le confluent se trouve au nord du quartier de la Jonelière, légèrement en aval du pont de la Jonelière.
Ce vaste ensemble présente donc des ondulations liées à la présence conjointe du sillon de Bretagne et des cours d'eau l'ayant creusé, c'est la partie de Nantes la plus vallonnée.

#### Nantes Nord-Est
À l'est de l'Erdre (routes de Sainte-Luce, de Paris, de Saint-Joseph), le relief est moins vallonné qu'à l'ouest. Le seul cours d'eau est le ruisseau de l'Aubinière, affluent de la Loire venant de Sainte-Luce-sur-Loire, débouchant à 6 km à l'est du confluent de l'Erdre (un peu en aval des ponts de Bellevue).

#### Île de Nantes
L'île de Nantes, d'une superficie de 337 hectares, est reliée aux rives nord et sud par dix ponts routiers (six côté nord et quatre côté sud). On compte aussi une passerelle piétonne (au nord) et deux lignes ferroviaires enjambant l'île. Il est envisagé de construire un pont supplémentaire à l'ouest de l'île de Nantes à l'horizon 2025 ou un tunnel,.
L'île de Nantes résulte de l'unification progressive de plusieurs îles antérieurement séparées par des bras de la Loire : île Beaulieu, îles de la Prairie au Duc, de Grande Biesse, de Petite Biesse et Vertais (qui portait, autrefois, la Prairie d'amont et la Prairie d'aval). Le relief est plan. Plusieurs des anciennes îles ont été rattachées à la rive nord lors des comblements : près du centre, l'île Feydeau, l'île de la Madeleine et l'île Gloriette ; un peu à l'est, la prairie de Mauves (quartiers gare d'Orléans et Malakoff).

#### Nantes Sud

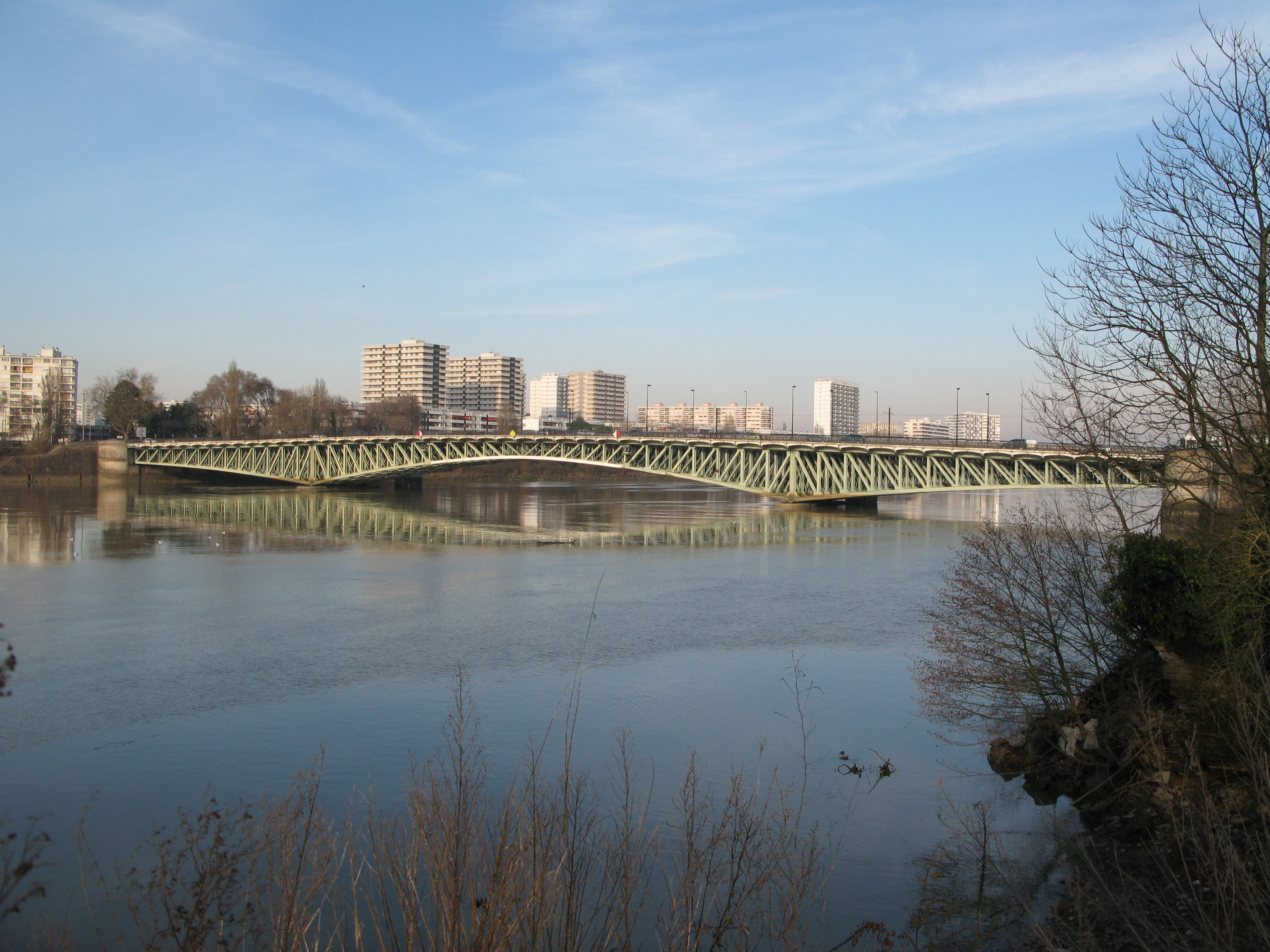
Pont de Pirmil, reliant le quartier Saint-Jacques avec le reste de la ville

Au sud de la Loire, le territoire communal de Nantes est grossièrement délimité à l’ouest par la Sèvre Nantaise. Entre la Sèvre et la Loire, se trouve le quartier Nantes-Sud, composé de quatre quartiers anciens de Nantes : Dos-d’Âne (ou Pirmil), Saint-Jacques, Grèneraie et Sèvres.
Le quartier Dos-d’Âne correspond à la confluence Sèvre-Loire et le relief est plan.
Les quartiers Saint-Jacques (avec le Clos-Toreau) et Grèneraie, en revanche, se trouvent sur l'extrémité du plateau du vignoble nantais, d'une altitude un peu plus élevée. La dénivellation est sensible rue Saint-Jacques, route de Saint-Sébastien et rue de la Fonderie, les trois rues qui aboutissent à la Loire. Le coteau est plus marqué au-delà du pont Georges-Clemenceau, le long de la côte Saint-Sébastien.
Ces deux quartiers sont séparés par le ruisseau du Douet, qui prend sa source à Saint-Sébastien. Il coule dans un vallonnement assez marqué en canalisation souterraine. Il n'est visible qu'à Saint-Sébastien, dans une tranchée maçonnée, de l'extrémité de la rue de Bonne-Garde jusqu'à la rue de la Grèneraie ; il continue ensuite sous l'hôpital Saint-Jacques.
Le quartier Sèvres (avec ceux de la Gilarderie et des Bourdonnières) se trouve un peu au sud près de la Sèvre (pont de la Morinière).

### Climat
Pour des articles plus généraux, voir Climat des Pays de la Loire et Climat de la Loire-Atlantique.
En 2010, le climat de la commune est de type climat océanique franc, selon une étude du CNRS s'appuyant sur une série de données couvrant la période 1971-2000. En 2020, Météo-France publie une typologie des climats de la France métropolitaine dans laquelle la commune est exposée à un climat océanique et est dans la région climatique Bretagne orientale et méridionale, Pays nantais, Vendée, caractérisée par une faible pluviométrie en été et une bonne insolation.
Pour la période 1971-2000, la température annuelle moyenne est de 12,2 °C, avec une amplitude thermique annuelle de 13,2 °C. Le cumul annuel moyen de précipitations est de 773 mm, avec 12,7 jours de précipitations en janvier et 6,3 jours en juillet. Pour la période 1991-2020, la température moyenne annuelle observée sur la station météorologique de Météo-France la plus proche, « Nantes-Bouguenais », sur la commune de Bouguenais à 7 km à vol d'oiseau, est de 12,7 °C et le cumul annuel moyen de précipitations est de 819,5 mm,. Pour l'avenir, les paramètres climatiques de la commune estimés pour 2050 selon différents scénarios d'émission de gaz à effet de serre sont consultables sur un site dédié publié par Météo-France en novembre 2022.
| Mois                                             | jan.           | fév.             | mars          | avril         | mai             | juin          | jui.           | août           | sep.           | oct.            | nov.            | déc.             | année      |
| ------------------------------------------------ | -------------- | ---------------- | ------------- | ------------- | --------------- | ------------- | -------------- | -------------- | -------------- | --------------- | --------------- | ---------------- | ---------- |
| Température minimale moyenne (°C)                | 3,4            | 3                | 4,9           | 6,6           | 9,8             | 12,7          | 14,3           | 14,2           | 11,8           | 9,5             | 5,9             | 3,7              | 8,3        |
| Température moyenne (°C)                         | 6,4            | 6,7              | 9,2           | 11,4          | 14,7            | 17,8          | 19,7           | 19,8           | 17,1           | 13,5            | 9,4             | 6,7              | 12,7       |
| Température maximale moyenne (°C)                | 9,3            | 10,5             | 13,5          | 16,2          | 19,6            | 23            | 25,1           | 25,4           | 22,4           | 17,6            | 12,9            | 9,8              | 17,1       |
| Record de froid (°C) date du record              | −13 16.01.1985 | −15,6 15.02.1956 | −9,6 01.03.05 | −2,8 07.04.08 | −1,5 01.05.1945 | 3,8 01.06.06  | 5,8 10.07.1948 | 5,6 07.08.1956 | 2,8 19.09.1952 | −3,3 30.10.1997 | −6,8 21.11.1993 | −10,8 21.12.1946 | −15,6 1956 |
| Record de chaleur (°C) date du record            | 18,2 27.01.03  | 22,6 27.02.19    | 24,2 30.03.21 | 28,3 30.04.05 | 32,8 26.05.17   | 39,1 18.06.22 | 42 18.07.22    | 39,6 07.08.20  | 35,4 09.09.23  | 30,4 09.10.23   | 21,8 01.11.15   | 18,4 04.12.1953  | 42 2022    |
| Ensoleillement (h)                               | 73             | 102              | 147           | 183           | 203             | 213           | 229            | 233            | 199            | 123             | 91              | 78               | 1 873      |
| Précipitations (mm)                              | 87,9           | 67,5             | 58,4          | 58,3          | 61              | 48,5          | 44,2           | 50,3           | 59,5           | 88,8            | 94,1            | 101              | 819,5      |
| dont nombre de jours avec précipitations ≥ 1 mm  | 12,5           | 10,6             | 9,4           | 9,7           | 9,6             | 7,6           | 7,1            | 7,2            | 7,8            | 11,8            | 13              | 13,5             | 119,7      |
| dont nombre de jours avec précipitations ≥ 5 mm  | 6              | 5,3              | 3,8           | 4,1           | 4,1             | 3,3           | 2,8            | 2,9            | 3,9            | 5,7             | 6,2             | 6,8              | 54,9       |
| dont nombre de jours avec précipitations ≥ 10 mm | 2,6            | 1,9              | 1,6           | 1,8           | 1,9             | 1             | 1,1            | 1,6            | 2              | 3               | 3,1             | 3,6              | 25,4       |

## Urbanisme

### Typologie
Au 1er janvier 2024, Nantes est catégorisée grand centre urbain, selon la nouvelle grille communale de densité à sept niveaux définie par l'Insee en 2022.
Elle appartient à l'unité urbaine de Nantes, une agglomération intra-départementale regroupant 22  communes, dont elle est ville-centre,,. Par ailleurs la commune fait partie de l'aire d'attraction de Nantes, dont elle est la commune-centre,. Cette aire, qui regroupe 116 communes, est catégorisée dans les aires de 700 000 habitants ou plus (hors Paris),.

### Occupation des sols

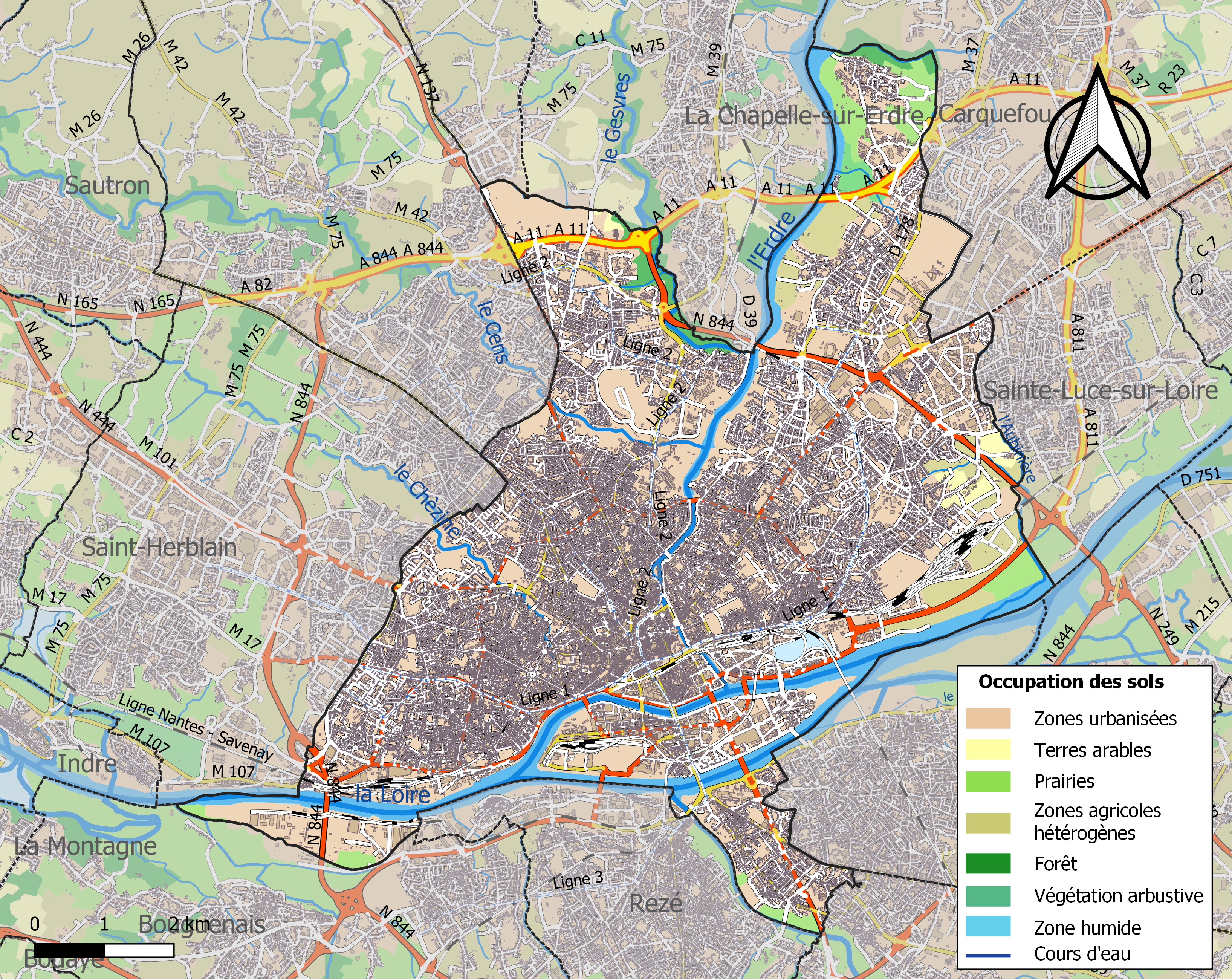
Carte des infrastructures et de l'occupation des sols de la commune en 2018 (CLC).

L'occupation des sols de la commune, telle qu'elle ressort de la base de données européenne d’occupation biophysique des sols Corine Land Cover (CLC), est marquée par l'importance des territoires artificialisés (83,4 % en 2018), en augmentation par rapport à 1990 (78,8 %). La répartition détaillée en 2018 est la suivante : 
zones urbanisées (57,8 %), zones industrielles ou commerciales et réseaux de communication (19,2 %), eaux continentales (6,9 %), espaces verts artificialisés, non agricoles (6,4 %), zones agricoles hétérogènes (3,9 %), prairies (2,8 %), forêts (1,3 %), terres arables (0,8 %), milieux à végétation arbustive et/ou herbacée (0,5 %), zones humides intérieures (0,4 %). L'évolution de l’occupation des sols de la commune et de ses infrastructures peut être observée sur les différentes représentations cartographiques du territoire : la carte de Cassini (XVIIIe siècle), la carte d'état-major (1820-1866) et les cartes ou photos aériennes de l'IGN pour la période actuelle (1950 à aujourd'hui).

### Morphologie urbaine
Un arc formé par de grands boulevards a longtemps défini les limites des zones les plus urbanisées de la ville, avant que certaines communes alentour (comme Chantenay et Doulon en 1903) y soient rattachées. Sur le plan des strates historiques, on distingue quelques ensembles typiques.

#### La partie médiévale
Les premiers aménagements urbains encore visibles de nos jours remontent à l'époque médiévale, les constructions datant du Haut Empire romain ayant été recouvertes par des aménagements postérieurs. La ville médiévale fortifiée d'autrefois correspond au quartier du Bouffay. Il subsiste également la porte Saint-Pierre, le château des ducs de Bretagne, ainsi que quelques maisons à colombage et hôtels particuliers datant pour l'essentiel du XVe siècle.
En 1998, les travaux du tramway ont mis au jour les vestiges d'une porte fortifiée du milieu du XVe siècle, la "Porte Sauvetout", au croisement des rues de la Boucherie, de Beaurepaire et de Cacault. Une partie des maçonneries de la tour de Haut-le-Pied étaient encore conservées en élévation et ont été intégrées dans les nouveaux aménagement urbains.
Cette partie a souffert des bouleversements du XVIIIe siècle à nos jours mais aussi des bombardements de 1943 qui ont particulièrement affecté la ville. Les rues de la Juiverie, Sainte-Croix, de la Bâclerie sont parmi les exemples les mieux conservés et on retrouve également quelques modèles d'architecture à colombages apparents rue de Verdun, rue Bossuet ou encore place du Change. Le château des ducs de Bretagne ainsi que son périmètre immédiat forment l'ensemble le plus caractéristique de cette époque.

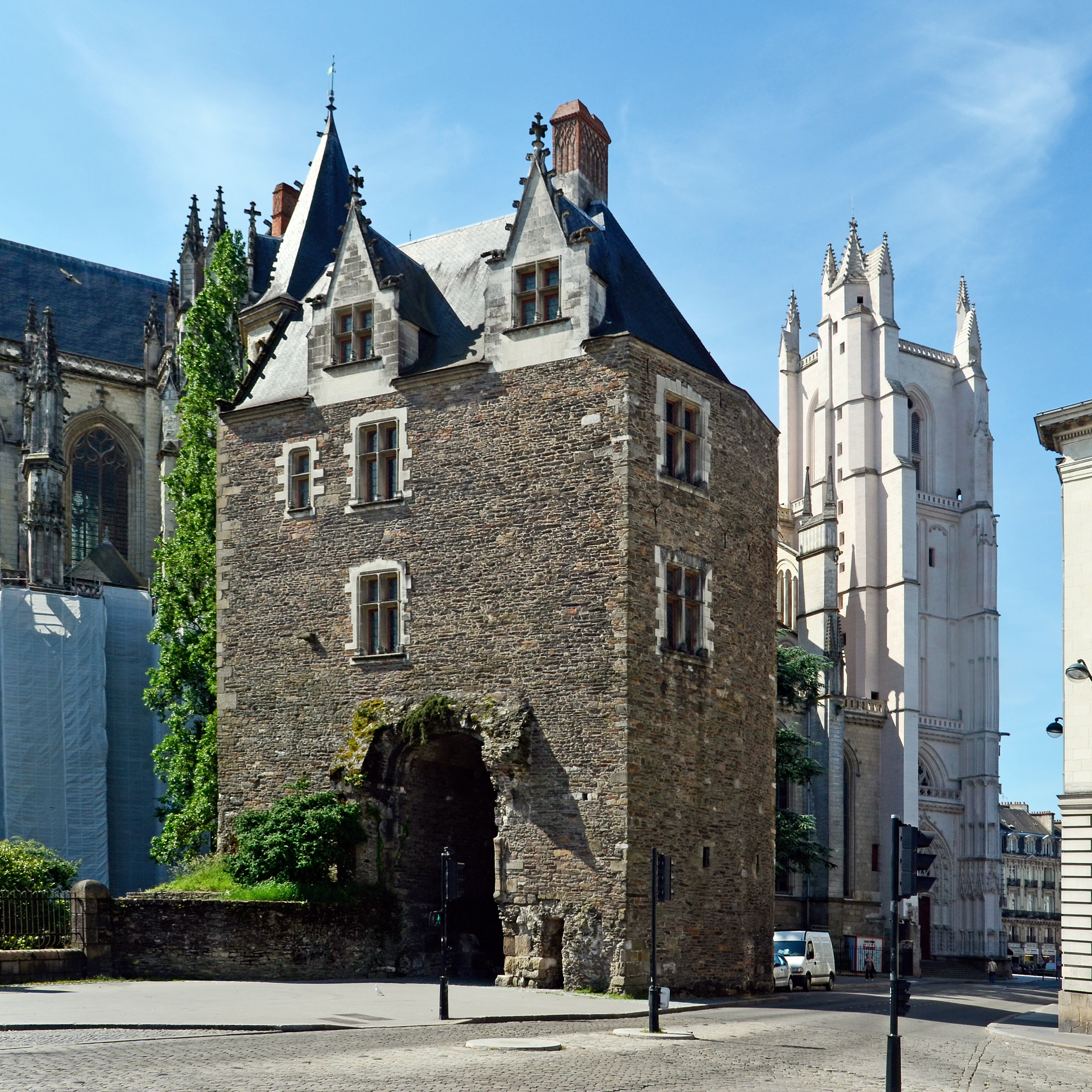
Porte Saint-Pierre, vestige de l'ancienne enceinte de la ville.
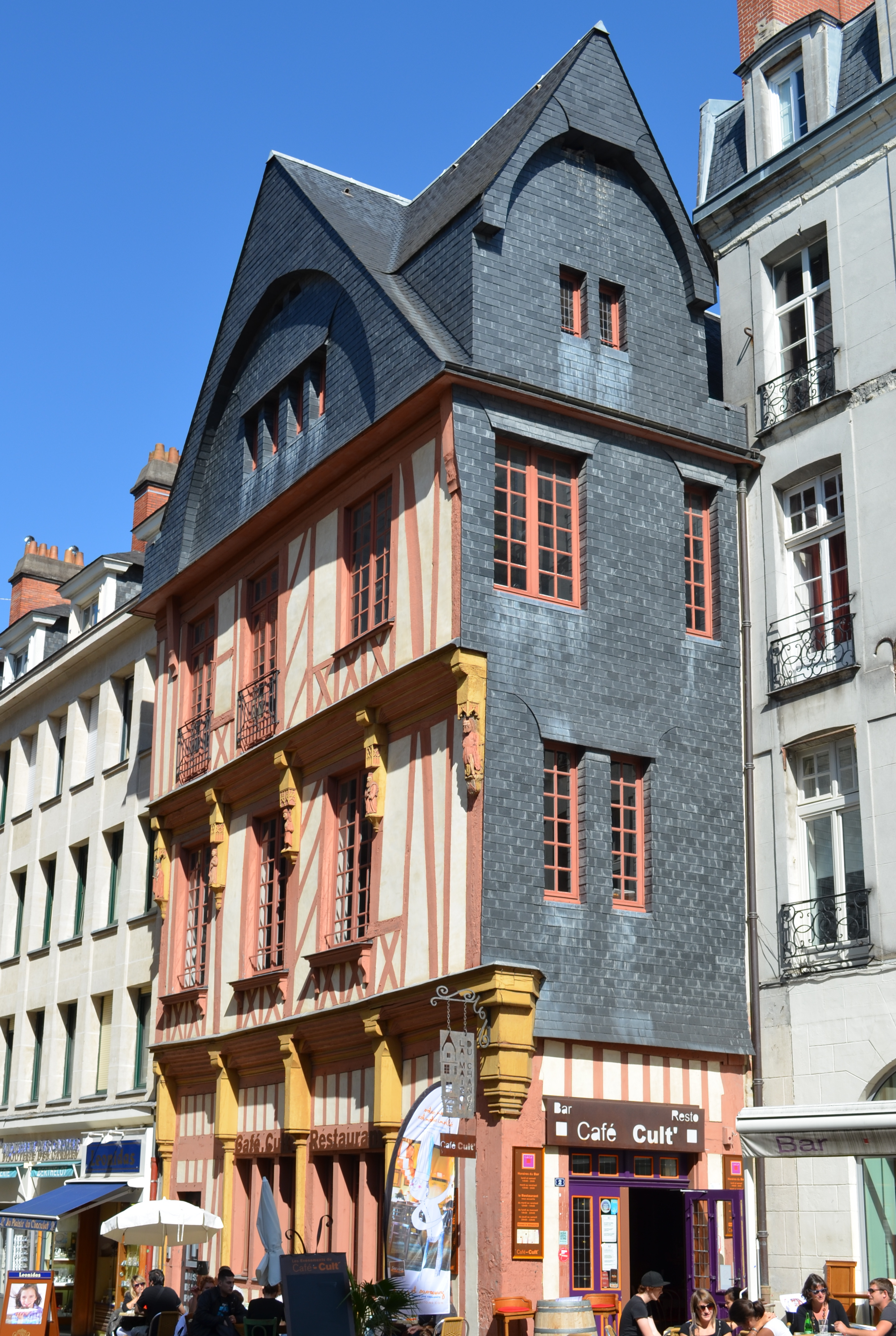
La maison des Apothicaires, place du Change.
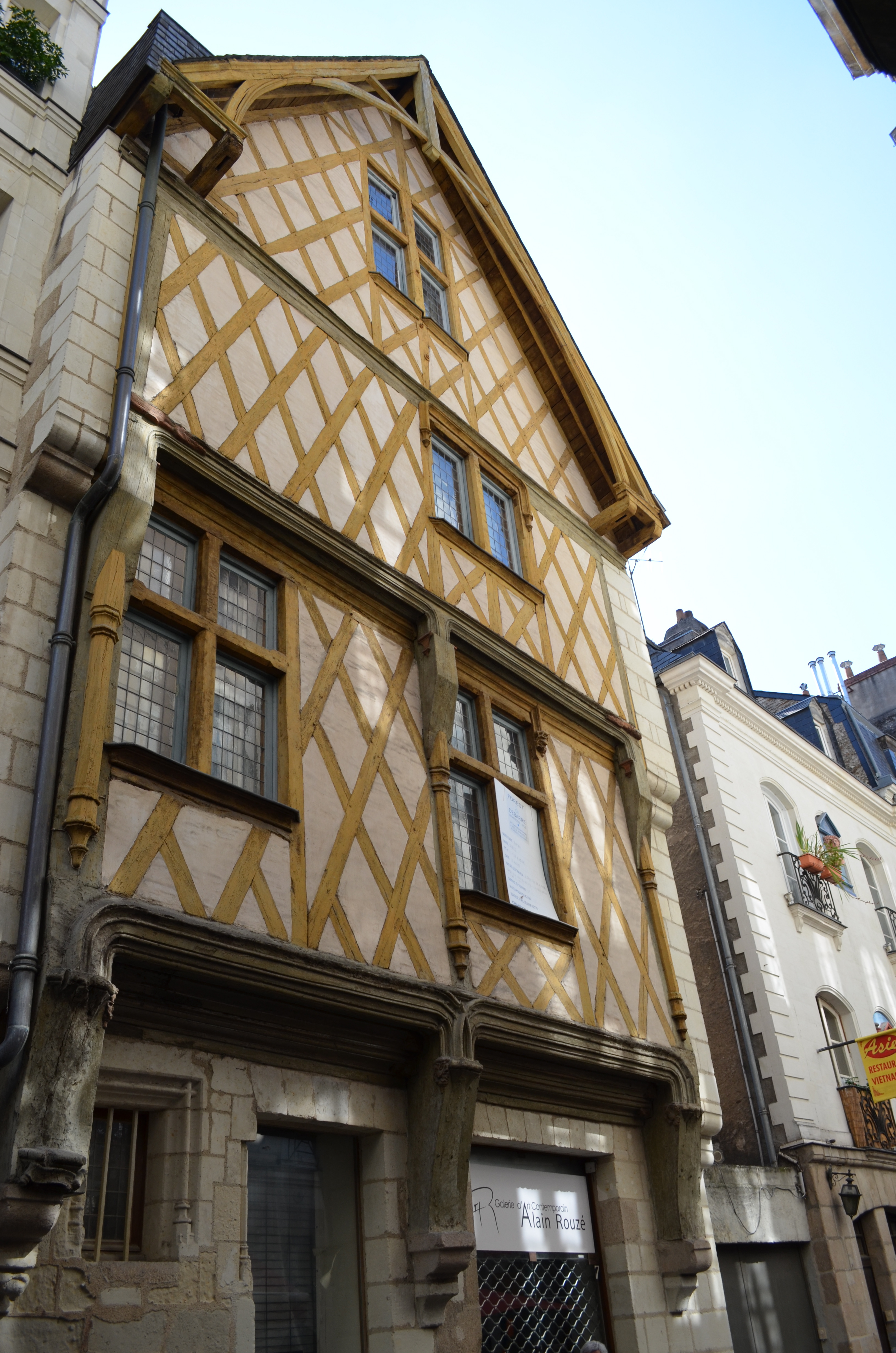
Maison de la rue de la Juiverie.
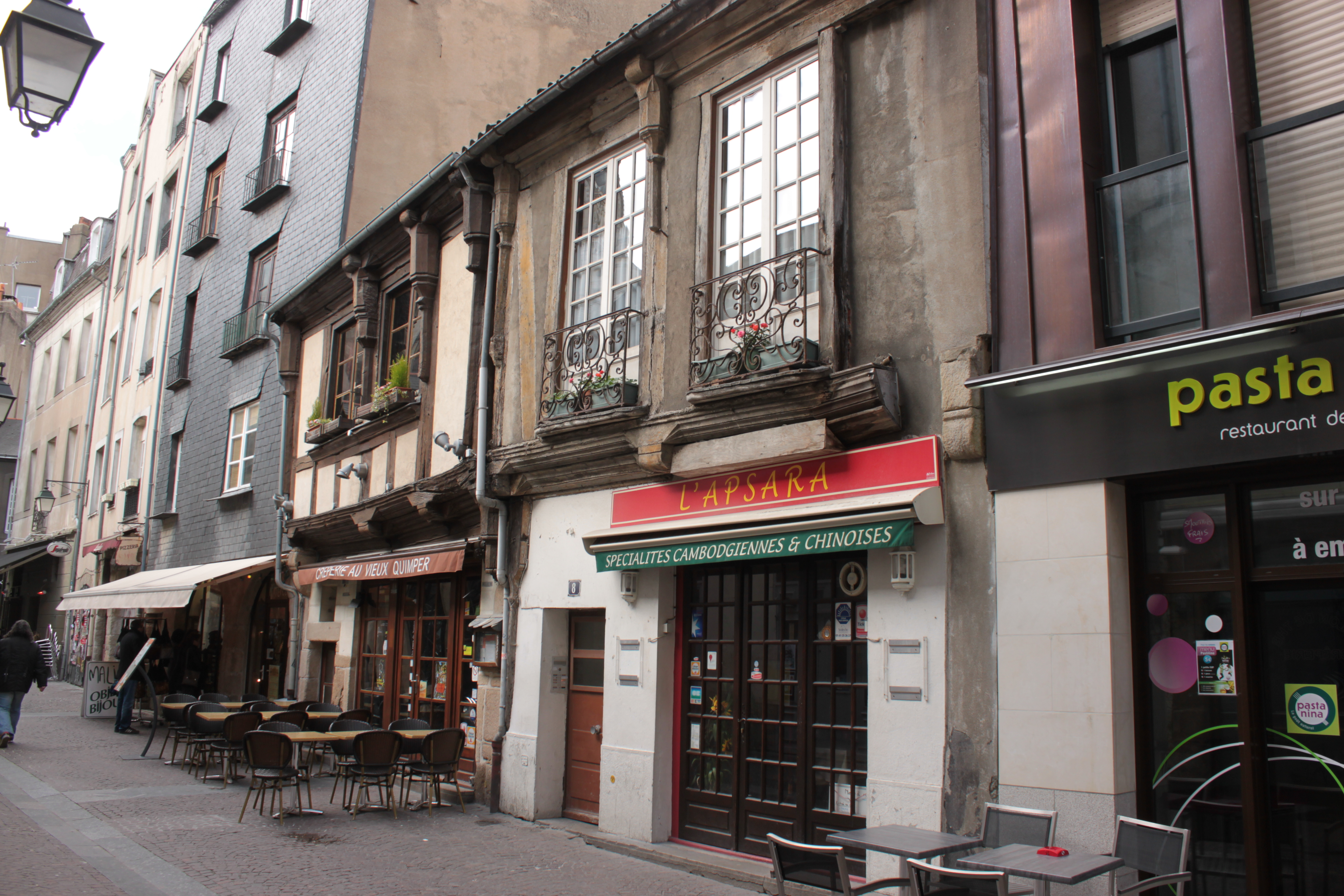
Maisons de la rue de la Bâclerie.
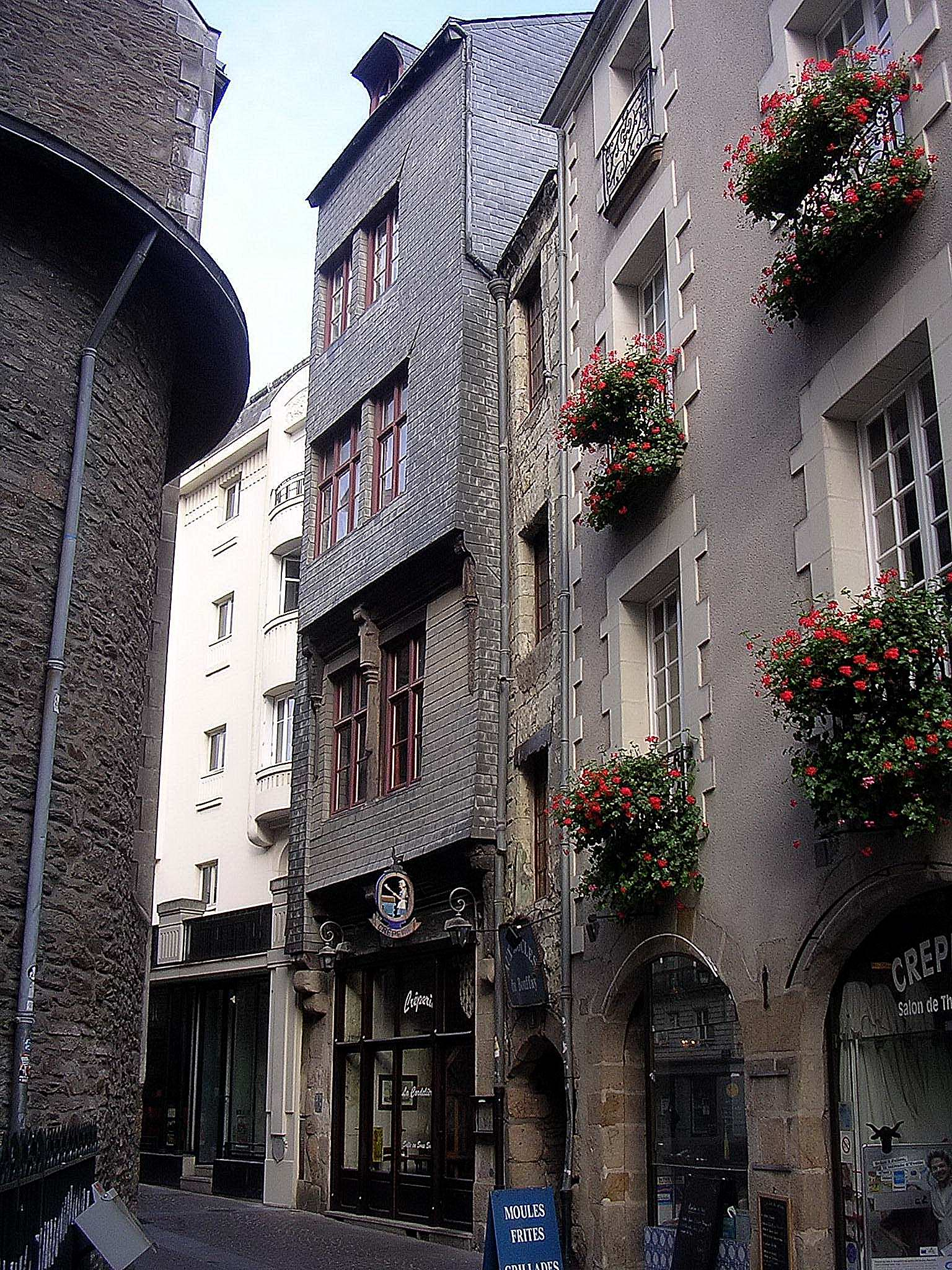
Maisons de la rue Sainte-Croix.
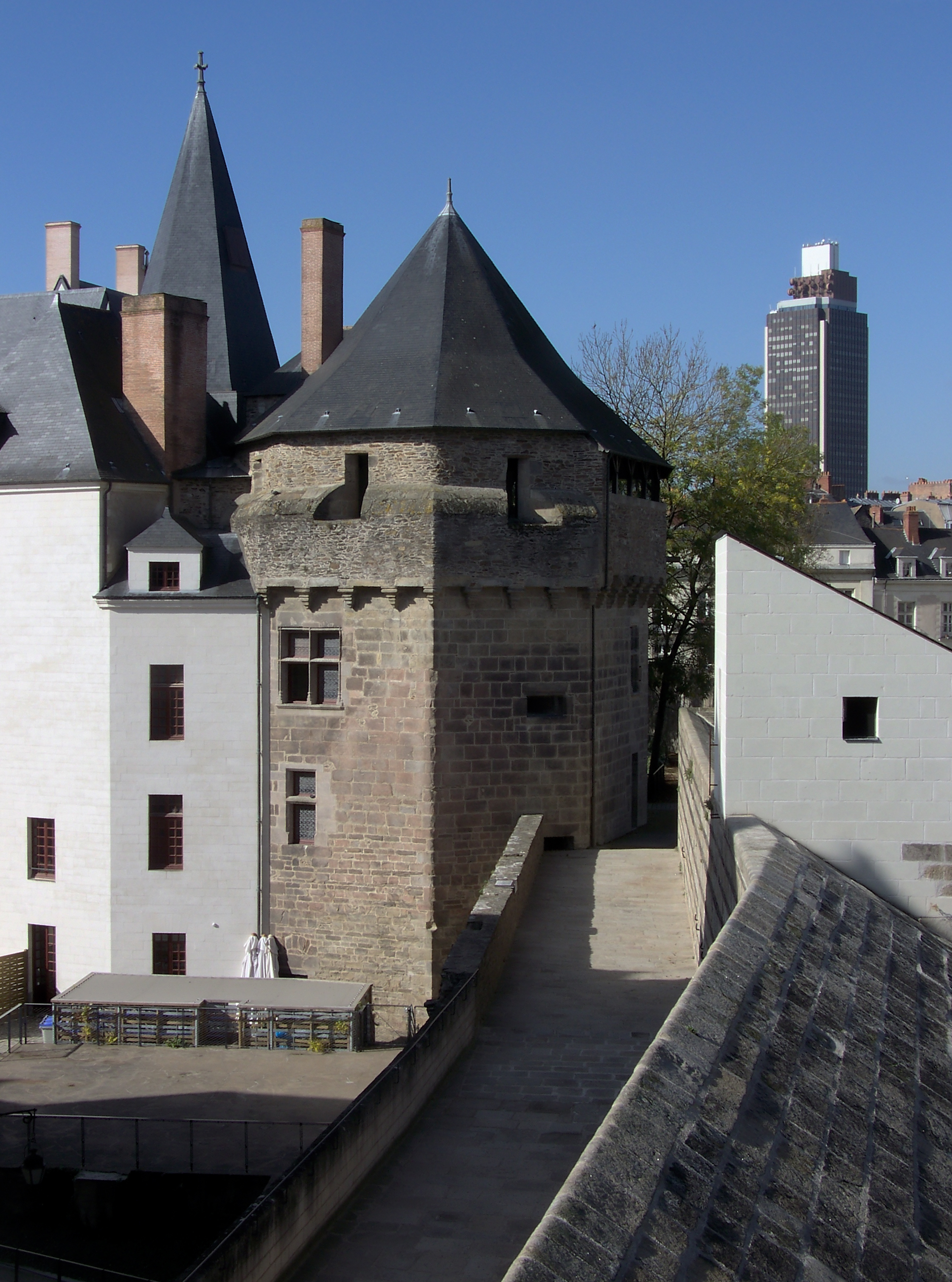
Château, tour du vieux donjon
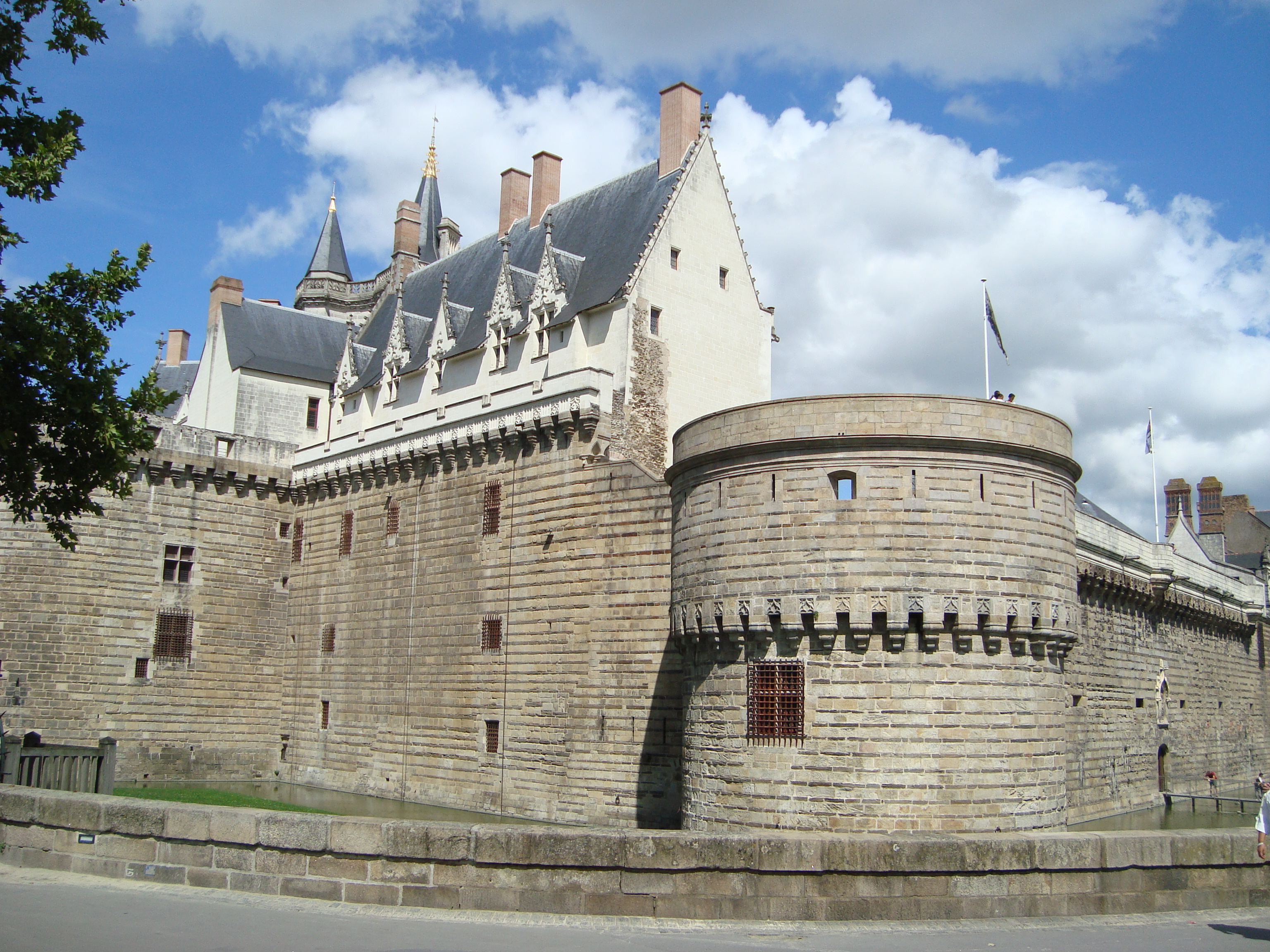
château des ducs de Bretagne

#### La ville classique duXVIIIesiècle
La première grande expansion de la ville a eu lieu au XVIIIe siècle. C'est à cette époque qu'est lotie l'île Feydeau, puis que les architectes Jean-Baptiste Ceineray puis Mathurin Crucy tracent les quais (Brancas, Flesselles, Tremperie, Port-Maillard, les cours Saint-Pierre et Saint-André (ensemble résidentiel caractéristique de l'époque), les places Royale, Graslin et le cours Cambronne, que sont édifiés le théâtre et la Bourse. Le centre actuel s'articule autour d'une colonne vertébrale qui est l'axe est-ouest : partant de la cathédrale, traversant rues de Verdun, de la Marne, d'Orléans, Crébillon et finissant place Graslin. Le XVIIIe siècle marque le triomphe du style néoclassique dans la ville.

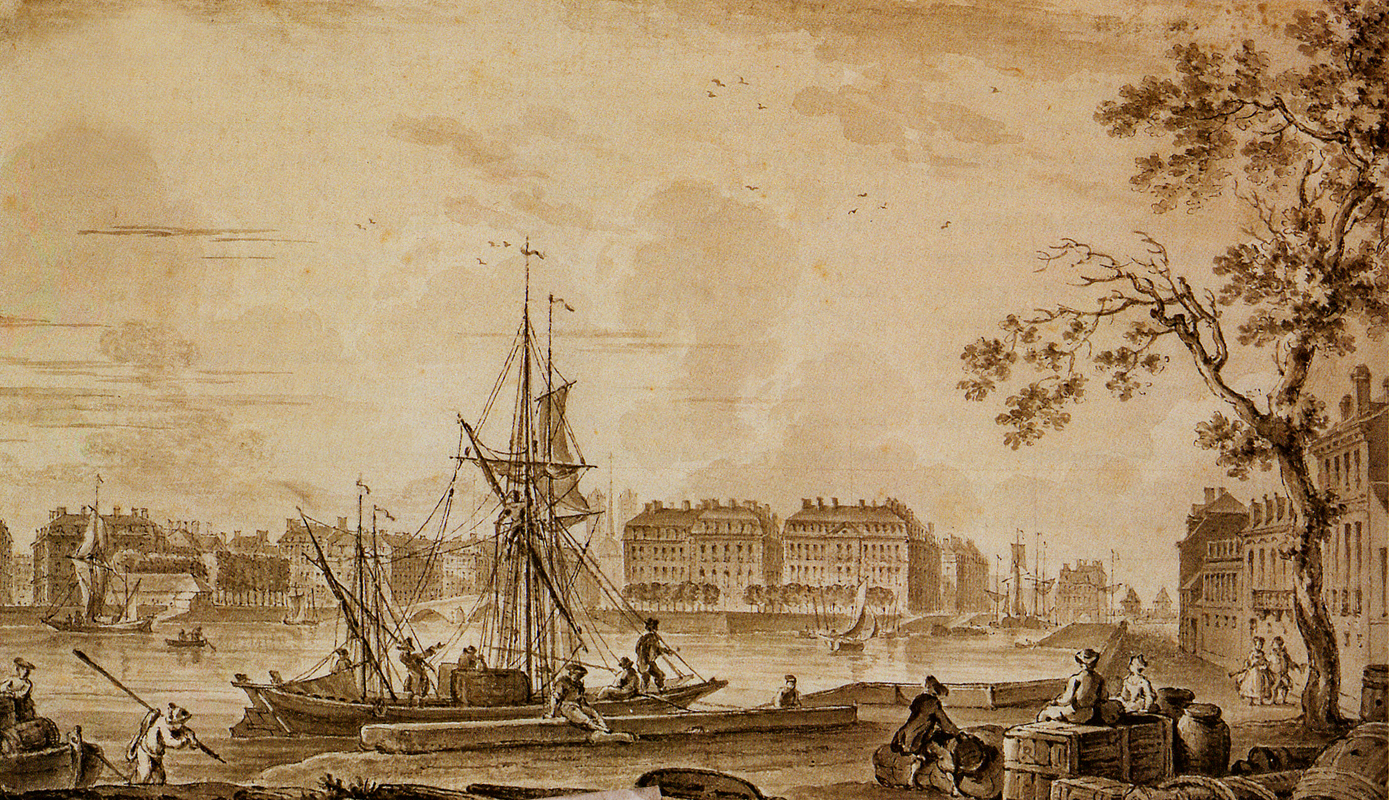
Le port vu de l'île Gloriette au XVIIIe siècle.
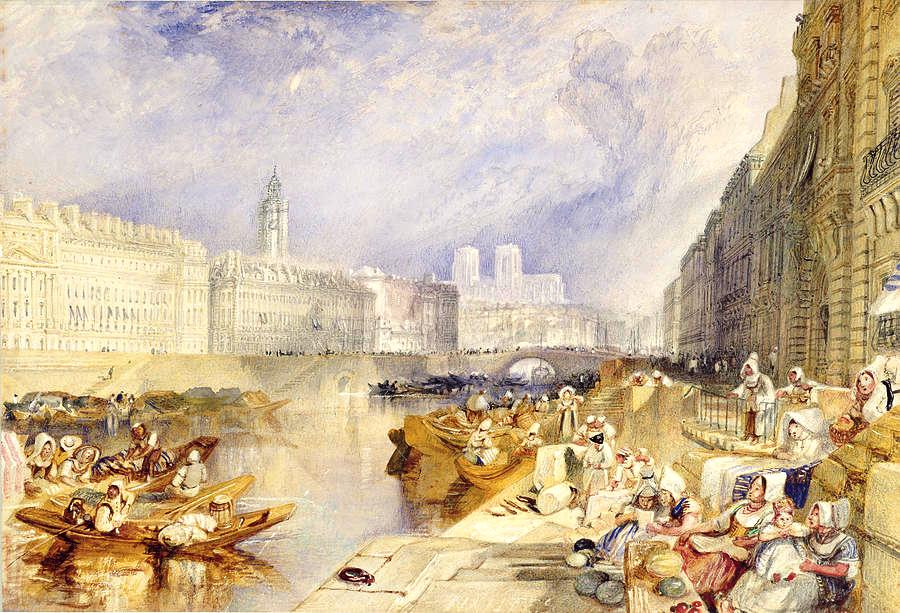
Aquarelle de Turner représentant la ville depuis l'île Feydeau, ca. 1830.
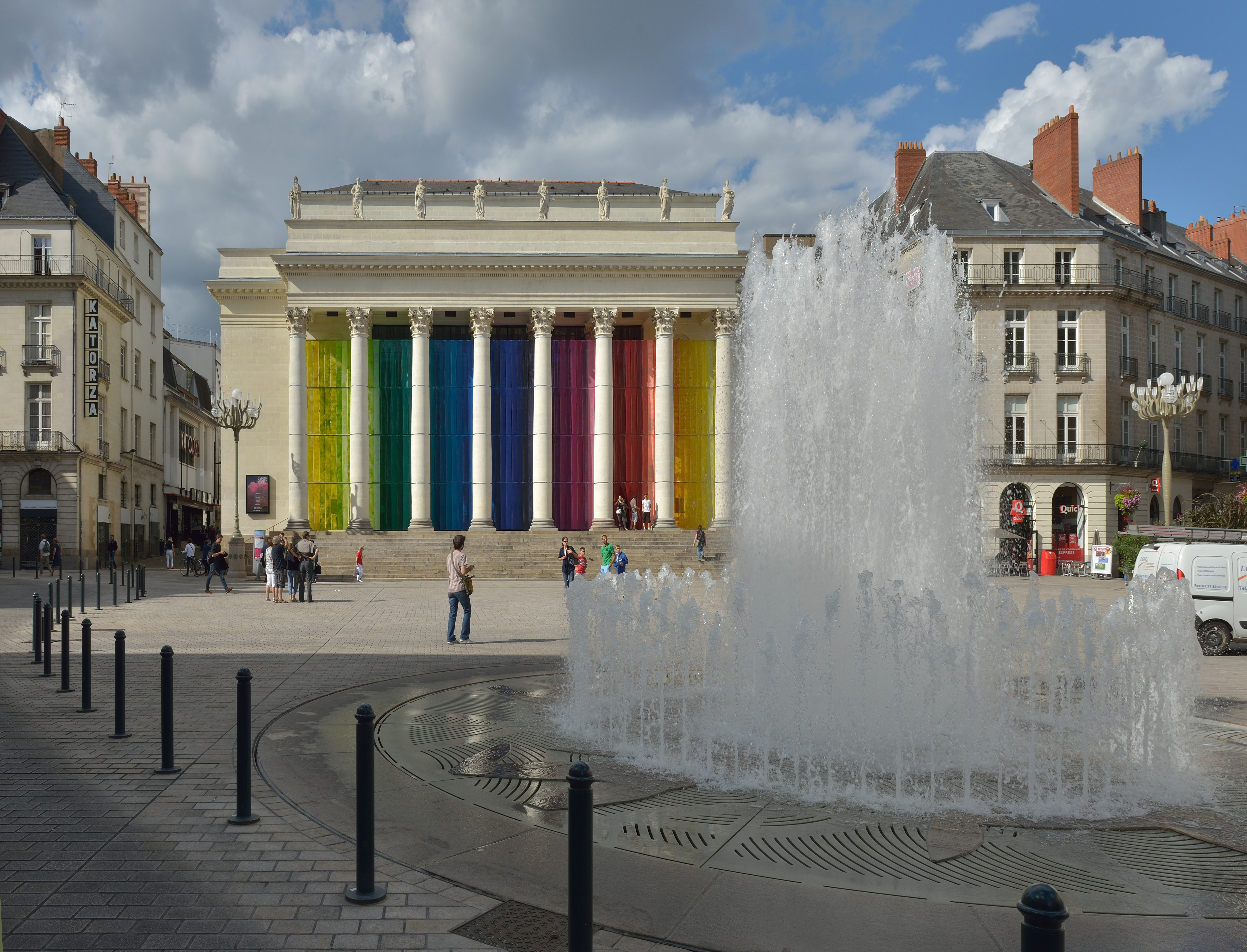
Place Graslin
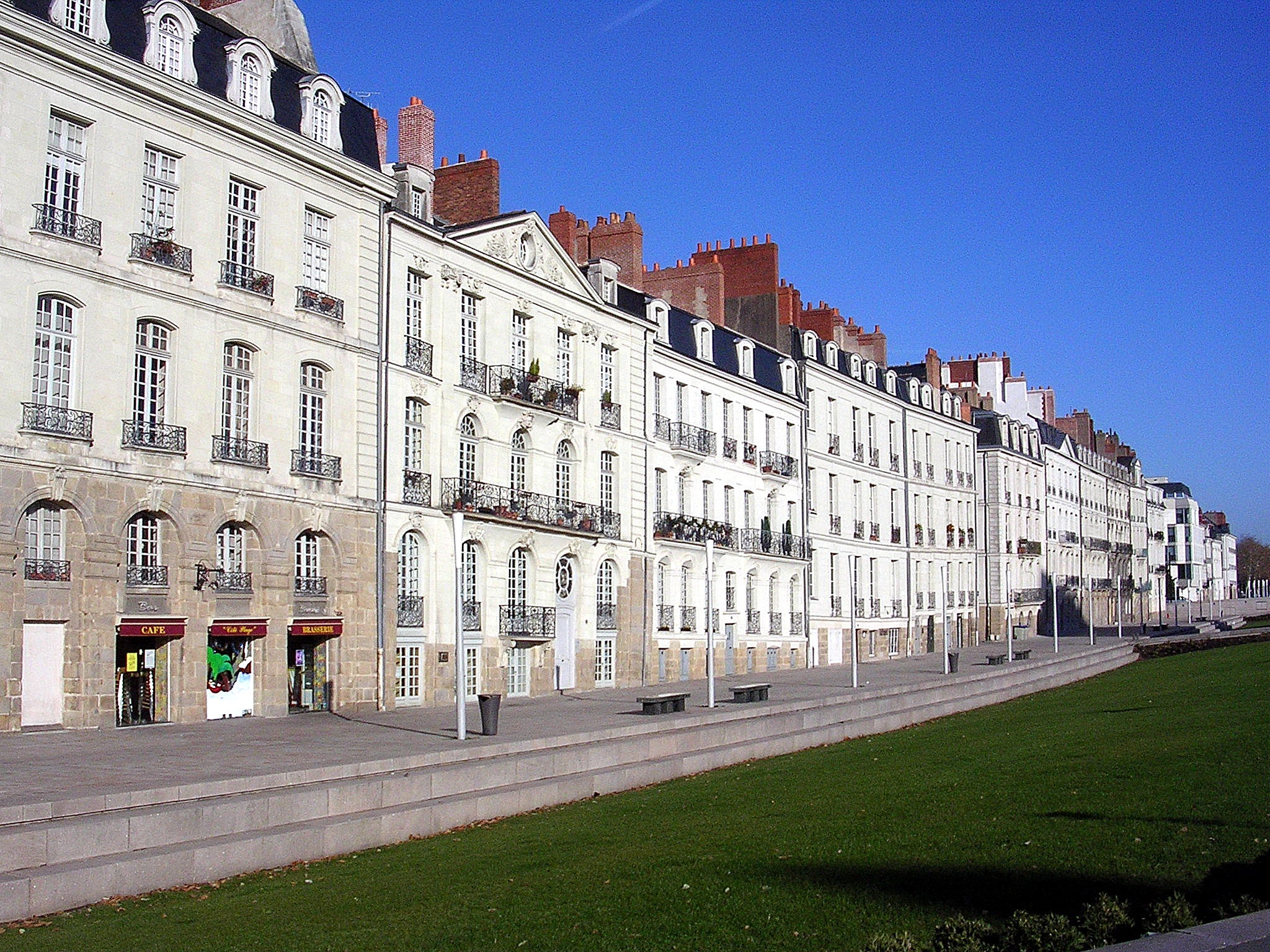
île Feydeau
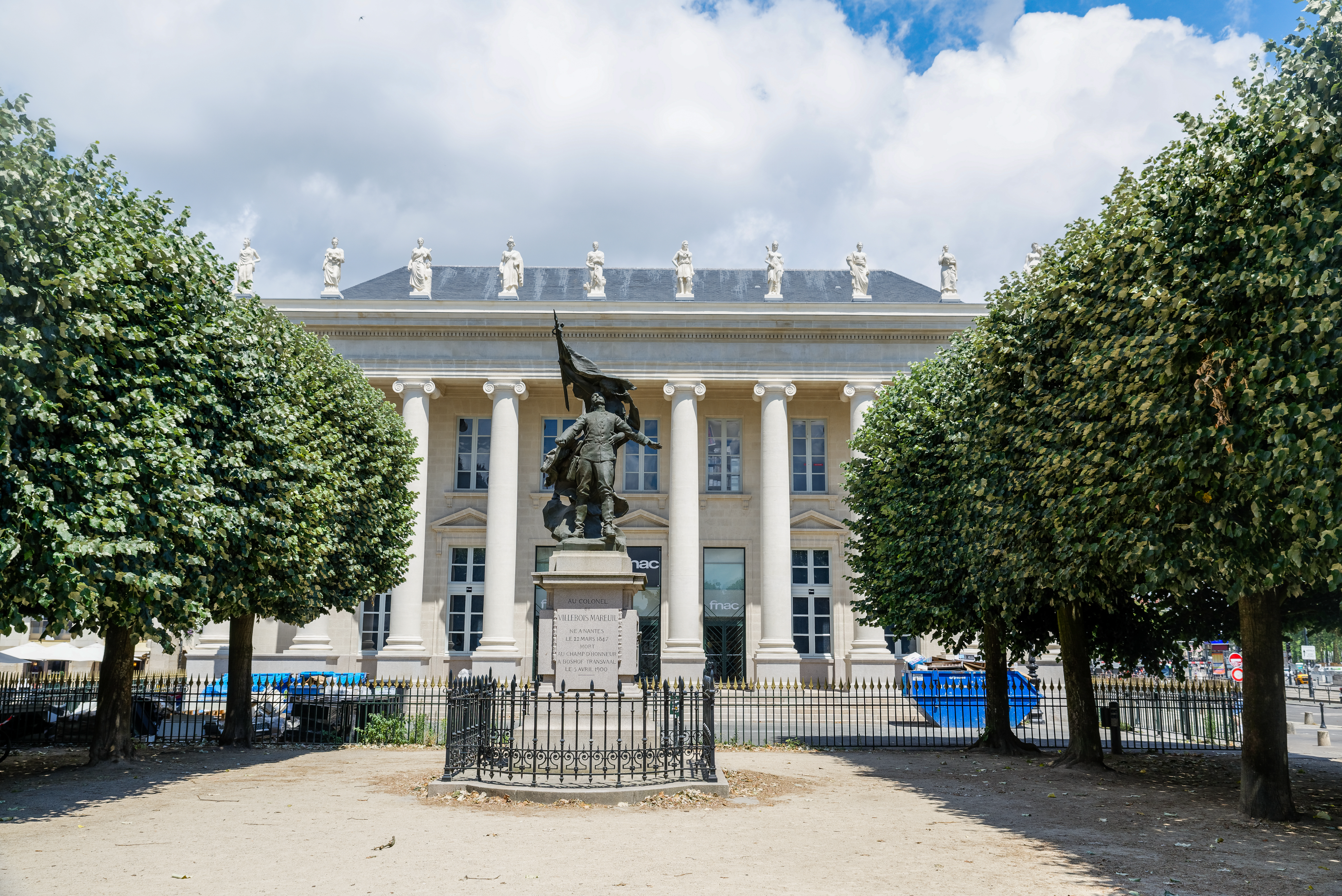
Palais de la Bourse
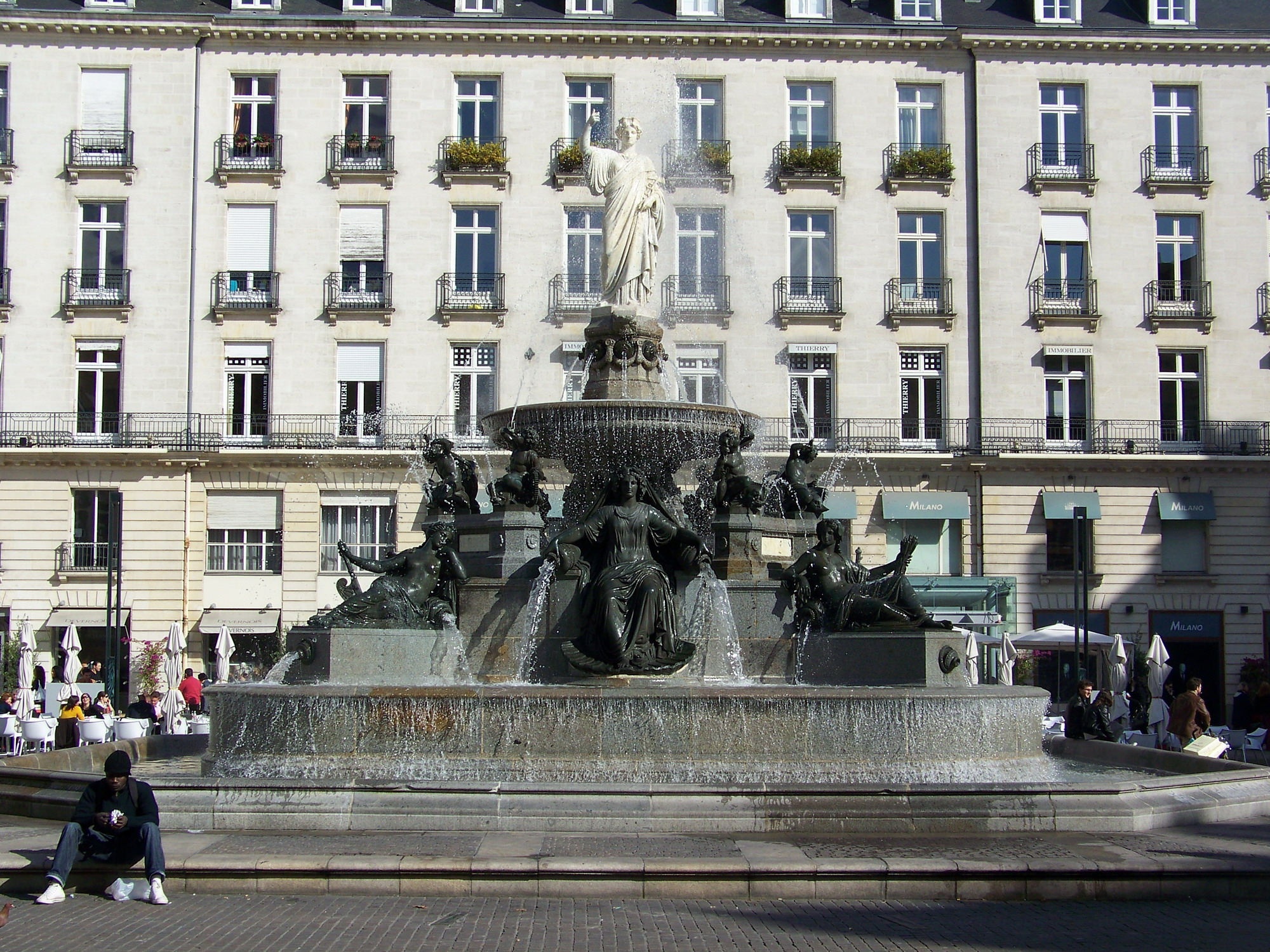
Place Royale

#### DuXIXesiècleà la Seconde Guerre mondiale
De grandes artères rectilignes et bordés d'immeubles apparaissent avec notamment la rue de Strasbourg : percée « haussmannienne ». Ce cas mis à part, le centre s'est étendu concentriquement, au XIXe siècle. Autour du Jardin des plantes et du musée des beaux-arts à l'est se forme l'ensemble Saint-Clément/Dalby/Saint-Donatien, autour de l'ancien palais de justice au nord se développent les quartiers Hauts-pavés/Viarme/Saint-Félix, pour le secteur du musée Dobrée et de l'église Notre-Dame-de-Bon-Port à l'ouest ce sont les quartiers Canclaux et Mellinet notamment, quant au quai de la Fosse, il s'étire vers la butte Sainte-Anne et le village de Chantenay. Le quartier de la Madeleine, enclavé jusqu'aux comblements de la Loire dans les années 1930, a gardé son aspect de « faubourg ».

#### La ville de la reconstruction
Le centre historique est parsemé d'immeubles modernes édifiés sous la supervision de l'architecte Michel Roux-Spitz chargé de la reconstruction de la ville. Ils ont pris la place de bâtiments démolis par les bombardements anglo-américains de la Seconde Guerre mondiale. La rue du Calvaire a été élargie et reconstruite selon les canons modernes de l'après-guerre : avec la place des Volontaires-de-la-Défense-Passive, elle constitue un exemple intéressant d'urbanisme des années 1950 en centre-ville. Au nord de cette rue, l'ancien faubourg du Marchix a été rasé pour laisser place à un nouveau quartier autour de la place de Bretagne. Ces deux exemples étant l'œuvre de Michel Roux-Spitz et son adjoint Yves Liberge.
À Nantes il n'est donc pas rare de voir des bâtiments très anciens en côtoyer d’autres à l'architecture typique de l'époque de la reconstruction : par exemple l'Hôtel-Dieu, un imposant édifice en béton, fait face à l'île Feydeau.

#### La ville actuelle

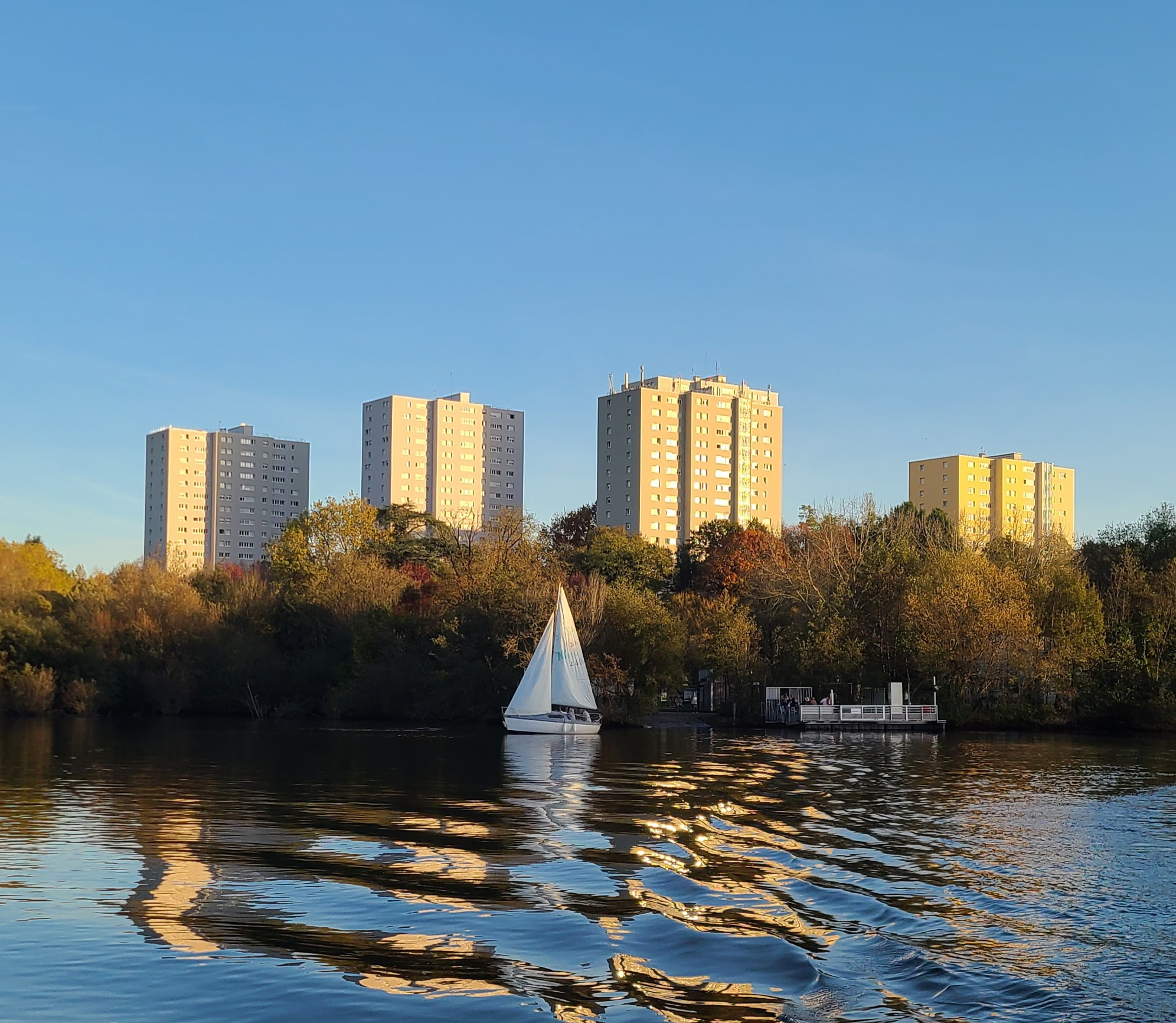
Port Boyer sur les bords de l'Erdre, un quartier type des années 1970 avec ses tours d'habitation.

Au-delà des grands boulevards ceinturant le centre se trouvent les quartiers populaires et historiquement ouvriers comme Chantenay ou Doulon et d'autres plus huppés tels que les bords de l'Erdre, Canclaux ou Mellinet.
En se rapprochant du périphérique on retrouve entre autres les quartiers HLM des années 1950-1970. Douze quartiers prioritaires ont été définis dans la commune de Nantes. Parmi les plus importants, on trouve le grand ensemble de collectifs de Bellevue (partagé avec Saint-Herblain), Les Dervallières et du Breil à l'ouest ; du Chêne des Anglais, de Port-Boyer, du Bout des Pavés et de Boissière au nord ; Bottière, du Pin-Sec et de Malakoff en bord de Loire à l'est ; du Clos Toreau au sud.
Le Nantes bourgeois lui, s'étend en éventail à partir du centre-ville entre l'Erdre et la Chézine (mis à part la zone sensible nord) tandis que les quartiers populaires sont surtout au sud de la Loire et à l'ouest.

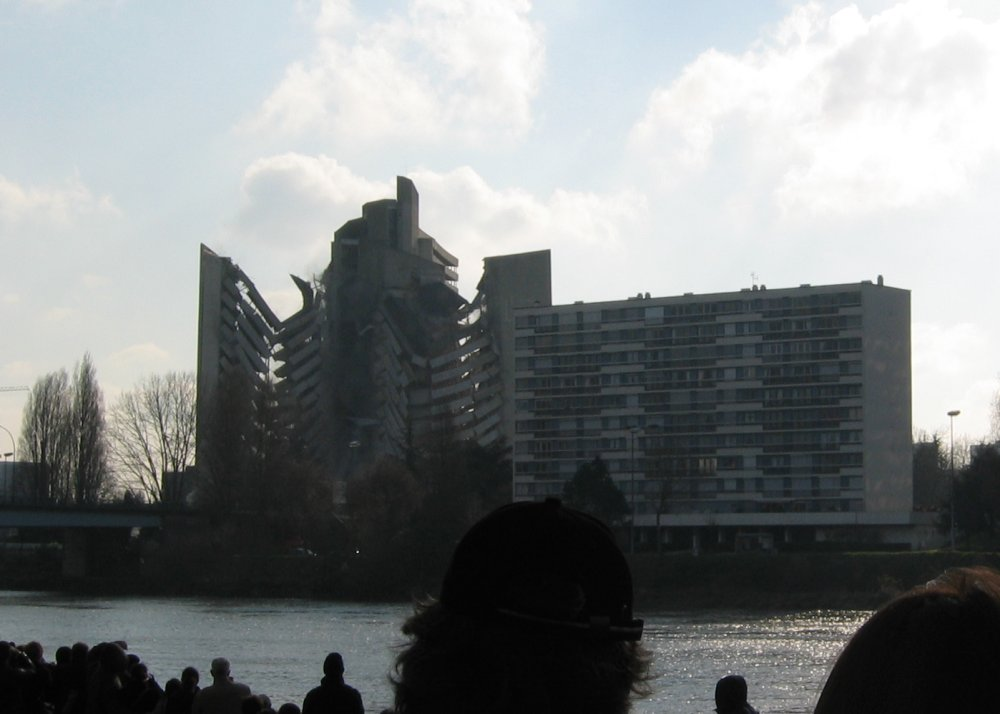
Le Tripode au moment de sa démolition en 2005.

L'étalement urbain de Nantes est assez important, et se caractérise comme ailleurs par le développement en périphérie de quartiers résidentiels avec des constructions relativement basses mais aussi beaucoup de centres commerciaux, de quartiers tertiaires et d'espaces verts. Malgré une faible densité, la ville est dominée par quelques immeubles de grande hauteur tels que la tour Bretagne, en centre-ville, haute de 144 m, qui est la cinquième plus haute tour de bureaux de province.
L'un des plus grands projets d’urbanisme que la ville ait connu est la création du quartier Beaulieu dans les années 1970. Une partie seulement du projet initial a été réalisée, faisant du quartier une zone principalement résidentielle. Le Tripode, l'un des grands immeubles de bureaux du quartier, a été détruit le 27 février 2005, notamment à cause du fort taux d'amiante présent dans sa structure.

### Voies de communication et transports

#### Transports automobiles

Réseau routier autour de Nantes.

Nantes se trouve sur l'Autoroute des Estuaires reliant  la Belgique à l'Espagne.
La présence de l'estuaire de la Loire oblige les flux routiers à transiter par le boulevard périphérique de Nantes, via le pont de Cheviré où transitent 90 000 véhicules chaque jour.
Cette ceinture périphérique joue une fonction importante dans la fluidification des trafics routiers urbains et périurbains. Sa réalisation est achevée par la construction du pont de Cheviré au-dessus de la Loire. Avec 43 km, elle est la deuxième plus grande de France après celle de Bordeaux. Elle permet ainsi de contourner la ville par le nord et par le sud, tout en étant jalonnée par 23 portes et échangeurs. La RN844 constitue une grande partie du périphérique nantais, mais une portion au nord appartient à l'autoroute A844.
La pénétrante, constituée de l'autoroute A811, permet de relier l'échangeur numéro 22 de l'A11 à l'échangeur numéro 42 du périphérique (« porte d'Anjou »). Plusieurs autoroutes permettent d'accéder au périphérique nantais : l'A11 vers Angers et Paris, l'A83 vers Niort, Bordeaux, Poitiers et Limoges, la RN165 (A82 à Sautron) vers Quimper et Brest et la RN137 (future A84) vers Rennes et Caen.
Par ailleurs, Nantes a été dotée, en 2008, d'un système d'autopartage baptisé Marguerite en partenariat de la ville de Nantes, des réseaux de transport en commun et de vélo partage.

#### Transports en commun

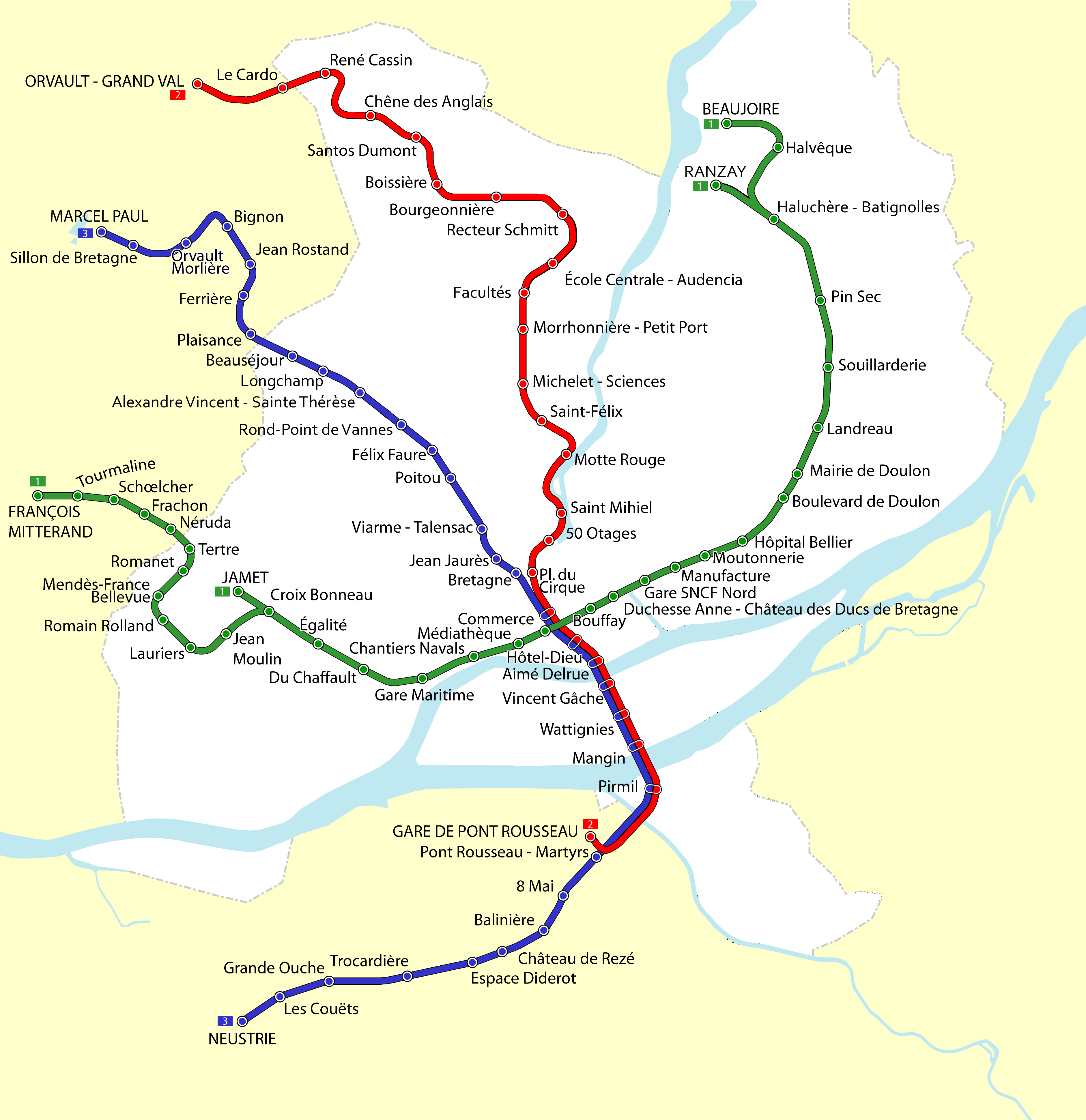
Le réseau de tramway actuel.

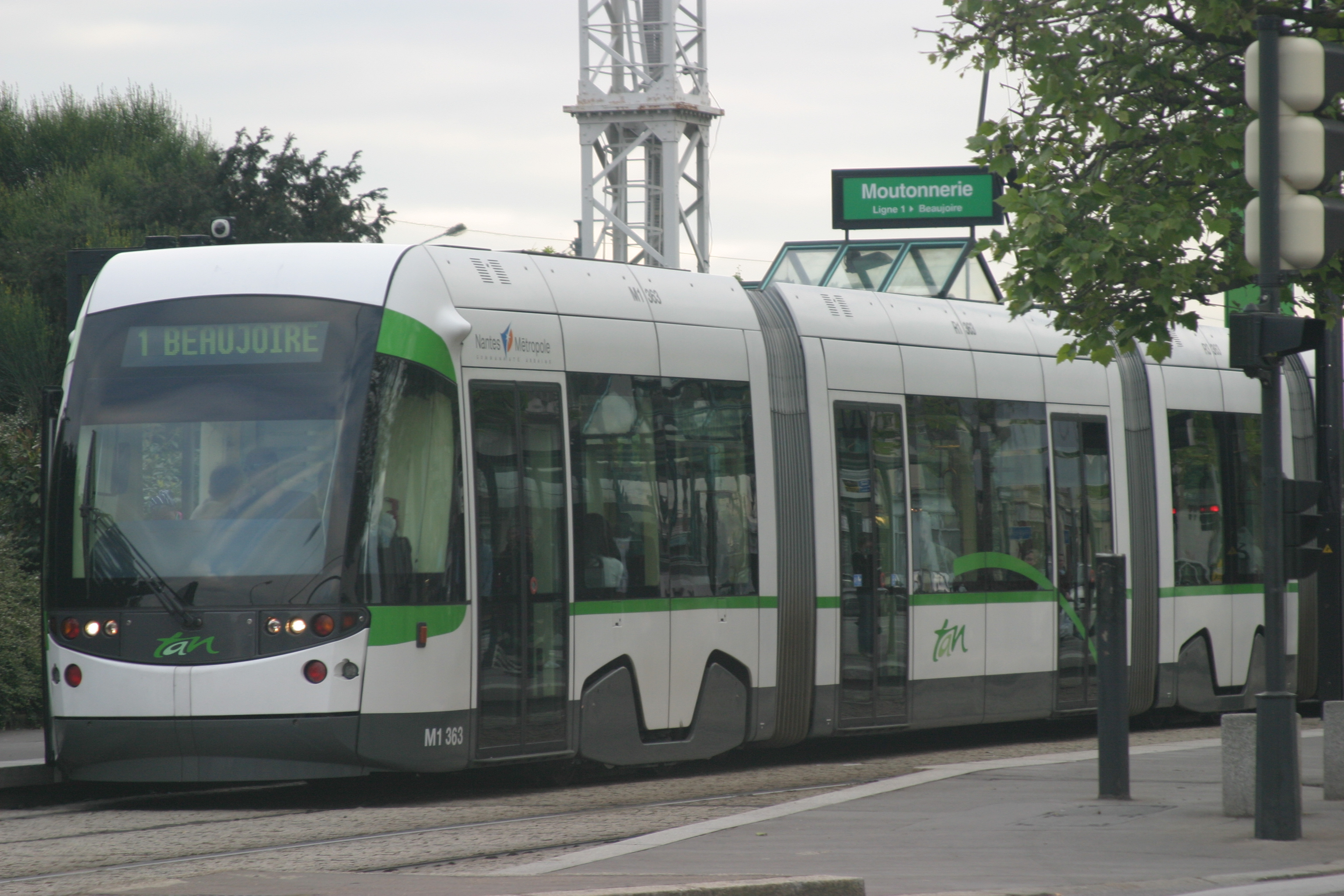
Rame Bombardier (2e génération) sur la ligne 1, station Moutonnerie.

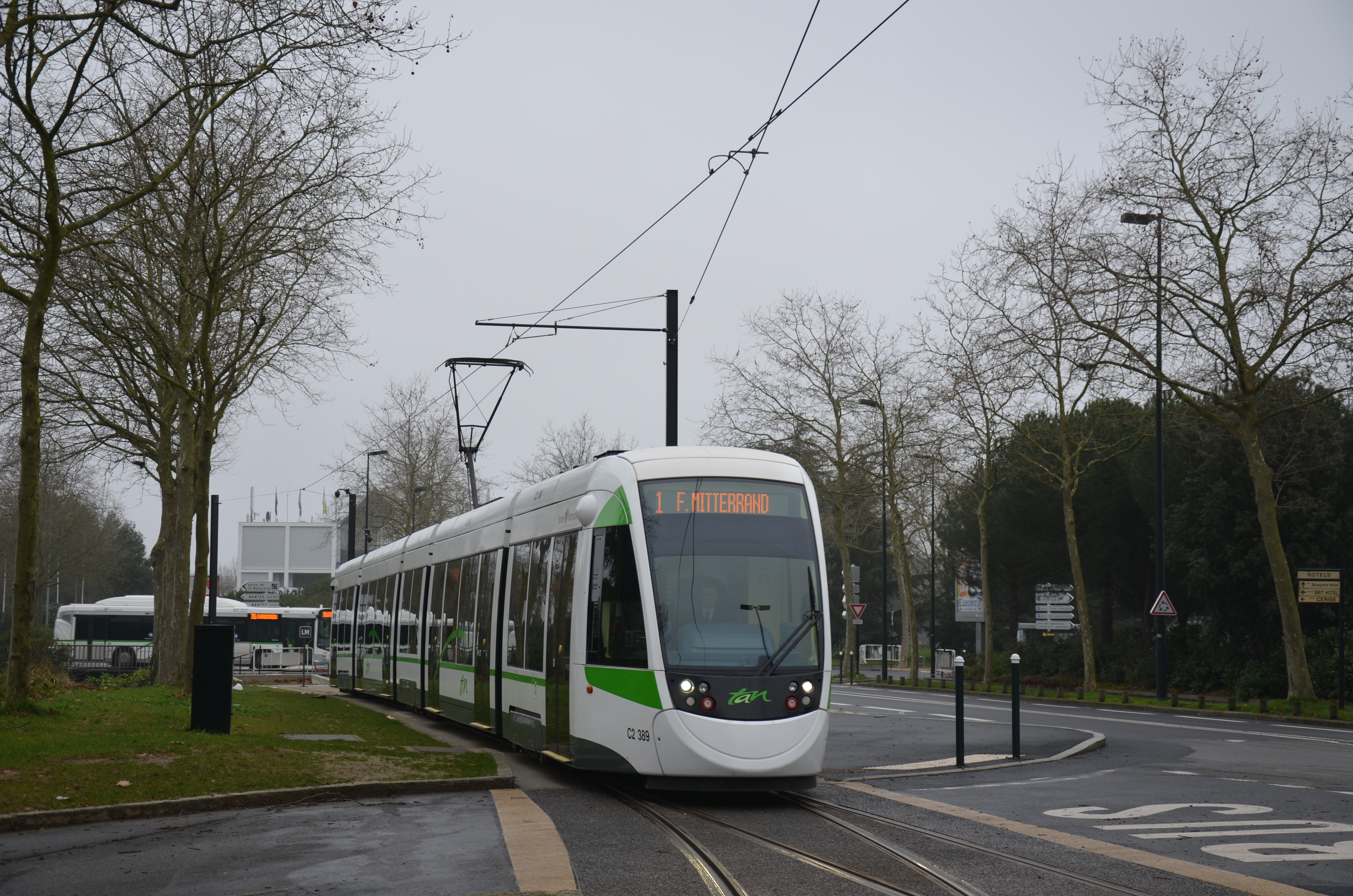
Rame CAF (3e génération) sur la ligne 1, station Beaujoire.

L'agglomération nantaise possède un important réseau de transports en commun organisé et financé par la communauté urbaine Nantes Métropole, et dont la gestion est déléguée à la SEMITAN.
Réputé pour avoir été le premier réseau à réintroduire le tramway en France (hors villes ayant toujours conservé ce mode de transport), avec le lancement de la ligne 1 le 7 janvier 1985, le réseau de tramway nantais est aujourd'hui constitué de 3 lignes.
Également, en 2006, le Bus à Haut Niveau de Service (BHNS) a été choisi pour créer une nouvelle ligne armature reliant Vertou au centre-ville de Nantes. Aujourd'hui, le réseau BusWay est constitué de 2 lignes.
Au 8 janvier 2022, le réseau est constitué de :
- 3 lignes de tramway (lignes 1, 2 et 3)  représentant 44 kilomètres;
- 2 lignes de Busway (lignes 4 et 5) représentant 13 kilomètres;
- 8 lignes de Chronobus représentant 86 kilomètres;
- 43 lignes de bus régulières de jour;
- 18 lignes de bus nocturnes « Luciole » ;
- 39 lignes scolaires et 285 circuits scolaires ;
- un service de transport fluvial appelé Navibus, géré par Nantes Métropole, et composé de trois lignes : 2 sur la Loire (lignes N1 et N2) et une sur l'Erdre (ligne N3 appelée « Passeur Erdre ») ;
- un service spécifique de transport pour les Personnes à Mobilité Réduite (PMR) sur l'ensemble de la métropole, et un service de desserte spécifique de 3 communes appelé « Transport À la Demande (TAD) ».
- une navette entre l'Aéroport de Nantes-Atlantique et le Centre-ville de Nantes

La fréquentation du réseau a été, en 2018, de 143,8 millions de voyages, dont 73,9 millions en tramway et 9,8 millions en busway. Le réseau a d'ailleurs reçu le prix Civitas award en 2009.
Le réseau de transport régional Aléop, géré par la région, dessert également l'agglomération nantaise, et certaines lignes sont même accessibles avec un titre de transport TAN.
Evolutions du nombre de voyages sur le réseau de transport en commun nantais (en millions) les années 2020, 2021 et 2022 ayant été impactées par la Pandémie de Covid-19 :
| 2017  | 2018  | 2019  | 2020 | 2021  | 2022  |
| ----- | ----- | ----- | ---- | ----- | ----- |
| 136,1 | 143,8 | 148,6 | 95,4 | 115,9 | 138,5 |

#### Transports ferroviaires

##### À l'échelon national
Nantes est desservie par le réseau SNCF afin de la relier au reste de la France. La gare de Nantes est une destination des TGV Atlantique en provenance de Paris, mais aussi de Lyon, Marseille, Lille ou Strasbourg. La gare dispose de deux accès : le plus ancien, l'accès nord, permet une correspondance directe avec la ligne 1, tandis que l'accès sud, inauguré en 1989 lors de l'arrivée du TGV dans la cité des Ducs, permet une correspondance avec de nombreuses lignes de bus du réseau TAN et Aléop. Les deux étaient reliées par deux passages souterrains, par lesquels on accédait aux 15 voies qui composent la gare. En 2020, la gare a été réaménagée et est désormais équipée d'une mezzanine surplombant les voies et permettant d'y accéder, un passage souterrain a été maintenu.

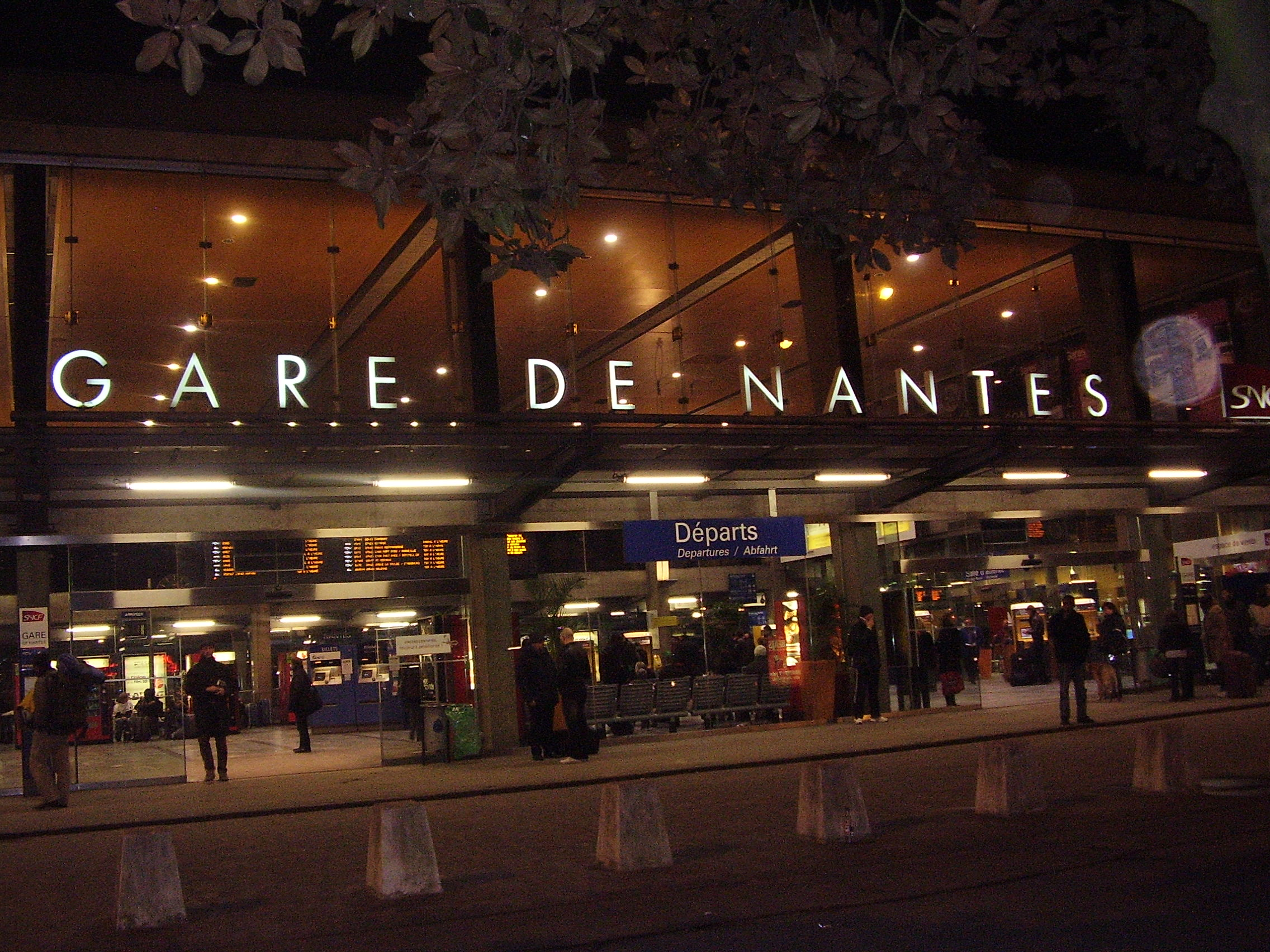
La gare de Nantes de nuit.

Le trajet Paris-Montparnasse-Nantes est l'une des lignes ferroviaires les plus fréquentées de France avec plus de trente millions de voyageurs depuis l'inauguration en 1989 du service du TGV sur cette ligne, qui dessert également les villes du Mans et d'Angers. Les deux autres lignes principales conduisent vers le sud (Vendée, Bordeaux, etc.) et vers l'ouest (Saint-Nazaire, La Baule et la Bretagne). Cette dernière passe par un tunnel sous le centre-ville, en tranchée couverte. Par cette section de 3 094 mètres transitent 800 000 tonnes d'hydrocarbures par an, ce qui présente une dangerosité importante accentuée par les difficultés d'intervention éventuelle ; ce tunnel était classé en 1999 parmi les trente-et-un tunnels les plus dangereux de France.
Le trafic de fret ferroviaire est concentré essentiellement sur l'ancienne gare de l'État.

##### En zone urbaine et périurbaine
Les seize gares SNCF de l'agglomération nantaise sont desservies par les TER Pays de la Loire et sont accessibles avec la tarification des transports urbains TAN si le trajet est intégralement effectué à l'intérieur de l'agglomération.
Les lignes dites Tram-train effectuent 2 dessertes :
- l'électrification d'une partie de la ligne Nantes - Saintes (vers La Roche-sur-Yon et Les Sables-d'Olonne) a permis la mise en service dès juin 2011 d'une liaison entre Nantes et Clisson, attendue depuis des années[55] (voir Ligne de tram-train de Nantes à Clisson) ;
- la ligne SNCF Nantes - Châteaubriant a été également rouverte au trafic voyageur sous la forme d'un tram-train le 28 février 2014. Cette liaison dessert une nouvelle gare à Nantes : Haluchère – Batignolles[56].

L'atelier de maintenance des trams-trains est implanté à Doulon.
Les autres lignes classiques effectuent de nombreuses dessertes périurbaines :
- Nantes - Sainte-Pazanne - Pornic[58] / Saint-Gilles-Croix-de-Vie ;
- Nantes - Saint-Nazaire - Le Croisic ;
- Nantes - Saint-Étienne-de-Montluc - Savenay[58] (TER 1bis également en TGV) ;
- Nantes - Ancenis[58].

#### Déplacements doux

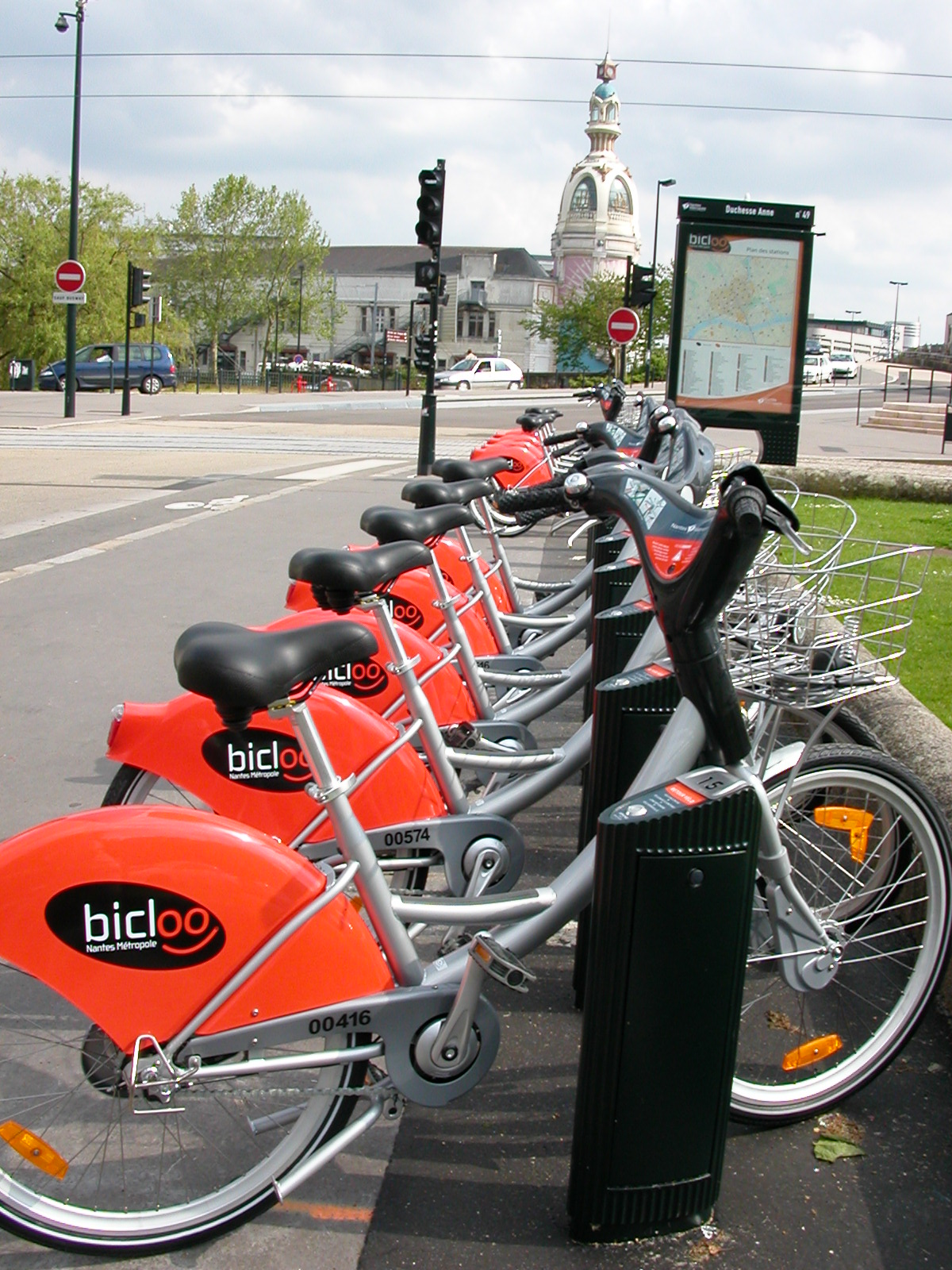
Station Bicloo à la station de tram « Duchesse Anne - Château des Ducs de Bretagne».

##### Cyclistes
L'agglomération nantaise possède un réseau cyclable de 376 km dont l'expansion est l'un des objectifs du plan de déplacements urbains 2000-2010 de Nantes Métropole. La ville est reliée à l'itinéraire inter-régional de la Loire à vélo, qui constitue une portion de l'EuroVelo 6 (ou EV6).
Cette dernière, également connue sous le nom d'« Eurovéloroute des Fleuves », est une véloroute de type EuroVelo qui relie Nantes à Bucarest et, par extension, Saint-Nazaire à Constanţa. C'est la plus célèbre des véloroutes européennes. Longue de 3 653 km, elle traverse l'Europe d'ouest en est, de l'océan Atlantique à la mer Noire en passant par dix pays. Elle suit l'itinéraire de trois des plus grands fleuves européens : la Loire, le Rhin et le Danube.
Par ailleurs, Nantes a été dotée, en mai 2008, d'un système de vélopartage baptisé Bicloo et géré par JCDecaux pour le compte de la communauté urbaine Nantes Métropole, comprenant plus de 790 vélos répartis en 103 stations.
Nantes continue sur sa lignée du « Plan vélo » en étant choisie par la Fédération cycliste européenne pour l'organisation de « Velo-city 2015 ».

##### Piétons
Le réaménagement de nombreux espaces publics du centre-ville, qu'il s'agisse des abords de l'île Feydeau, du cours des 50-Otages ou de la place Royale, accroît la taille des zones piétonnes.

#### Transports aériens

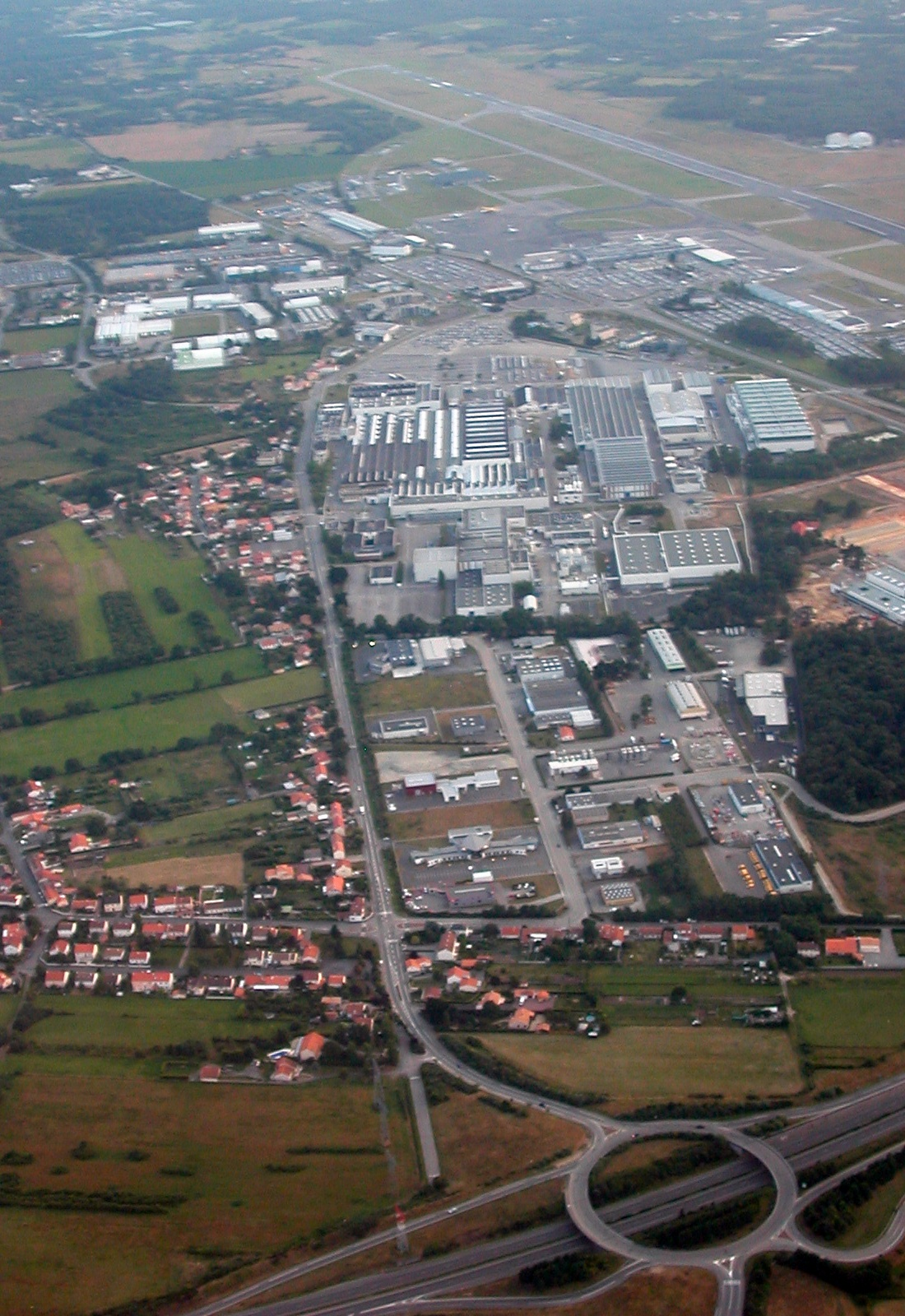
Vue aérienne de l'Aéroport Nantes Atlantique au fond, avec au premier plan la zone industrielle voisine, abritant le site d'Airbus industrie.

L'aéroport de Nantes-Atlantique est situé au sud-ouest de l'agglomération, à cheval sur le territoire des communes de Bouguenais et Saint-Aignan-Grandlieu. En 2019, le trafic était d'environ 7 millions de passagers. Pour comparaison, en 2009, le trafic s'était établi à 2,651 millions de passagers, soit une augmentation d'environ 164 % en seulement 10 ans. La capacité de traitement du site était estimée en 2010 à 3,5 millions de passagers par an.
À la suite de l'abandon du projet d'aéroport de Notre-Dame-des-Landes, en janvier 2018, le gouvernement envisage la modernisation de l'aéroport de Nantes-Atlantique.

### Projets urbains
Dans les années 2000, les projets de grands ensembles et les promoteurs immobiliers se sont multipliés à Nantes, soutenus par les délocalisations de grandes entreprises parisiennes (Bouygues Telecom, SNCF DSIV, La Poste), l’épannelage décidé par Nantes Métropole sur les grands boulevards et les dispositifs fiscaux avantageux (Besson, puis Robien, Robien recentré, Borloo populaire et Scellier). De 2004 à 2009, 11 000 logements sont mis en chantier, avec à la clef un doublement du prix du mètre carré neuf de 1999 à 2007 et de gros stocks d’invendus en 2009. Malgré le taux de 25 % de logements sociaux exigés par les pouvoirs publics, les effets sur les locataires modestes et démunis comme sur l’étalement urbain sont imperceptibles.
Le 22 juin 2018, les élus métropolitains ont arrêté les grandes orientations d'urbanisme pour les 6 prochaines années. De 2019 à 2025, le Plan Local de l'Habitat (PLH) de Nantes Métropole prévoit la construction de 6000 logements par an, dont 2000 logements sociaux. D'ici 2030, la métropole se prépare à accueillir cent mille habitants supplémentaires. En outre, le PLH vise à accélérer la transition énergétique, en encourageant la rénovation énergétique des habitats, avec un investissement sur dix ans de 56 millions d'euros. La maire de Nantes et présidente de Nantes Métropole, Johanna Rolland, déclare : « Il ne s’agit pas de construire plus, mais de construire mieux, avec un double objectif : une métropole pour tous, qui réponde à tous les besoins, une métropole qui respire et prend le chemin de la transition écologique avec une attention particulière aux ménages les plus modestes ».

#### L'île de Nantes

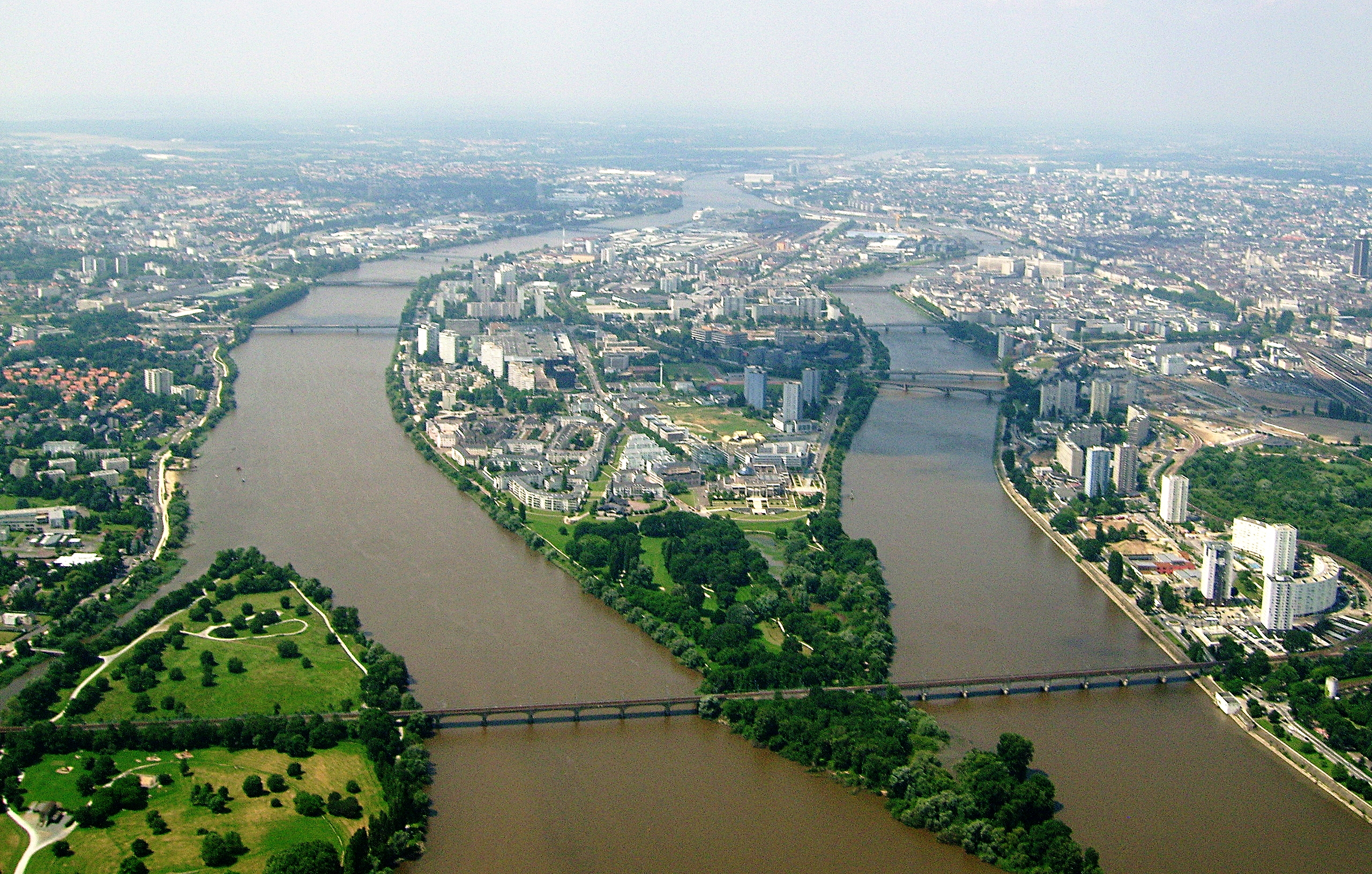
Vue aérienne de l'île de Nantes.

L'île de Nantes fait actuellement l’objet d’une vaste opération de rénovation urbaine qui doit s'étaler jusqu’en 2023, avec un objectif de 3 100 logements construits en 2012 et 7 500 en 2023. La maîtrise d'ouvrage est assurée par la Société d'aménagement de la métropole Ouest Atlantique (SAMOA), société publique locale, et la maîtrise d'œuvre est gérée par l’association de l'urbaniste belge Marcel Smets et du bureau Uaps. La disparition progressive des friches industrielles (entrepôts, usines) permet de rendre ces quartiers attractifs et d’étendre le centre-ville.
Auprès des récents palais de justice et école d'architecture, sont aménagés des espaces de loisirs. Les Machines de l'île occupent les anciennes nefs des ex-chantiers navals et à la pointe ouest de l'île le Hangar à bananes, longé par les Anneaux de Buren, héberge des restaurants, bars de nuits et la discothèque Warehouse. Un pôle des arts graphiques et La Fabrique, un espace consacré notamment aux musiques contemporaines ont été réalisées.
L’emplacement de l'ancien Tripode connaît des transformations notables. Sur ce secteur naît un quartier mixte comprenant logements, commerces et hôtels de luxe avec des immeubles de bureaux, le tout érigé autour d'une succession de bassins.

#### Malakoff - Pré Gauchet

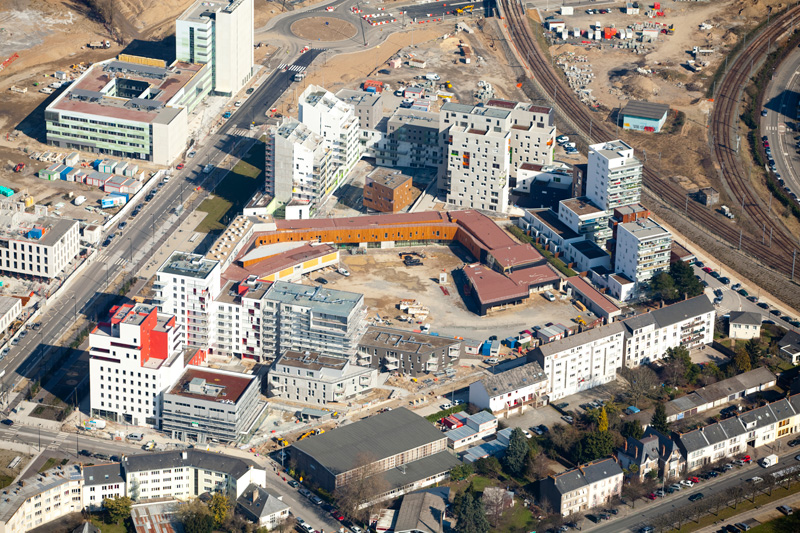
Chantier du quartier Euronantes.

Le quartier de la gare est également en rénovation : c’est le Grand projet de ville (GPV) appelé Malakoff-Pré Gauchet (pour le côté logements) ou Euronantes (pour le côté quartier d’affaires), conduit Nantes métropole en convention avec l’ANRU. Les zones construites s'étendent sur 400 000 m2 en incluant l'emplacement du Tripode sur l'île de Nantes.
La partie logements du programme se répartit entre le Vieux Malakoff et le Pré Gauchet (300 et 1 300 logements), classés en quartier prioritaire. Sont intégrés au quartier un centre socio-culturel, un collège, gymnase et piscine, l'ensemble devant respecter le label Qualitel. Dans l'opération 140 logements sociaux sont supprimés.
Le quartier Euronantes, quartier d'affaires européen, s’implante dans les quartiers de la gare et l’île de Nantes (emplacement du Tripode). Huit mille nouveaux emplois sont attendus. Y sont prévus un hôtel de grand luxe, des bureaux, des équipements sportifs et de loisirs. Ils s’ajoutent à la future gare TGV, au siège social de la banque CIO, à la Cité des congrès et au siège de la Communauté urbaine de Nantes Métropole déjà existants.

### Logement
En 1999 l'Insee dénombrait 142 445 logements à Nantes dont 964 résidences secondaires, 1 843 logements occasionnels et 9 056 logements vacants. Le nombre de résidences principales s'élevait donc à 130 582 logements.
Les logements individuels représentaient 22,9 % du parc immobilier tandis que la proportion de logements collectifs évoluait à la hausse entre 1990 et 1999 (de 76 500 à 96 658 soit une progression de 20,9 %) avec une part de 74,9 %. Par ailleurs, conformément à la loi relative à la solidarité et au renouvellement urbains (SRU) qui fixe un objectif de 20 % dans les villes des agglomérations de plus de 50 000 habitants, on dénombrait environ 22,7 % de logements sociaux.
En 1999 les Nantais étaient majoritairement locataires de leur logement, la répartition du statut d'occupation des résidences principales étant la suivante : propriétaires 36,5 % ; locataires 61,1 % ; logés gratuitement 2,4 %. Nantes était alors parmi les cinq villes françaises ayant entre 200 000 et 300 000 habitants celle qui présentait la plus forte proportion de propriétaires. La part de logements HLM était au-dessus de la moyenne, de même que la part des maisons individuelles.
Nantes comptabilisait, en 1999, 2 personnes par logement, 3,21 pièces par logement et 0,62 personne par pièce. Il y avait 23,38 % d'immeubles comptant 1 logement, 5,57 % de 2 à 4 logements, 18,62 % de 5 à 9 logements, 29,16 % de 10 à 19 logements et 23,26 % plus de 20 logements.

### La métropole
Nantes est désignée comme une métropole d’équilibre (1963-1982). Son rôle de métropole est de plus en plus pensé en lui ajoutant Saint-Nazaire : les politiques d’aménagement sont ainsi souvent pensées non à l’échelle communale ou de l’agglomération, mais à l’échelle de cet espace urbain par l’État, le département et les divers aménageurs. Le SDAAM est ainsi doublé par un Schéma de cohérence territoriale (SCOT) plus réduit. Les orientations définies sont la maîtrise de l’étalement urbain et la requalification de friches urbaines (voir plus haut). La coopération se développe également au-delà de la métropole, avec les agglomérations voisines d’Angers, Rennes et Brest (aéroport Notre-Dame-des-Landes, Angers Nantes Opéra, barreau sud-Essonne du TGV).

## Toponymie

### Le nom deCondevincum
Dans l'Antiquité, entre la fin du IIe siècle av. J.-C. et le début du Ier siècle av. J.-C., le peuple gaulois des Namnètes s'installe sur la rive nord de la Loire, au confluent avec la rivière Erdre et crée une agglomération dont le nom initial n'est connu que par la Géographie de Claude Ptolémée : Κονδηούινϰον / Kondēoúinkon, variante Κονδιούινϰον / Kondioúinkon, qu'il faut peut-être lire Κονδηούιϰον / Kondēoúikon. À l'époque gallo-romaine, ce nom fut adapté et latinisé sous différentes formes : Condevincum (la forme la plus courante), Condevicnum, Condivicnum, Condivincum, etc. Plusieurs auteurs tardifs citent également les formes apparemment évoluées (et partiellement altérées ?) Cantigvine, Cantivic, Cantwic, Cantguic, etc..
Ce nom semble en rapport (un dérivé ou un composé) avec le mot gaulois condate, désignant un confluent. Cet appellatif est à l'origine du fréquent toponyme français Condé, variantes Condat, Candé, etc. ; on sait par ailleurs qu'il a existé de nombreux autres lieux appelés Condate en gaulois, qui ont changé d'appellation par la suite : ainsi, Rennes est un ancien Condate.

### Le nom deNantes

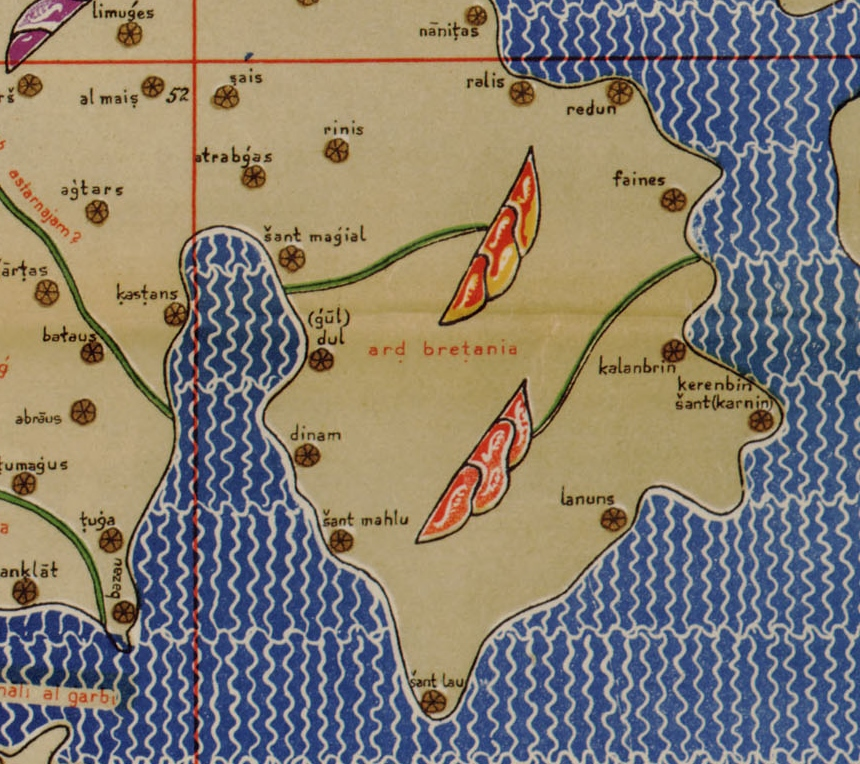
Nantes (en haut de la carte) sur la Tabula Rogeriana du géographe arabe Al Idrissi (1154, ici dans une copie de 1929) sous la forme translittérée de l'arabe, nānițas.

À la fin de l’Empire romain, la ville est couramment appelée Portus Namnetum « le port des Namnètes », d'après le nom du peuple dont sont issus ses premiers habitants, ou encore civitas Namnetum « cité des Namnètes » au IVe siècle. Ce phénomène (l'abandon de l'ancien nom gaulois et l'adoption d'une nouvelle appellation évoquant le nom des habitants) affecte vers le IVe siècle la plupart des anciennes cités gauloises de la moitié nord de la France : ainsi, Paris, ancien Lutetia, vient du nom des Parisii ; Vannes, ancien Darioritum, de celui des Veneti, etc. Le nom actuel, qui semble bien reposer sur *Namnetas, la forme latinisée (à l'accusatif) d'une variante de l'ethnonyme gaulois, est transcrit Nametis en latin médiéval à l'époque mérovingienne. À la Renaissance, à l'époque de l'ordonnance de Villers-Cotterêts, Nantes prend son nom définitif.
En gallo, plusieurs variantes du nom de la ville ont été relevées : généralement [nɑ̃t] comme en français, mais aussi [nɑ̃ːt], plus rarement [nɛ̃ʊt]. Le nom peut s'écrire Naonte ou Nante (en écriture ABCD),, Nantt ou Nauntt (en écriture MOGA).
En breton, le nom de la localité est attesté sous les formes Naoned, et Nañned en vannetais.
Contrairement aux apparences, Nantes ne se rattache pas directement à l'élément gaulois *nant- (« vallée » et « rivière », « ruisseau », « torrent » ou « cours d’eau ») que François Falc'hun étudie dans un chapitre de son livre Les Noms de lieux celtiques. L'emploi du radical *nant- est très fréquent en toponymie française, parfois de façon peu évidente : Château-Landon, par exemple. Mais Nantes n'est pas cité par François Falc'hun parmi les mots dérivant de *nant-. Un lien serait envisageable si le nom des Namnetes reposait sur *nant-, comme le propose dubitativement Xavier Delamarre, mais c'est une hypothèse sur laquelle tous les linguistes et, ou toponymistes ne s'accordent pas. Un autre linguiste, Éric Vial, estime probable que la racine *nanto « vallée » soit antérieure aux Celtes. Enfin, selon Jean-Marie Cassagne et Mariola Korsak, le nom même des « Namnètes » viendrait de celui des « Amnites », tribu habitant la rive droite de la Loire (connus également sous le nom d'« Apinites ») dont l'étymologie signifierait approximativement « les hommes du fleuve ».
Les formes Naffned //nãvned// (moyen-breton) et Nantes (en langue romane) supposent deux accentuations différentes à partir de la même forme initiale. Cela s'explique : ce nom de peuple celtique était connu des Bretons (Brittones), voisins de Grande-Bretagne, alors que son entrée en latin n'est survenue qu'après la conquête romaine.
Le terme nautes, qui présente une ressemblance avec Nantes ou Naunnt, désignait dans l’Antiquité et au Moyen Âge les membres des riches confréries de transporteurs naviguant sur les fleuves et rivières de la Gaule. Mais cette ressemblance est fortuite : naute représente un emprunt savant au latin nauta « marin, matelot », formé sur le même radical que navis « nef, navire ».

## Histoire

### Préhistoire
L'époque préhistorique a laissé peu de traces dans le Pays nantais : quelques bifaces et des haches polies ont été découverts (à Grillaud et la Trémissinière), elle possède l'alignement du Pilier (ou du Breuil de la Herse) un alignement mégalithique qui correspondrait au marquage d’une zone frontière entre les Namnètes et les Riedones. A ce jour, le plus long d’Europe.
Le peuplement est sans doute lié à l'activité métallurgique et à la présence de métaux (cassitérite, fer) sur le site de la ville actuelle et plus au nord (mine d'Abbaretz, Nozay, Gâvre) ; on note l'installation d'hommes venus de la péninsule Ibérique vers 2000 av. J.-C. Plusieurs ateliers métallurgiques datant des VIIIe et VIIe siècles av. J.-C. ont été découverts sur les sites des actuels Chantenay, Jardin des plantes et de la Prairie de Mauves,,.

### Antiquité
À l'époque gauloise, le site de Nantes appartient au territoire des Namnètes, vaincus par César en 56 av. J.-C. Les Romains latinisent son nom gaulois en Condevincum ou Condevicnum et en font le chef-lieu de la cité des Namnètes. Elle est alors moins importante que la cité implantée sur l'autre rive de la Loire, Ratiatum (actuelle Rezé), qui appartient aux Pictons. Ce n'est qu'au IIe siècle que Nantes supplante sa voisine.
Au IIIe siècle, l’agglomération prend le nom de Portus Namnetum. Aux IIIe et IVe siècles, confrontée aux troubles des invasions, la ville, limitée par l'actuel quartier Bouffay, se fortifie par une enceinte gallo-romaine ; c'est aussi l'époque où elle se christianise (c'est le temps du martyre de saint Donatien et saint Rogatien). Les premiers évêques de Nantes apparaissent après la conversion de l'empereur Constantin Ier.

### Moyen Âge

#### Domination franque
Après la chute de l'Empire romain d'Occident en 476, la cité de Nantes passe rapidement sous le contrôle du royaume franc de Clovis. Grégoire de Tours rapporte que la ville, au temps de Clovis, est assiégée par un certain Chillon, un chef franc ou saxon, et son armée. Durant la période franque, la ville joue un rôle essentiel dans la défense contre l'expansion bretonne dans la péninsule armoricaine. Elle devient la capitale de la marche de Bretagne à l'époque de Charlemagne, au départ dirigée par le comte Roland avec le titre de préfet de la marche de Bretagne.

#### Le pays Nantais

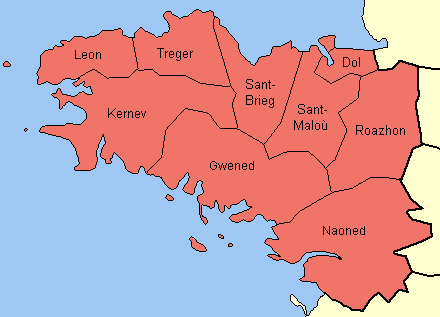
Le duché de Bretagne et ses 9 pays vers le XIVe siècle.

Après la mort de Charlemagne, l'expansion bretonne reprend. En 850, la région est conquise par le breton Nominoë. Celui-ci envahit notamment les villes de Nantes et de Rennes. L'année suivante, après la bataille de Jengland, la marche de Bretagne dont Nantes est la capitale est intégrée à la Bretagne par le traité d'Angers. Cependant, les quatre-vingts années suivantes sont extrêmement pénibles en raison des luttes incessantes entre chefs bretons, qui favorisèrent les incursions Vikings, la plus spectaculaire ayant lieu le 24 juin 843, jour où l'évêque Gohard et de nombreux habitants sont tués. Ce jour-là, la ville est prise, pillée et la cathédrale incendiée.
Un acte du 31 mars 914 atteste que le nantais est dirigé à cette époque par le comte Foulque le Roux.
En 919 la ville est de nouveau prise par les Vikings, qui y restent et l'administrent, en dépit de deux offensives franques, en 921 et 927 (Sources : Flodoard), les combats se terminant les deux fois par la livraison d'otages « nordmen » en gage de soumission.
Alain Barbetorte leur reprend cependant la cité en 937,. À partir du XIIe siècle, Nantes accueille les ducs de Bretagne, conjointement avec Rennes ou encore Suscinio.

#### Les guerres de succession
Dans la période suivante les ducs de Bretagne doivent lutter contre les comtes de Nantes. Ces querelles de succession font passer par moments la ville sous le giron de la maison d'Anjou. La plus longue de ces périodes s'ouvre en 1156, et dure 45 années qui sont une période de stabilité. En 1169, Henri II et Aliénor y célébrèrent l’investiture de Geoffroy Plantagenêt comme duc de Bretagne en grande pompe à Noël. En 1203 la Bretagne se place sous domination des Capétiens (époque de la Maison capétienne de Dreux, XIIIe – XIVe siècle). Pierre Mauclerc provoque l'essor de Nantes lorsque celle-ci devient sa résidence principale.
La deuxième guerre de Succession de Bretagne met aux prises les partisans du demi-frère du défunt duc Jean III, Jean de Montfort qui s'appuie sur les États de Bretagne convoqués à Nantes, et ceux de Charles de Blois, soutenu par le roi de France Philippe VI et reconnu duc de Bretagne par les pairs du royaume. La dynastie de Montfort (XIVe – XVIe siècle) sort victorieuse du conflit. Elle fait de Nantes une véritable cité ducale. Les ducs de Bretagne séjournent parfois à la Tour Neuve de Nantes. Par ailleurs, au XVe siècle, la ville se développe, notamment grâce au commerce maritime et fluvial. Son importance politique s'estompe néanmoins face à Renne, ville de couronnement et citée comme ville ducale (la ville capitalle du duché) dès le XVe siècle.
À la fin du XVe siècle, Nantes est un enjeu essentiel dans la guerre entre le roi de France et le duc de Bretagne, François II. Pierre Landais, trésorier du duché et partisan d'une politique d'indépendance vis à vis du royaume de France, y est pendu en 1485 à la suite de la conjuration d'une partie de la noblesse bretonne. Nantes est conquise en 1488 et la Bretagne est dès lors administrée par les rois de France. L'héritière, la duchesse Anne, épouse Charles VIII en 1491, puis Louis XII en 1498, devenant reine de France. Claude de France, fille aînée d'Anne de Bretagne, fait donation du duché à son mari François Ier, tandis que les États de Bretagne demandent eux-mêmes l'union de la Bretagne à la France en échange du maintien de leurs privilèges, ouvrant la période suivante.

### Période moderne

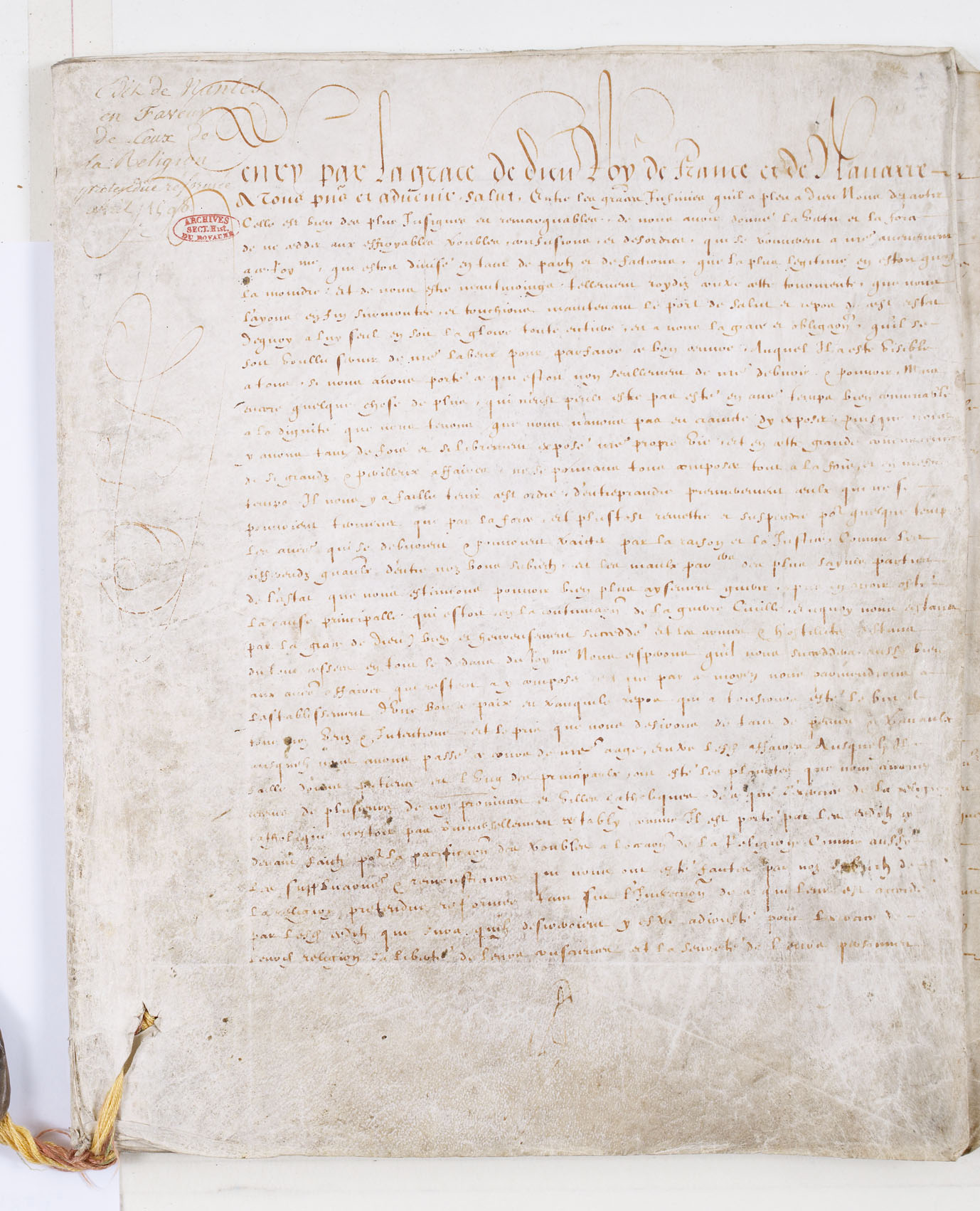
Édit de Nantes.

#### Union de la Bretagne à la France
En 1532, le duché de Bretagne est uni aux possessions de la couronne de France par l'acte d'union de la Bretagne à la France, édit d'« union perpétuelle et indissoluble », promulgué le 13 août à Nantes. Une réorganisation administrative en résulte un peu plus tard, qui accroît le rôle de Rennes, siège du Parlement de Bretagne (1560), Nantes conserve cependant la chambre des comptes de Bretagne.
Le port connait un essor relatif après l'union avec le royaume de France. La ville passe de 15 000 habitants à la fin du XVe siècle à 25 000 à la fin du XVIe siècle. Les 2 000 bateaux qui fréquentent le port exportent du vin, importent du sel et de la morue.

#### Guerres de religion
Pendant les guerres de religion, Nantes est une ville ligueuse qui soutient le gouverneur, le duc de Mercœur, dans sa lutte contre les protestants (présents à Blain, et dans d'autres villes plus petites). Elle est une des dernières grandes villes à reconnaître l'autorité d'Henri IV. La promulgation de l'édit de Nantes en 1598 ne correspond pas à l'opinion des habitants.
En 1685, deux événements sont à retenir. Par l'édit de Fontainebleau signé par Louis XIV, l'édit de Nantes est révoqué, tandis que le Code noir est promulgué par ce même roi. Grâce à cette dernière loi, le port de Nantes prospère en devenant une plaque tournante du commerce de sucre, tabac, et des esclaves, avec les colonies.

#### Le commerce triangulaire, la traite des Noirs
Nantes se développe grâce à ses circuits commerciaux hérités du Moyen Âge ; puis, vient l'époque des colons et des « engagés blancs » qui vont développer l'économie coloniale aux Antilles. Mais l'enrichissement de Nantes va venir avec le développement du commerce d'esclaves entre l'Europe, l'Afrique et l'Amérique, dit commerce triangulaire. Si Nantes n'est pas le seul port français à avoir pratiqué la traite négrière (des expéditions sont parties de Bordeaux, Le Havre, Rouen, La Rochelle, mais aussi de Brest, Lorient, Vannes, etc.), elle en est la pionnière : entre 1707 et 1711, 75 % des navires négriers en partent. Les principaux armateurs nantais sont Michel, René et Jean Montaudouin, Luc O'Shiell, Mathurin Joubert, Jean Terrien et Sarrebouse d'Audeville. Dans la période de 1722 à 1744, la part nantaise du trafic est de 50 %, puis cette part croît de nouveau jusqu'en 1762, avant de décliner pour atteindre 32 % entre 1782 et 1792. Au total, au cours du XVIIIe siècle le port de Nantes a affrété des navires qui ont embarqué 450 000 Noirs, soit 42 % de la traite française. Enrichissant considérablement certains armateurs, ce commerce est à l'origine de constructions qui ornent aujourd'hui encore la ville (théâtre, bourse, places, hôtels particuliers, « folies »). Nantes sera la dernière place forte de la traite, celle-ci n'y prenant fin qu'en 1831 : entre 1814 et 1831, au moins 50 000 Noirs sont transportés par des bateaux nantais ou commandités depuis Nantes, malgré les interdictions successives.

### Révolution française

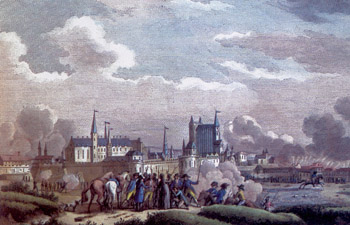
Siège de Nantes, en 1793.

Pendant la Révolution française, la ville tenue par les Républicains est en première ligne face à la révolte vendéenne et sa résistance est une des clefs du succès républicain : elle fournit une base arrière aux armées « bleues », et prive les Vendéens d'un port où recevoir de l'aide de l'Angleterre cette période est commémorée par la Croix du Chêne de la Messe ou Croix des Chouans . En effet, le 29 juin 1793, a lieu la bataille de Nantes ; la ville est attaquée par l'Armée catholique et royale forte de 30 000 hommes. Devant la résistance des 12 000 soldats républicains et volontaires nantais menés par le maire René Gaston Baco de La Chapelle, les insurgés doivent battre en retraite. Le général des armées vendéennes, Jacques Cathelineau, est mortellement touché, place Viarme. En 1796, un autre chef vendéen est exécuté sur cette même place : le lieutenant général de Charette.
D'octobre 1793 à février 1794, Jean-Baptiste Carrier, missionné par la Convention, instaure une politique de terreur impitoyable : 12 000 à 13 000 personnes, hommes, femmes et enfants, sont enfermées dans les prisons de Nantes, parmi celles-ci 8 000 à 11 000 meurent par la guillotine, les fusillades dans les carrières de Gigant, les épidémies de typhus et les noyades en Loire,.
Le 20 octobre 1799, 2 000 Chouans commandés par Pierre Louis Godet de Châtillon et Louis d'Andigné réussissent un raid sur Nantes qui est occupée pendant quelques heures.

### Après la Révolution

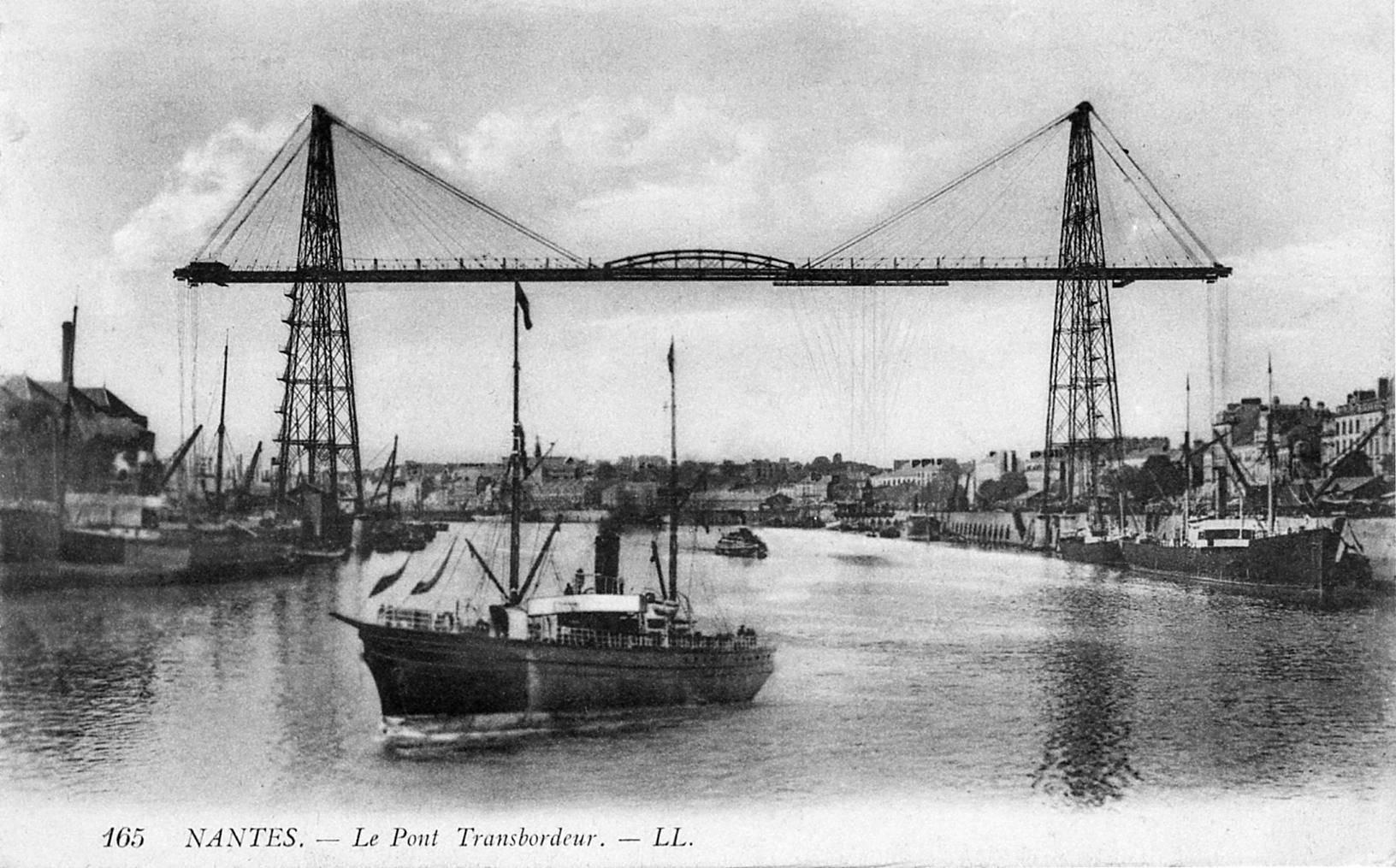
Le pont transbordeur de Nantes, avant 1914.

#### La révolution industrielle
Préfecture de la Loire-Inférieure, Nantes continue son développement au XIXe siècle, s’industrialise. Grâce à l'activité de son port, la production agricole régionale et sa forte réactivité commerciale, Nantes se positionne notamment dans l'industrie alimentaire : les biscuiteries avec Lefèvre-Utile (LU) et les conserveries avec Saupiquet. Mais aussi le textile, le raffinage du sucre (Beghin Say), les engrais phosphatés (AZF) et l'armement.
Dans les années 1860, la ville voit se développer le journal L'Union bretonne, principal organe bonapartiste de province, qui tire à une moyenne de 339 000 exemplaires et s'est heurté au clergé qui a prêché le désabonnement. À la même époque, deux autres quotidiens sortent des imprimeries à Nantes : Le Phare de la Loire (républicain) et L'Espérance du peuple (monarchiste).
Une image symbolique reste de cette époque, avec le pont transbordeur (à nacelle) qui fut ouvert en 1903, et opérationnel jusqu'en 1958, pour faciliter la traversée du bras nord de la Loire, « la Madeleine », par le public et les entreprises du secteur, notamment les chantiers Dubigeon et la Fonderie Voruz. Puis ce fut un déclin dans un contexte de crise.
En 1879, autre signe de symbole de la vitalité de Nantes à cette époque : elle est la première ville française à se doter d'un réseau de tramway fonctionnant à l'air comprimé, une invention de l'ingénieur Louis Mékarski. Tardivement électrifié à partir de 1911, ce premier réseau sera en fonctionnement jusqu'en 1958 pour être remplacé par service d'autobus.
En 1908, Nantes annexe les communes voisines de Chantenay-sur-Loire et Doulon.
En 1919, Nantes est placé à la tête du cinquième groupement économique régional regroupant les départements du Morbihan, de la Loire Inférieure, de la Vendée, de la Mayenne, de la Sarthe, du Maine-et-Loire et de l'Indre-et-Loire.

#### Inondations et comblements

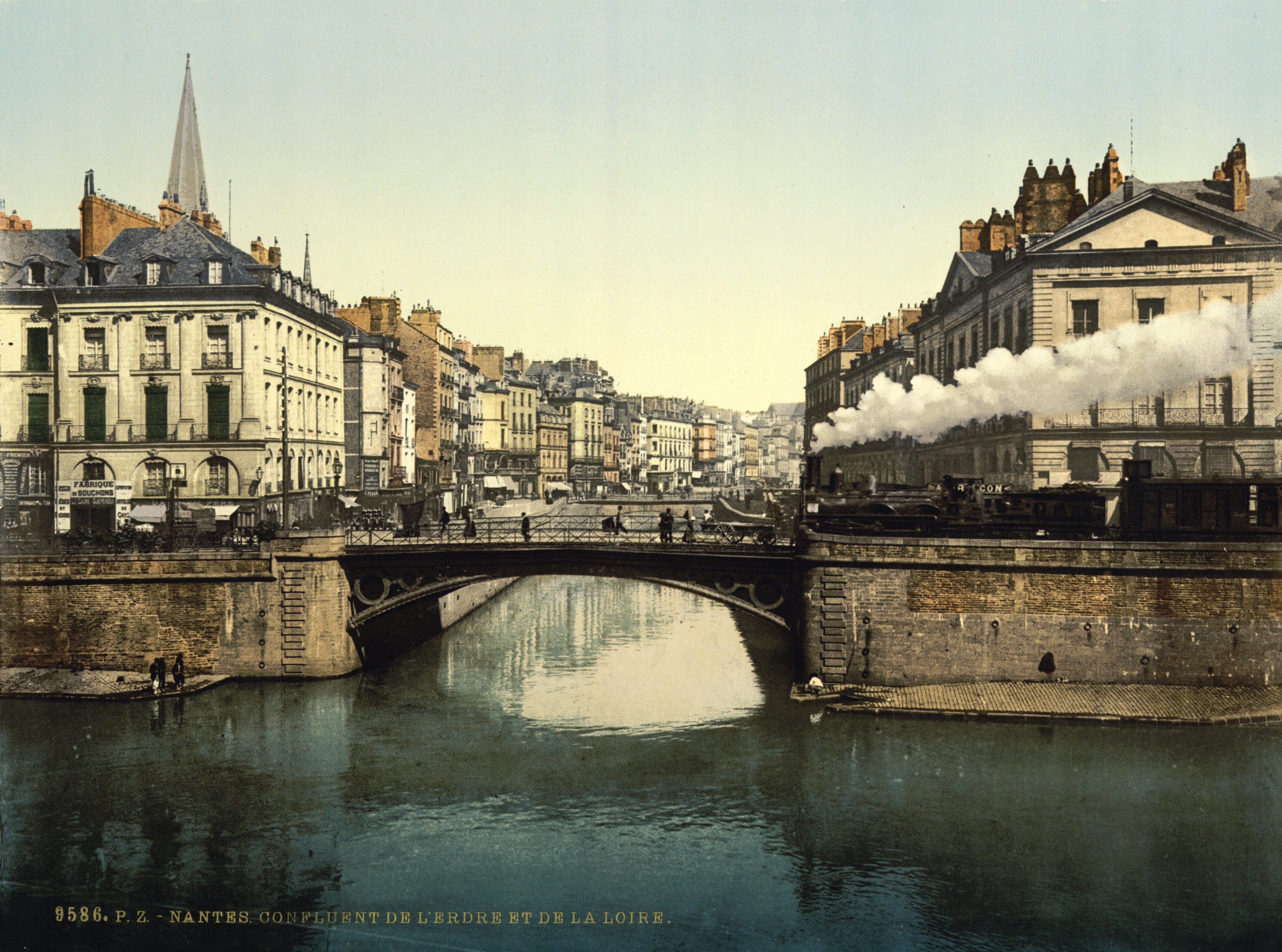
Nantes dans les années 1890. Confluence de l'Erdre et de la Loire, avant le détournement de cette section du cours de l'Erdre remplacée par le cours des 50 Otages, et du comblement de ce bras de la Loire.

La première moitié du XXe siècle est ponctuée par de nombreuses crues. La plus marquante est sans doute celle de 1904. Outre les dégâts matériels, ces inondations ont des conséquences économiques avec la fermeture d'usines (Lefèvre-Utile, Manufacture des Tabacs, etc.) De 1911 à 1931, elles sont quasi-annuelles. Dans les années 1930 des comblements sont entrepris, notamment ceux des bras dits « de la Bourse » et « de l'Hôpital » autour de l'île Feydeau, ainsi que celui de la portion de l'Erdre entre son embouchure sur la Loire et la Préfecture (cette partie est dénommée depuis 1944 « cours des 50-Otages »). Ces travaux sont réalisés d'une part pour désenclaver les usines telles Lefèvre-Utile et d'autre part pour maîtriser les inondations.

#### Années 1930
Le 14 juin 1931, le Saint-Philibert, un vapeur affrété par la société Les Loisirs, quitte Nantes dans la matinée pour l'île de Noirmoutier. Lors de son retour à Nantes dans la soirée, le navire fait naufrage au large de la pointe Saint-Gildas. À son bord, près de 500 passagers pour la plupart issus des mouvements ouvriers et libres penseurs, disparaissent dans les flots. Huit personnes seulement seront sauvées. La plupart des corps ne seront jamais retrouvés. Le deuil impossible donne lieu à de multiples rumeurs, à des conflits politiques sur fond d'opposition entre cléricaux et anticléricaux. Charles Maurras interpelle Aristide Briand dans L'Action française, organe de presse royaliste. Les pêcheurs de l'île d'Hœdic évoqueront les conséquences désastreuses des rumeurs sur la pêche. Un procès tenu en 1933 qui sauvegarde les intérêts des armateurs, déboute les familles des naufragés. Il décide de la conservation et de la fermeture des archives jusqu'en 2033.
Le 24 octobre 1934, le secrétaire général du PCF, Maurice Thorez, lance à Nantes l'appel pour la « création d’un large front populaire », qui sera accepté par la SFIO.

#### Seconde Guerre mondiale
Pendant la Seconde Guerre mondiale, Nantes est occupée par l'armée allemande à partir du 19 juin 1940.
Le 20 octobre 1941, le Feldkommandant Karl Hotz est abattu, rue du Roi-Albert, à proximité de la cathédrale, par un jeune Résistant parisien, Gilbert Brustlein, accompagné de Spartaco Guisco et Marcel Bourdarias. Les représailles sont immédiates. Le 21 octobre 1941, les nazis annoncent l'exécution de cinquante otages. Vingt-sept sont exécutés le 22 octobre 1941 dans une sablière de Châteaubriant, à 70 km de Nantes (sablière renommée par la suite Carrière des Fusillés). Parmi eux, il y a Guy Môquet. Seize autres seront fusillés le même jour à Nantes au champ de tir du Bêle, dans le quartier de la Beaujoire. Le monument aux 50-Otages, situé à proximité de la préfecture, évoque la mémoire des quarante-huit victimes, tandis qu'une stèle devant le no 1 de la rue du Roi-Albert rend hommage aux résistants ayant abattu l'officier allemand.
L'année 1943 est marquée par deux bombardements par les forces Alliées particulièrement destructeurs et meurtriers. Les 16 et 23 septembre, les bombardiers lâchent entre 1 000 et 1 500 bombes sur la ville avec pour principal objectif la destruction des infrastructures portuaires et industrielles. Cependant les civils sont fortement touchés avec 1 463 morts et 2 500 blessés. De plus, 700 habitations sont détruites et près de 3 000 sont inhabitables. Les Allemands quittent la ville le 12 août 1944, avant l'arrivée d'un détachement de la 3e armée américaine du général George Patton, commandé par général John Shirley Wood.
Le rôle de Nantes dans la Résistance est honoré par la croix de la Libération, décernée depuis Londres par Charles de Gaulle à l'annonce de l'action contre Karl Hotz en 1941. Il s'agit de l'une des cinq villes françaises ayant obtenu cette distinction.

#### Période d'après-guerre
La reconstruction de la ville est confiée à partir de 1945 à l'architecte Michel Roux-Spitz. Détruite partiellement, l'industrie nantaise souffrait également de vétusté pour les parties intactes. Ce n'est qu'en 1962 que l'activité maritime de la région nantaise a retrouvé son niveau de 1937. Le moteur de la reconstruction économique dans les années 1950 est la construction navale. Depuis 1881 ce secteur d'activité bénéficiait d'aides étatiques, sous une forme ou une autre. Entre 1953 et 1959, un tiers des rentrées d'argent des chantiers venaient de l'État. En 1955, en période de plein-emploi, les chantiers navals nantais connaissent de violentes et importantes grèves. Les ouvriers de la métallurgie et du bâtiment revendiquent des augmentations de salaire. Le 19 août, Cours des 50-Otages, un ouvrier maçon de vingt-quatre ans, Jean Rigollet, est tué d'une balle par un CRS.
En 1958, le Pont transbordeur est démonté, alors que l'époque est marquée par une forme de rejet du passé breton par les acteurs économiques et politiques. Par exemple Abel Durand, porte-parole des milieux économiques nantais, appréciait en 1922 cette « race […] endurante […]. Elle sait se contenter de salaires modestes ». Mais en 1956, le même rejette cette « région pauvre et sous-développée ». Principalement en raison d'intérêts économiques, Nantes devient capitale de la région nouvellement constituée des Pays de la Loire.
En 1960, la part des chantiers navals nantais est de 8 % contre 50 % (pour la basse-Loire) vingt ans plus tôt. L’État modifiant sa politique de subvention et face à la concurrence internationale, les chantiers commencent leur déclin. En 1968, Sud-Aviation à Bouguenais est le point de départ de la grève générale qui paralyse la France, sans doute un symptôme du malaise social qui frappe Nantes. Après la crise des années 1970, au milieu de restructurations qui voient les principales industries locales rachetées par de grands groupes internationaux, la ville subit ce que personne ne pouvait imaginer vingt ans auparavant, la fin de la construction navale à Nantes, en 1987.

#### Le renouveau nantais
En 1985, Nantes est la première ville française à se doter d'un réseau de tramway moderne. Le TGV arrive lui en 1989. Le pont de Cheviré franchit la Loire en 1991. Entre 1990 et 1999, Nantes est la métropole française qui a connu la plus forte croissance. Elle est devenue la troisième place financière de France, après Paris et Lyon. Le MIN de Nantes est le second après Rungis, tandis que le port Nantes-Saint-Nazaire est le cinquième port autonome français après ceux de Marseille, Le Havre, Dunkerque et Calais. Parallèlement, renouvelé depuis la fin des années 1960, le mouvement revendiquant l'appartenance de Nantes à la Bretagne s'installe : en 1994 l'Agence culturelle bretonne est créée par la mairie, en 2001 le conseil municipal reconnaît l'appartenance historique et culturelle de Nantes à la Bretagne, sans remettre en cause l'administration régionale existante. Cette acceptation du passé a permis également de faire reculer le refoulement existant sur la mémoire de la traite négrière. L'image de Nantes est véhiculée par son dynamisme culturel, avec la Mi-Carême, désormais baptisée « carnaval de Nantes » (incluant deux grands défilés en centre-ville), le Royal de luxe, le festival des Allumées, La Folle Journée, le Festival des 3 Continents, ainsi qu'une politique d'urbanisme alliant la rénovation et la mise en valeur du patrimoine à la création de quartiers modernes.

## Politique et administration

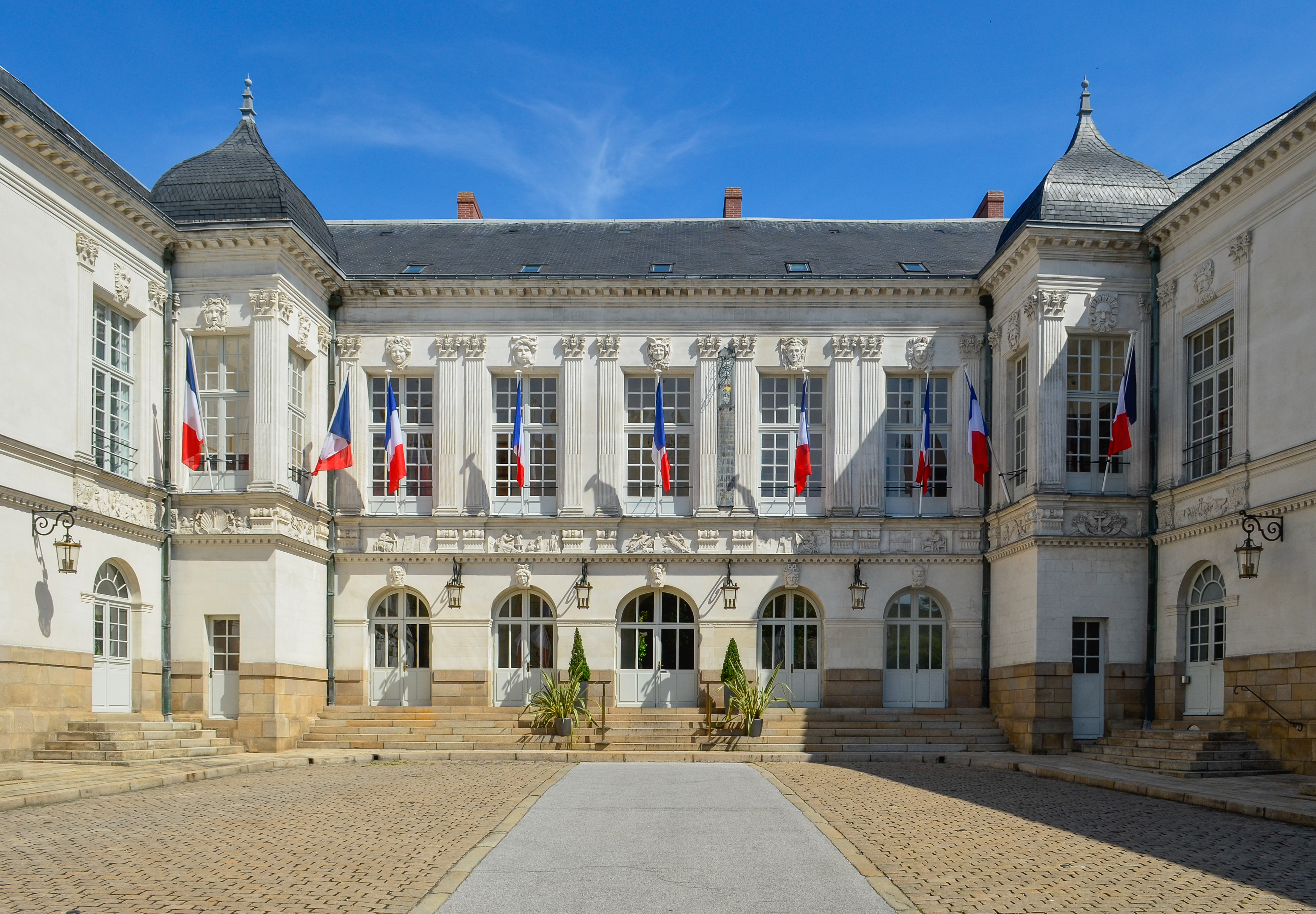
L'hôtel de Derval constitue l'un des bâtiments historiques de l'hôtel de ville de Nantes.

### Administration territoriale

#### Quartiers
Depuis 1995, la municipalité nantaise a divisé la ville en onze quartiers administratifs, partagés à leur tour en « micro-quartiers », possédant chacun un « comité consultatif » et des élus référents, ainsi qu'une équipe d'agents municipaux. Ces quartiers sont :
| Quartier | Numéro | Superficie (en km²) | Population | Carte |
| --- | ------ | ------------------- | ---------- | ----- |
| Centre-ville                                                                                                  | 1      | 2,42                | 28 485     |       |
| Bellevue - Chantenay - Sainte-Anne                                                                            | 2      | 7,29                | 25 000     |       |
| Dervallières - Zola                                                                                           | 3      | 4,39                | 35 000     |       |
| Hauts-Pavés - Saint-Félix                                                                                     | 4      | 4,67                | 35 800     |       |
| Malakoff - Saint-Donatien                                                                                     | 5      | 5                   | 34 669     |       |
| Île de Nantes                                                                                                 | 6      | 4,6                 | 15 818     |       |
| Breil - Barberie                                                                                              | 7      | 3,56                | 24 418     |       |
| Nantes Nord                                                                                                   | 8      | 7,56                | 24 833     |       |
| Nantes Erdre                                                                                                  | 9      | 11,9                | 26 738     |       |
| Doulon - Bottière                                                                                             | 10     | 12                  | 30 147     |       |
| Nantes-Sud | 11     | 2,97                | 12 314     |       |
| Sources des données : pages respectives de chacun quartiers sur le site commun de la ville et de la métropole |        |                     |            |       |

#### Intercommunalités
Nantes forme, avec 23 communes voisines, la métropole dénommée Nantes Métropole.
Le pôle métropolitain Nantes Saint-Nazaire, dont le siège est à Nantes, remplace le syndicat mixte du SCOT depuis le 9 juillet 2012. Il est constitué de six intercommunalités : Nantes Métropole, la Communauté d'agglomération de la Région Nazairienne et de l'Estuaire (CARENE), la communauté de communes Loire et Sillon, la communauté de communes Cœur d'Estuaire, la communauté de communes d'Erdre et Gesvres et la communauté de communes de la région de Blain, totalisant 61 communes et 809 407 habitants en 2010. Il est présidé par Gilles Retière, également président de Nantes Métropole. À l'intérieur de ce pôle métropolitain, la communauté urbaine de Nantes désigne 49 des 113 représentants administrant l'institution. Ces élus ont élaboré un schéma de cohérence territoriale (SCOT), document d'urbanisme qui orientera le développement de la métropole à l'horizon 2020.

#### Cantons

Carte des cantons de Nantes.

Depuis le redécoupage cantonal de 2014, Nantes est divisée en sept cantons dont les limites ne coïncident pas avec celles des onze quartiers administratifs de la ville. Chacun de ces cantons est représenté par deux conseillers (un homme et une femme) au sein du conseil départemental de la Loire-Atlantique, soit 14 sièges sur les 62 que compte cette assemblée.
Avant ce redécoupage, le territoire communal de Nantes était réparti sur onze cantons (le 10e canton incluait également la commune de Saint-Sébastien-sur-Loire).

#### Anciens arrondissements municipaux
De 1790 à 1958, Nantes était découpée en arrondissements qui, contrairement à Paris, Marseille et Lyon, n'étaient pas des arrondissements municipaux détenant un rôle administratif. D'abord de 6, le nombre est porté à 8 en 1908 lorsque les communes de Chantenay et Doulon furent annexées,.
L'ordonnance de police du 4 septembre 1809 imposa que la mention du numéro d'arrondissement soit portée sur les plaques de rue. Celle-ci figure toujours sur certaines d'entre elles.
Les arrondissements municipaux nantais ont été supprimés à la suite de l'adoption de la réforme judiciaire de décembre 1958, qui remplace les justices de paix par des tribunaux d'instance.

#### Région et département

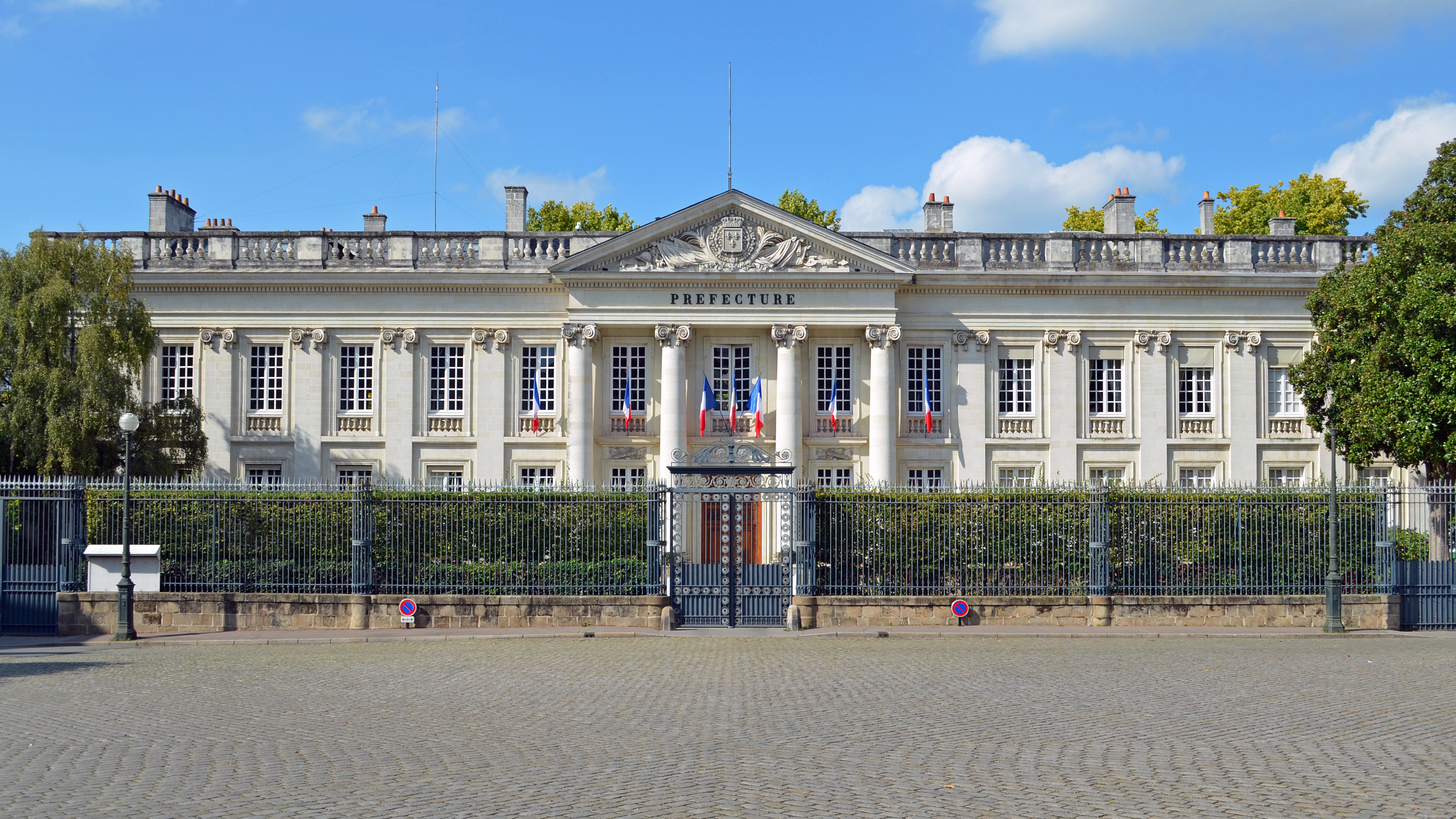
L'hôtel de préfecture de la Loire-Atlantique.

Nantes est la préfecture à la fois du département de la Loire-Atlantique et de la région Pays de la Loire. L'hôtel de préfecture occupe notamment l'ancien édifice de la chambre des comptes de Bretagne, situé place Roger-Salengro.
La ville abrite le siège du conseil départemental de la Loire-Atlantique (contigu à l'hôtel de préfecture) et celui du conseil régional des Pays de la Loire (l'hôtel de région est situé sur l'île de Nantes).

#### Nantes et la Bretagne
La question de l'appartenance administrative de Nantes — et plus généralement de la Loire-Atlantique — à la région Bretagne est régulièrement l'objet de débats, correspondant à un renouveau marqué de la « bretonnité » depuis la fin des années 1960.
Nantes est la plus grande ville de ce qui fut jadis le royaume, le duché, puis la province de Bretagne, appartenance qui est toujours un élément constitutif de son identité. Historiquement, les liens du pays nantais (Payiz de Naonte en gallo, Bro Naoned en breton) et de la Bretagne sont nombreux : les ducs de Bretagne ont souvent fait de Nantes leur lieu de résidence principale (jusqu'au XVe siècle, comme en témoigne aujourd'hui encore la présence du château des ducs de Bretagne au cœur de la ville et le souvenir du château du Bouffay).
En 1790, la suppression des anciennes provinces et la création des départements découpe la Bretagne en cinq départements ; la Loire-Inférieure (aujourd'hui Loire-Atlantique) est l'un de ces derniers. En 1848, la Bretagne est brièvement recomposée par le mandat de commissaire général de la Bretagne qu'obtient le Nantais Michel Rocher, avec autorité sur les commissaires généraux (appellation qui venait de remplacer celle de préfet) des quatre autres départements bretons.
Au XXe siècle, les regroupements départementaux successifs (régions économiques « Clémentel » et régions touristiques créées en 1919, régions économiques créées en 1941 par le régime de Vichy, régions de programme de 1955 transformées ultérieurement en régions administratives) séparèrent à chaque fois la Loire-Atlantique des autres départements bretons. Nantes est à l'heure actuelle administrativement en région Pays de la Loire mais le débat persiste.
Certains découpages correspondent à la Bretagne historique et culturelle à cinq départements comme celui judiciaire, Nantes dépendant de la cour d'appel de Rennes, et religieux, le diocèse de Nantes suffragant de l'archevêché de Rennes ; et bien d'autres, administratifs ou commerciaux.

#### Administration municipale
Les premières traces liées à l'administration de Nantes se trouvent dans des archives remontant à l'an 1333 avec l'organisation de réunions du conseil des bourgeois de la ville. Le conseil comprend cinq ou six bourgeois, il a pour but d'arrêter, avec le capitaine de ville, plusieurs mesures relatives à la cité. En 1411, le duc de Bretagne Jean V donne aux Nantais le pouvoir d'élire un procureur des bourgeois et, en 1420, étend les libertés communales. En 1559, le roi de France François II crée par lettres patentes la mairie de Nantes. Mais les Nantais n'auront une véritable mairie, avec maire et échevins, qu'en 1564, le nombre initial d'échevins passe de dix en 1559 à six en 1582. L'hôtel de ville central existe depuis 1574. Il se situe entre les rues de l'Hôtel-de-ville, Saint-Léonard, Garde-Dieu et de Strasbourg.
Depuis 2020, le conseil municipal est composé de 69 membres (y compris le maire), 26 adjoints et 42 conseillers municipaux.

### Élus municipaux

#### Maires de Nantes

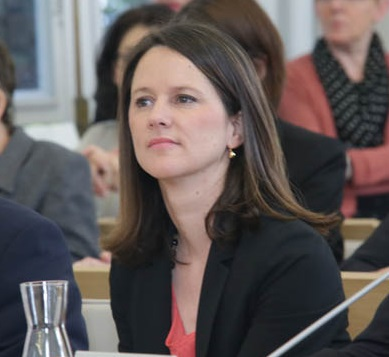
Johanna Rolland maire de Nantes depuis 2014.

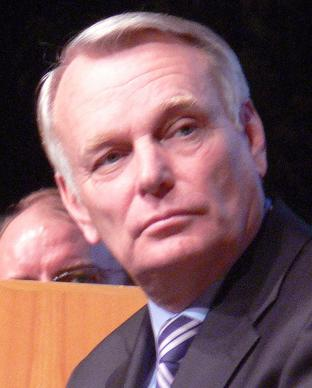
Jean-Marc Ayrault est à ce jour celui qui détient le record de longévité à la tête de la municipalité nantaise : 23 ans, de 1989 à 2012.

Le 135e et actuel maire de Nantes est la socialiste Johanna Rolland, première femme à diriger la municipalité.
Depuis 1945, huit maires se sont succédé à Nantes :
| Période                                  | Période  | Identité          | Étiquette                   | Qualité |
| ---------------------------------------- | -------- | ----------------- | --------------------------- | --- |
| Les données manquantes sont à compléter. |          |                   |                             | |
| 1945                                     | 1947     | Jean Philippot    | Front national (Résistance) | professeur d'histoire proche du PCF, il n'en est pas membre durant cette période |
| 1947                                     | 1965     | Henry Orrion      | CNI                         | droguiste député de Loire-Atlantique |
| 1965                                     | 1977     | André Morice      | CR                          | entrepreneur de travaux publics sénateur de Loire-Atlantique |
| 1977                                     | 1983     | Alain Chénard     | PS                          | Ingénieur député de la Loire-Atlantique |
| 1983                                     | 1989     | Michel Chauty     | RPR                         | représentant de commerce sénateur de Loire-Atlantique |
| 1989                                     | 2012     | Jean-Marc Ayrault | PS                          | professeur d'allemand député de la 3e circonscription de la Loire-Atlantique (1986-2016) président du groupe Socialiste à l'Assemblée nationale française (1997-2007) président de Nantes Métropole (2001-2012) président du groupe Socialiste, radical, citoyen et divers gauche à l'Assemblée nationale française (2007-2012) Premier ministre (2012-2014) ministre des Affaires étrangères et du Développement international (2016-2017). |
| 2012                                     | 2014     | Patrick Rimbert   | PS                          | professeur d'économie par intérim du 21 au 29 juin 2012, date de son élection par le conseil municipal |
| 2014                                     | En cours | Johanna Rolland   | PS                          | cadre territorial présidente de Nantes Métropole (depuis 2014) |

#### Conseil municipal
Composition du conseil municipal de Nantes par groupes politiques au 18 mai 2024 :
|  | Groupe                                                 | Effectif | Statut               |
|  | ------------------------------------------------------ | -------- | -------------------- |
|  | Nantes Citoyenne, Sociale et Écologique                | 24       | majorité 57 sièges   |
|  | Écologiste et citoyens                                 | 19       | majorité 57 sièges   |
|  | Gauche citoyenne                                       | 10       | majorité 57 sièges   |
|  | UDB                                                    | 4        | majorité 57 sièges   |
|  | Mieux vivre à Nantes - Union de la droite et du centre | 8        | Opposition 12 sièges |
|  | Démocrate et progressistes                             | 4        | Opposition 12 sièges |

Parmi les 57 membres de la majorité municipale se trouve le Maire et ses 26 adjoints.

### Tendances politiques et résultats
Depuis 1989, la municipalité se situe politiquement à gauche.
Au référendum sur le traité constitutionnel pour l'Europe du 29 mai 2005, les Nantais ont majoritairement voté pour la Constitution européenne, avec 59,02 % de « Oui » contre 40,98 % de « Non » avec un taux d'abstention de 32,48 % (France entière : « Non » à 54,67 % - « Oui » à 45,33 %).
En 2009, selon le décompte des voix obtenues lors des élections européennes sur la commune de Nantes, c'est Christophe Béchu, représentant ce qui était alors la majorité de droite au niveau national, qui arrive en tête avec 25,78 % des voix, juste devant Yannick Jadot d'Europe Écologie Les Verts 25,54 %, tous deux devançant la liste du Parti socialiste conduite par Bernadette Vergnaud avec 17,95 %, et celle du MoDem rassemblée derrière Sylvie Goulard avec 8,18 %, aucune autre liste ne dépassant 5 %.
Lors des élections cantonales de 2008 et 2011, parmi les 11 sièges de conseiller général attribués sur le territoire de la commune de Nantes, le Parti socialiste en a obtenu 9 (respectivement 4 en 2008 et 5 en 2011), l'UMP 1 (en 2008) et les Divers droite 1 (en 2008).
Lors de l'élection présidentielle française de 2012, le premier tour a vu arriver en tête François Hollande avec 36,16 % soit 52 105 voix, suivi de Nicolas Sarkozy avec 25,33 % soit 36 497 voix, puis de Jean-Luc Mélenchon avec 12.38 % soit 17 838 voix, François Bayrou avec 10,92 % soit 15 733 voix et enfin de Marine Le Pen avec 7,78 % soit 11 213 voix, aucun autre candidat ne dépassant le seuil des 5 %. Au second tour, les électeurs ont voté à 61,53 % soit 86 280 voix pour François Hollande contre 38,47 % soit 62 566 voix pour Nicolas Sarkozy, résultat très marqué à gauche par rapport à celui de la France entière qui fut, au second tour, de 51,63 % pour François Hollande et 48,37 % pour Nicolas Sarkozy.
Lors des élections législatives qui suivent, la gauche obtient les cinq sièges de député concernant la commune (quatre pour le Parti socialiste, dont celui de Jean-Marc Ayrault fraîchement nommé Premier ministre, et un pour Europe Écologie Les Verts).
Les élections municipales de 2014 à Nantes ont vu la victoire au second tour de la liste d'Union de la gauche conduite par Johanna Rolland avec 56,21 %, devant la liste UMP de Laurence Garnier avec 43,78 %, soit le meilleur score d'un candidat de gauche dans une ville de plus de 100 000 habitants. C'est la première fois depuis 1977 qu'il y a un second tour pour les municipales dans la commune.
À la suite du redécoupage des cantons, leur nombre à Nantes diminue, passant de 11 à 7. Lors des élections départementales de 2015, le PS remporte la totalité des cantons avec des scores allant de 52,64 % à Nantes-1 à 76,27 % à Nantes-7. Ces résultats sont donc à contre-courant de la tendance nationale et départementale, Nantes restant un bastion du PS.
Les élections régionales de 2015 voient le candidat socialiste Christophe Clergeau arriver en tête au premier tour avec 36,22 % des voix, contre 27,77 % à son adversaire de droite, Bruno Retailleau suivis de l'écologiste Sophie Bringuy avec 12,68 % des suffrages, puis du candidat du Front national Pascal Gannat avec 11,09 % des suffrages. Au second tour, Christophe Clergeau (dont la liste a fusionné avec les écologistes et d'autres partis de gauche) obtient 54,68 %, suivi de Bruno Retailleau avec 36,38 %, puis Pascal Gannat avec 8,94 %. La gauche reste donc majoritaire en voix sur la ville.

#### Récapitulatif de résultats électoraux récents
| Scrutin              | 1er tour | 1er tour | 1er tour | 1er tour | 1er tour | 1er tour | 1er tour | 1er tour | 1er tour | 1er tour | 1er tour  | 1er tour | 2d tour     | 2d tour     | 2d tour     | 2d tour     | 2d tour     | 2d tour     | 2d tour     | 2d tour     | 2d tour     | 2d tour     | 2d tour     | 2d tour     |
| Scrutin              | 1er      | 1er      | %        | 2e       | 2e       | %        | 3e       | 3e       | %        | 4e       | 4e        | %        | 1er         | 1er         | %           | 2e          | 2e          | %           | 3e          | 3e          | %           | 4e          | 4e          | %           |
| -------------------- | -------- | -------- | -------- | -------- | -------- | -------- | -------- | -------- | -------- | -------- | --------- | -------- | ----------- | ----------- | ----------- | ----------- | ----------- | ----------- | ----------- | ----------- | ----------- | ----------- | ----------- | ----------- |
| Municipales 2014     |          | PS       | 34,51    |          | UMP      | 24,16    |          | EELV     | 14,55    |          | FN        | 8,14     |             | UGE         | 56,21       |             | UMP         | 43,19       | Pas de 3e   | Pas de 3e   | Pas de 3e   | Pas de 4e   | Pas de 4e   | Pas de 4e   |
| Européennes 2014     |          | PS       | 20,37    |          | EELV     | 17,68    |          | UMP      | 16,77    |          | UDI-MODEM | 12,46    | Tour unique | Tour unique | Tour unique | Tour unique | Tour unique | Tour unique | Tour unique | Tour unique | Tour unique | Tour unique | Tour unique | Tour unique |
| Régionales 2015      |          | PS       | 36,22    |          | UCD      | 27,77    |          | EELV     | 12,68    |          | FN        | 11,09    |             | PS          | 54,68       |             | UMP         | 36,38       |             | FN          | 8,94        | Pas de 4e   | Pas de 4e   | Pas de 4e   |
| Présidentielles 2017 |          | LREM     | 30,83    |          | LFI      | 25,47    |          | LR       | 20,25    |          | PS        | 10,98    |             | EM          | 86,52       |             | FN          | 13,48       | Pas de 3e   | Pas de 3e   | Pas de 3e   | Pas de 4e   | Pas de 4e   | Pas de 4e   |
| Européennes 2019     |          | LREM     | 26,34    |          | EELV     | 24,35    |          | PS       | 9,42     |          | LR        | 8,64     | Tour unique | Tour unique | Tour unique | Tour unique | Tour unique | Tour unique | Tour unique | Tour unique | Tour unique | Tour unique | Tour unique | Tour unique |
| Municipales 2020     |          | PS       | 31,36    |          | LR       | 19,94    |          | EELV     | 19,58    |          | LREM      | 13,00    |             | UGE         | 59,67       |             | LR          | 27,61       |             | LREM        | 12,71       | Pas de 4e   | Pas de 4e   | Pas de 4e   |
| Régionales 2021      |          | EELV     | 29,49    |          | LR       | 24,07    |          | PS       | 22,35    |          | LREM      | 12,82    |             | UGE         | 52,32       |             | LR          | 34,41       |             | LREM        | 8,37        |             | RN          | 4,90        |
| Présidentielle 2022  |          | LFI      | 33,11    |          | LREM     | 29,64    |          | EELV     | 9,98     |          | RN        | 8,13     |             | LREM        | 81,15       |             | RN          | 18,85       | Pas de 3e   | Pas de 3e   | Pas de 3e   | Pas de 4e   | Pas de 4e   | Pas de 4e   |

Aux européennes du 9 juin 2024, le parti au pouvoir n'arrive que troisième avec 13,23% (contre 26,34% en 2019), derrière  PS-Place publique (22,07% contre 9,42% en 2019) et LFI (19,92% contre 6,11% en 2019), le Rassemblement national (11,89% contre 8,44% en 2019),, terminant 4ème, mais en forte hausse.

### Instances judiciaires et administratives

#### Sécurité

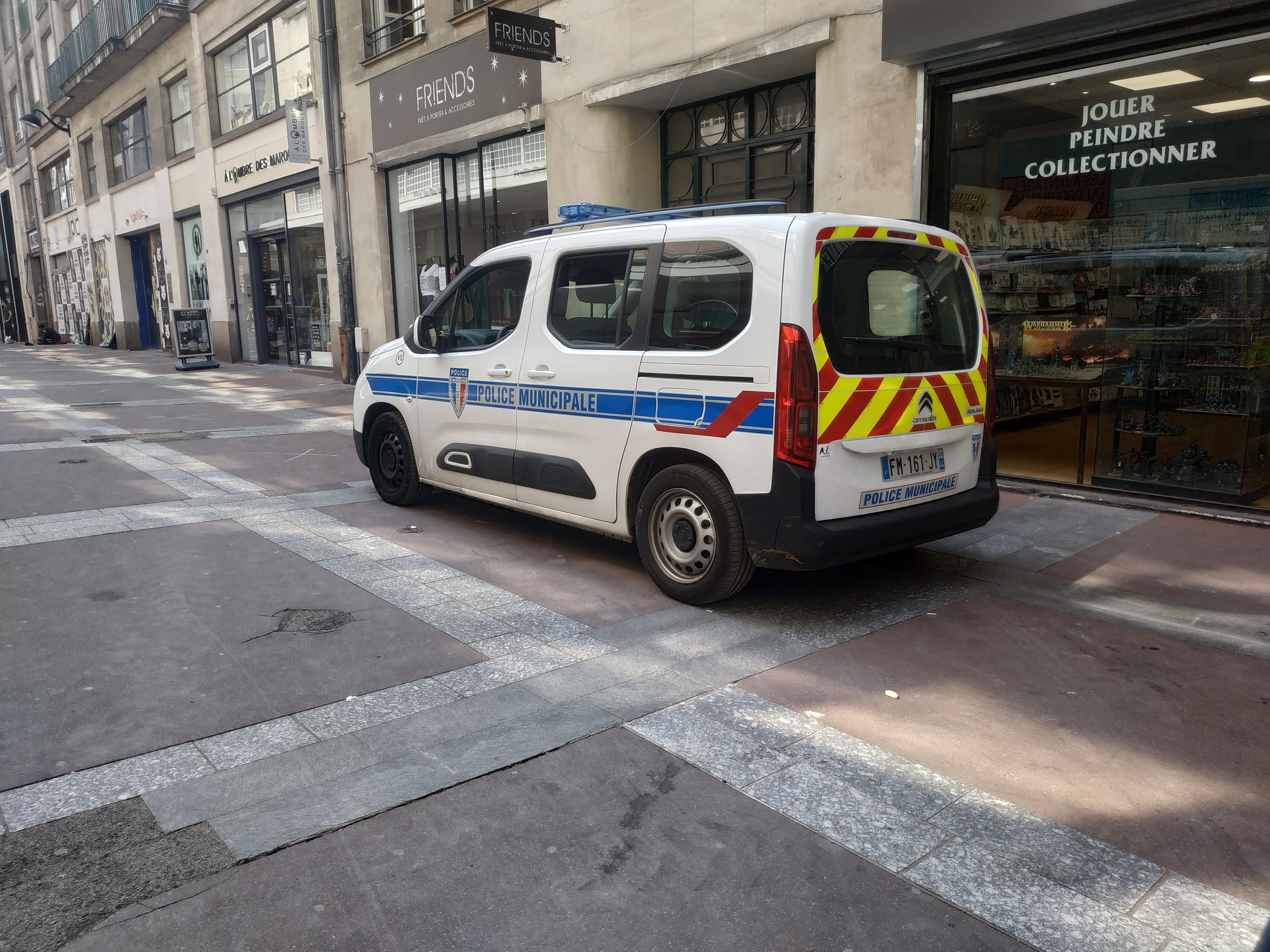
Véhicule Citroën Berlingo de la police municipale en 2020.

Nantes dispose d'un commissariat central de la police nationale, place Waldeck-Rousseau. Quatre commissariats subdivisionnaires complètent le dispositif (cours Olivier-de-Clisson, boulevard de Stalingrad, boulevard de la Liberté et rue du Champ-de-Tir). La ville dispose également d'une police municipale.
Les dernières unités de la gendarmerie nationale ont, elles, quitté Nantes en 2011,.
[Passage à actualiser]Concernant les chiffres de la délinquance en 2008, selon l'Insee, la circonscription de sécurité publique de Nantes affiche un taux de criminalité de 90,16 actes pour 1 000 habitants. Ce taux largement supérieur à la moyenne nationale (57,51 ‰) positionne Nantes au sixième rang des circonscriptions de plus de 250 000 habitants au plus fort taux de criminalité, derrière Lyon (93,13 ‰) et devant Bordeaux (89,02 ‰). La préfecture de Loire-Atlantique note une recrudescence particulière des problématiques liées au narcobanditisme, aux guerres de gangs, aux trafics de cigarettes de contrebande, aux agressions ciblant les personnes ou encore aux cambriolages.
Depuis le mois d'avril 2018, Nantes s'est dotée d'un réseau de vidéoprotection faisant appel à 97 caméras vidéo couvrant plusieurs espaces publics de la ville, tel que l’axe allant du Miroir d’eau devant le château à la place du Commerce, incluant le cœur du Bouffay, mais aussi autour du théâtre Graslin, les pôles commerciaux de Bellevue, de Malakoff, des Dervallières, du Breil, de Nantes Nord, le parcours menant au Hangar à Bananes via le parc des Chantiers sur l'île de Nantes, des stations de transport en commun importantes ou encore le centre de gros Nant’Est (quartier Doulon - Bottière). Elles sont pilotées depuis un centre de supervision métropolitain par 15 opérateurs de vidéo protection, salariés de Nantes Métropole, qui mutualise les moyens identiques également mis en place à Saint-Herblain, Rezé et Vertou (totalisant en tout 119 caméras). Afin d'apporter toutes les garanties déontologiques, la Ville s’est dotée d’un comité éthique,.
En décembre de la même année, Le Télégramme recense 156 fusillades, cinq morts et une cinquantaine de blessés en trois ans dont la raison principale serait le trafic de stupéfiants et la concurrence entre bandes. Après de très nombreux faits de criminalité violents et variés sur plusieurs années, le Ministère de l'Intérieur choisit en 2022 de déployer des unités de la CRS 8 (unité CRS dédiée aux problématiques urbaines) sur l'ensemble des quartiers de Nantes.
L'année 2023 note tout de même un léger recul de la criminalité, avec 41 fusillades à Nantes (contre une soixantaine les années passées). En mai 2023, une dizaine d'épisodes de tirs par arme à feu ont fait un mort et six blessés, dont trois graves.

#### Justice
Dépendant judiciairement de la cour d'appel de Rennes pour l'ordre judiciaire, le ressort des tribunaux d'instance et de grande instance nantais correspond à l'est de la Loire-Atlantique. Ceux-ci siègent dans un nouveau palais de justice construit en 2000 par Jean Nouvel, se trouvant quai François-Mitterrand sur l'île de Nantes, alors que le tribunal de commerce est localisé dans l'immeuble Rhuys situé sur le même quai, tandis que le Conseil de prud'hommes se trouve boulevard Vincent-Gâche situé également sur l'île de Nantes.
La ville est aussi le siège d'une cour administrative d'appel se trouvant place de l'Édit-de-Nantes, dont dépend un tribunal administratif siégeant sur l'île Gloriette.
Le centre pénitentiaire de Nantes est organisé en quatre établissements répartis sur trois sites :
- la maison d'arrêt, pour hommes et femmes, comptant 510 places (dont 40 réservées aux femmes), située rue de la Mainguais, au nord-est de la ville, à la limite de la commune de Carquefou[169]. Son inauguration, le 3 juin 2012[170], intervient six mois après sa livraison (fin 2011[171]) laquelle clôturait plus d'un an de travaux. Elle remplace la vétuste prison, construite en 1865, qui se trouve dans le centre-ville, près de l'ancien palais de justice, rue Descartes, désaffectée, et qui fait l'objet d'un projet urbain[172] ;
- un centre de détention pour hommes, construit en 1981, comptant 448 places, est situé à la périphérie nord de la ville, boulevard Albert-Einstein ;
- un quartier de semi-liberté est situé avenue de la Close, non loin du parc de la Gaudinière.

Depuis 1966, la gestion du Casier judiciaire national (direction des affaires criminelles et des grâces) est centralisée à Nantes, rue du Landreau. On trouve également au même endroit le centre d'exploitation statistique du ministère de la Justice (CES).

#### Protection des femmes
En novembre 2019, un type de lieu inédit en France ouvre à Nantes : « Citad'elles » est un accueil permanent pour les femmes victimes de violence, ouvert 24 heures sur 24 et 7 jours sur 7. D'une superficie de 750 m2, le lieu est situé au dernier étage d'un immeuble récent de l'île de Nantes, le rez-de-chaussée du bâtiment étant particulièrement sécurisé (agents de sécurité, tourniquets à lecteur de badge, des visiophones ainsi que des portes blindées). Il réunit tout un ensemble de services pour les femmes, autrefois dispersés : les femmes peuvent être écoutées, porter plainte, voir un avocat, être soutenues pour la recherche d'un logement… Elles sont accueillies par une équipe pluridisciplinaire : on y trouve des représentants de différentes institutions et des membres d'associations, par exemple SOS Inceste et Violences sexuelles, qui ont participé à la conception du lieu, auxquels s'ajoutent quatorze professionnels, des infirmières, des sages-femmes, des psychologues, etc.
L'esthétique du lieu a été travaillée spécialement pour que les femmes s'y sentent bien. De plus trois logements d'urgence sécurisés par la police pourront être utilisés par « Citad'elles ». Ce type de projet n'existait qu'en Belgique. Il est né à Nantes à la suite de l'engagement de la mairie et d'un constat : selon l’AURAN (agence d’urbanisme de la région nantaise), entre 2016 et 2017, potentiellement plus de 24 000 femmes seraient victimes de violences sur l’agglomération nantaise, et plus de 12 000 femmes à Nantes,.

### Politique de développement durable
La ville a engagé une politique de développement durable en lançant une démarche d'Agenda 21. L'agenda 21 local est reconnu par le Ministère de l'environnement, et la ville est membre du Comité 21.
En 2006, un sixième de la surface de Nantes est géré par le service espaces verts et environnement (SEVE) de la commune. La ville dispose de cent parcs et jardins qui couvrent au total 215 hectares. Les jardins familiaux s'ajoutent au patrimoine végétal nantais : 850 parcelles sont actives, réparties sur 15 sites. Au total, en 2006, en ajoutant les jardins privés, 5 % du territoire est constitué d'espaces verts. En 1993 le plan d'occupation des sols avait initié une action de préservation des arbres. En 2006, 100 000 arbres ont été recensés sur le territoire de la commune, dont 20 000 d'alignement sur les voies publiques et 72 labellisés arbres remarquables.
Nantes reçoit en 2013 le prix de la Capitale verte de l’Europe, décerné par la Commission européenne.

### Prise en compte des handicaps
En la classant numéro un en matière d'accessibilité, l’Association des paralysés de France a considéré en 2010 que Nantes est la ville française qui présente la meilleure prise en compte du handicap. Prenant la succession d’une commission extra-municipale, le Conseil nantais des personnes handicapées (CNPH) œuvre depuis 2009. Il rassemble élus, techniciens, citoyens et responsables d'association. Réalisation emblématique, le château des ducs de Bretagne, datant dans sa forme actuelle du XVe siècle, a été doté de trois ascenseurs, l'un d'eux menant jusqu'aux remparts. De plus le musée interactif que le château héberge est doté d'équipements sensoriels. Ces avancées ne peuvent masquer les difficultés qui subsistent : les salles de concerts restant inaccessibles, le commerce de proximité n'est pas adapté, les stations ne sont pas annoncées pour les mal-voyants dans les bus, etc. Un des chantiers en développement en 2010 est l'accueil des enfants handicapés dans les crèches.

### Jumelages
| Ville | Ville          | Pays | Pays           | Période              |
| ----- | -------------- | ---- | -------------- | -------------------- |
|       | Agadir         |      | Maroc          |                      |
|       | Bahía Blanca   |      | Argentine      |                      |
|       | Cardiff        |      | Royaume-Uni    | depuis 1963          |
|       | Chimbote       |      | Pérou          |                      |
|       | Cluj-Napoca    |      | Roumanie       | depuis novembre 1990 |
|       | Cochabamba     |      | Bolivie        |                      |
|       | Desdunes       |      | Haïti          |                      |
|       | Dschang        |      | Cameroun       |                      |
|       | Durban         |      | Afrique du Sud | depuis 2004          |
|       | Jacksonville   |      | États-Unis     |                      |
|       | Jéricho        |      | Palestine      |                      |
|       | Niigata        |      | Japon          |                      |
|       | Pétion-Ville   |      | Haïti          |                      |
|       | Recife         |      | Brésil         |                      |
|       | Rio de Janeiro |      | Brésil         |                      |
|       | Sarrebruck     |      | Allemagne      |                      |
|       | Seattle        |      | États-Unis     |                      |
|       | Tbilissi,      |      | Géorgie        | depuis 1979          |

Elle entretient également des relations thématiques régulières avec plusieurs autres villes et régions comme : Turin, Liverpool, Hambourg, les Asturies ou le Québec,.
Par ailleurs, la ville de Nantes réalise des projets en association avec plusieurs pays : Rufisque (Sénégal), Recife (Brésil), eThekwini (Afrique du Sud), Dschang (Cameroun), Agadir (Maroc), Cotonou (Bénin) et Abricots (Haïti).

#### Programme Jeunes ambassadeurs
Le programme jeune ambassadeurs entre Nantes et Seattle par Jack Cowan, le consul de France à Seattle, en décembre 2005 a été mis en place en août 2006 grâce à l'association Nantes-Seattle-Jacksonville présidée par Mariette Cassourret, au conseil nantais de la jeunesse, son chef du projet Laurent Guinel-Justome et à la direction internationale de la Ville de Nantes. Depuis de nombreux jeunes ambassadeurs ont permis de tisser des liens et d'élaborer des projets entre les villes jumelles.

## Population et société

### Démographie

#### Évolution démographique
L'évolution du nombre d'habitants est connue à travers les recensements de la population effectués dans la commune depuis 1793. Pour les communes de plus de 10 000 habitants les recensements ont lieu chaque année à la suite d'une enquête par sondage auprès d'un échantillon d'adresses représentant 8 % de leurs logements, contrairement aux autres communes qui ont un recensement réel tous les cinq ans,.

En 2022, la commune comptait 325 070 habitants, en évolution de +5,99 % par rapport à 2016 (Loire-Atlantique : +6,68 %, France hors Mayotte : +2,11 %).
| 1793   | 1800   | 1806   | 1821   | 1831   | 1841   | 1846   | 1851   | 1856    |
| ------ | ------ | ------ | ------ | ------ | ------ | ------ | ------ | ------- |
| 80 000 | 77 162 | 77 226 | 68 427 | 77 992 | 83 389 | 94 310 | 96 362 | 108 530 |

| 1861    | 1866    | 1872    | 1876    | 1881    | 1886    | 1891    | 1896    | 1901    |
| ------- | ------- | ------- | ------- | ------- | ------- | ------- | ------- | ------- |
| 113 625 | 111 956 | 118 517 | 122 247 | 124 319 | 127 482 | 122 750 | 123 902 | 132 990 |

| 1906    | 1911    | 1921    | 1926    | 1931    | 1936    | 1946    | 1954    | 1962    |
| ------- | ------- | ------- | ------- | ------- | ------- | ------- | ------- | ------- |
| 133 247 | 170 535 | 183 704 | 184 509 | 187 343 | 195 185 | 200 265 | 222 790 | 240 028 |

| 1968    | 1975    | 1982    | 1990    | 1999    | 2006    | 2011    | 2016    | 2021    |
| ------- | ------- | ------- | ------- | ------- | ------- | ------- | ------- | ------- |
| 260 244 | 256 693 | 240 539 | 244 995 | 270 343 | 282 853 | 287 845 | 306 694 | 323 204 |

| 2022    | - | - | - | - | - | - | - | - |
| ------- | - | - | - | - | - | - | - | - |
| 325 070 | - | - | - | - | - | - | - | - |

#### Pyramide des âges
La population de la commune est relativement jeune. En 2020, le taux de personnes d'un âge inférieur à 30 ans s'élève à 44,3 %, soit un taux supérieur à la moyenne départementale (37,1 %). Le taux de personnes d'un âge supérieur à 60 ans (18,7 %) est inférieur au taux départemental (24 %).
En 2020, la commune comptait 154 003 hommes pour 166 729 femmes, soit un taux de 51,98 % de femmes, supérieur au taux départemental (51,37 %).
Les pyramides des âges de la commune et du département s'établissent comme suit :
| Hommes | Classe d’âge | Femmes |
| ------ | ------------ | ------ |
| 0,6    | 90 ou +      | 1,7    |
| 4,3    | 75-89 ans    | 7,3    |
| 10,5   | 60-74 ans    | 12,7   |
| 15,9   | 45-59 ans    | 15,4   |
| 22,8   | 30-44 ans    | 19,9   |
| 28,7   | 15-29 ans    | 27,7   |
| 17,2   | 0-14 ans     | 15,2   |

| Hommes | Classe d’âge | Femmes |
| ------ | ------------ | ------ |
| 0,6    | 90 ou +      | 1,8    |
| 6      | 75-89 ans    | 8,6    |
| 15,1   | 60-74 ans    | 16,4   |
| 19,4   | 45-59 ans    | 18,8   |
| 20,1   | 30-44 ans    | 19,3   |
| 19,2   | 15-29 ans    | 17,4   |
| 19,5   | 0-14 ans     | 17,6   |

Étendue de la communauté urbaine de Nantes.

Nantes est la principale commune de la métropole Nantes Métropole, peuplée de 656 275 habitants en 2018 selon le recensement effectué par Insee,. Le pôle urbain formé autour de Nantes (ou unité urbaine, c'est-à-dire l'agglomération au sens de l'Insee) compte 622 693 habitants en 2014. L'aire urbaine, comptait 986 291 habitants en 2018 (+ 15,11 % depuis 2009). Il s'agit de la huitième de France par sa population. Cette aire urbaine (dans la définition de 2010) compte 108 communes, alors qu'elle était constituée de 44 communes en 1982. Le pôle métropolitain Nantes - Saint-Nazaire comptait 888 031 habitants en 2017.

Pourcentage de la population de 16 à 29 ans par IRIS en Loire-Atlantique en 2020

La ville de Nantes est une ville assez jeune. Premièrement du fait qu'elle soit un centre universitaire important attirant des jeunes à l'échelle régionale. Secondement, du fait qu'elle soit un centre urbain important à l'ouest de la france. Troisièmement, grace à ses missions de commandement (économique (de nombreux emplois), administrative (des centres adminsitratifs)) elle attire des jeunes personnes. On peut aussi y trouver des actions associatives qui sont aussi attrayantes pour ces populations,.

#### Disparités de revenus dans la ville
Nantes, comme toutes les grandes villes de France connait des disparitées économiques fortes entre différents quartiers. Il n'y a pas de spérations Est-Ouest comme à Paris mais les IRIS les plus aisées se situent d'avantages dans le centre de la ville et la première couronne périurbaine. Il y a eu un phénomène d'embourgeoisement depuis 2014.
On peut voir la part des salaires des 10% les plus pauvres, des 10% les plus riches et de la médiane grave aux données de 2020 de l'INSEE.

Revenu Médian de Nantes avec les données de l'INSEE de 2020

Revenus moyen des 10% les plus riches (D9) par IRIS à Nantes

Revenu Moyen du 1er décile (10% les plus pauvres) par Iris à Nantes

### Enseignement
Les établissements d'enseignement de la commune relèvent de l'académie de Nantes, dont elle abrite le rectorat. La ville compte plus de 200 établissements d'enseignement, dont 141 écoles primaires, 32 collèges, 26 lycées d'enseignement général, 16 lycées d'enseignement professionnel, une université, ainsi que des établissements publics d'enseignements supérieurs et des organismes de recherche. Le nombre d'écoles publiques est nettement supérieur dans le primaire, tandis que les établissements privés sont quantitativement majoritaires dans l'enseignement secondaire et supérieur (ceci ne prend pas en compte le nombre d'élèves)[réf. souhaitée].
Parmi les lycées les plus célèbres de Nantes, on compte le lycée Georges-Clemenceau, ouvert en 1808 sous le nom de « lycée impéral », où furent créées les premières classes préparatoires en 1824. De nombreuses personnalités ont effectué une partie de leur scolarité dans cet établissement : Jules Verne, Julien Gracq, René Guy Cadou, Georges Clemenceau, Aristide Briand, Édouard Herriot ou encore Robert Badinter.

### Santé
Le Centre hospitalier universitaire de Nantes est le principal établissement médical de la ville, il est réparti sur plusieurs sites, cinq d'entre eux se trouvent sur le territoire de la commune :
- l'Hôtel-Dieu qui abrite la direction générale en est le plus important, il se situe dans le centre-ville et est accolée à la faculté de médecine et de pharmacie ainsi qu'à la faculté de chirurgie dentaire ;
- l'hôpital mère-enfant (sur le même site que l'Hôtel-Dieu) ;
- la maison Beauséjour ;
- l'hôpital Bellier (spécialisé en gérontologie) ;
- l'hôpital Saint-Jacques (Nantes-Sud).

Deux sites se trouvent dans d'autres communes :
- l'hôpital Nord-Laënnec à Saint-Herblain ;
- l'hôpital Seilleraye à Carquefou.

Un projet d'implantation sur l'île de Nantes est actuellement à l'étude, pour un transfert prévu en 2025.
Dans le domaine privé on recense des cliniques dont la clinique Jules-Verne dans les quartiers est, la clinique Bretéché, la clinique Saint-Augustin, la clinique Jeanne d'Arc, la clinique Sourdille situées dans le centre-ville, ainsi que les Nouvelles cliniques nantaises à la limite de Nantes et de Rezé[réf. nécessaire].

### Sports

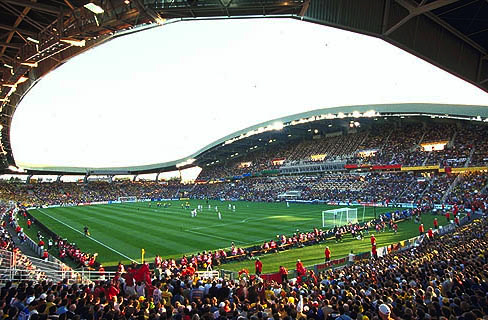
Le FC Nantes utilise depuis 1984 le stade de la Beaujoire.

Le sport à Nantes est notamment représenté par 384 associations sportives subventionnées et 108 associations scolaires et universitaires, couvrant 115 disciplines pratiquées par 60 000 licenciés. Ils peuvent accéder à 157 installations sportives. 
Par ailleurs, Nantes, avec six équipes professionnelles en sports collectifs évoluant dans l'élite de leurs disciplines respectives, est considérée comme étant la ville de France la mieux dotée en la matière devant Montpellier.
Ainsi, le football est le sport collectif qui a eu le plus de succès à Nantes, avec le club du Football Club de Nantes (FCN), qui compte huit titres de championnat de France et trois coupes de France, l'un des plus beaux palmarès du football français. Ont évolué dans ce club Philippe Gondet, Henri Michel, Maxime Bossis, Didier Deschamps, Marcel Desailly, Claude Makelele, Mickaël Landreau ou encore Fabien Barthez et Christian Karembeu.
Depuis 2008, le handball nantais est également dans l'élite avec le Handball Club de Nantes. En 2018, il a été finaliste de la finale de la Ligue des champions de Handball, face au Montpellier Handball. À partir de la saison 2013-2014, le NLAH, club féminin de Nantes, évolue également en Division 1 de la LFH.
Le basket-ball est présent dans le sport professionnel avec l'équipe féminine du Nantes Rezé Basket, qui évolue en Ligue féminine de basket ; l'équipe masculine de l'Hermine dispute la Pro B.
Le volley-ball est représenté dans les deux divisions professionnelles masculines et féminines à la suite des montées conjointes après la saison 2009-2010 du Nantes Rezé Métropole Volley (hommes) et du Volley-Ball Nantes (femmes).
Le hockey sur glace est principalement représenté par l'équipe des Corsaires de Nantes, qui évolue en Division 1, qui équivaut au 2e échelon national. Les entrainements et les matchs à domicile ont lieu à la patinoire du Petit-Port. De grands joueurs ont évolué au sein des Corsaires tels qu'Antoine Roussel en catégorie jeune ou encore Florian Hardy, désormais tous les deux internationaux français.
Le club de rugby est la seule équipe en sports collectifs à ne pas être professionnelle pour le moment. En effet, le Stade Nantais évolue en 4e division en 2022.
Le futsal y est également présent par son club Nantes Métropole Futsal (NMF), club évoluant au plus haut niveau français (D1) depuis ses débuts en 2009 (sous l'appellation « Futsal Club de l'Erdre »)
Le football américain est aussi représenté avec les Dockers de Nantes fondé en 1986 et évoluant en championnat de France de 3e division. le club a, par ailleurs, remporté le Casque d'Argent en 2003.
La ville compte également un des plus vieux clubs de rugby à XIII de France : le club de Nantes XIII, fondé en 1936.
Dans d'autres disciplines, des sportifs nantais, d'origine ou d'adoption, brillent ou ont brillé. Le cyclisme nantais a été représenté par Jean-Cyril Robin, Patrice Halgand et Jérôme Pineau. En voile, la ville a donné quelques skippers de renom avec notamment Éric Tabarly et Loïck Peyron.
La ville accueille régulièrement des manifestations internationales : des matchs du Championnat d'Europe de football 1984, de la Coupe du monde de football de 1998, du Championnat du monde de handball masculin 2001, du Championnat du monde de handball féminin 2007 ou de la Coupe du monde de rugby à XV 2007, la  Coupe EHF de handball masculin en 2013 et 2016, le Championnat du monde de handball masculin 2017, et a accueilli le Championnat d'Europe de Cécifoot en 2009. Nantes a été plusieurs fois ville-étape du Tour de France. Elle fait partie des cinq villes hôtes du Championnat d'Europe de handball féminin 2018 et organisera 15 matchs de la compétition. La ville a également accueilli des matchs de la Coupe du Monde de Rugby 2023 et du tournoi de football des JO 2024.

### Médias

#### Presse écrite locale
La presse écrite locale est principalement dominée par le groupe Ouest-France et ses éditions Ouest-France et Presse-Océan. Des journaux locaux dont la diffusion est plus modeste sont également publiés. On peut citer le magazine bimestriel idîle, l'hebdomadaire gratuit Wik, Pulsomatic (agenda des sorties), La Lettre à Lulu (satirique nantais) et le magazine mensuel Terra Eco diffusé dans toute la France, qui est édité à Nantes. Il existe aussi un hebdomadaire gratuit de cinéma, Kinorama, qui propose chaque semaine des critiques de films diffusés dans les cinémas nantais. Metro et 20 minutes diffusent également leurs éditions locales.
Lancée en janvier 2007, la revue Place Publique est une revue trimestrielle de réflexions et de débats sur les questions urbaines de Nantes et plus généralement de l'estuaire de la Loire.
Depuis 2012, le média en ligne et magazine Contre Attaque (anciennement Nantes Révoltée) couvre les mobilisations sociales à Nantes et dans la région.

#### Télévisions locales
Nantes possède une chaîne TV locale : Télénantes qui à l'origine partageaient un même canal de diffusion avec Nantes 7. À la suite de la faillite de cette dernière en 2009, leur fusion en septembre 2011 a créé une chaîne unique.
Pour les informations locales, la chaîne France 3 émet un décrochage local avec France 3 Pays de la Loire, qui propose des émissions régionales France 3 Pays de la Loire (journaux télévisés 12/13 et 19/20, émissions telles La Voix est libre, etc.) et une édition Estuaire.
On capte ces deux chaînes dans Nantes grâce à l'émetteur de Haute-Goulaine. Elle émet également TV Vendée et la chaîne choletaise TLC.

#### Radios locales
Il existe plusieurs radios locales basées à Nantes et dans sa région :

##### Les radios locales publiques
Elles sont représentées par les filiales de Radio France :
- France Bleu Loire Océan (101.8 FM) : radio locale publique de la Loire-Atlantique et du Maine-et-Loire.
- FIP Nantes (95.7 FM) : déclinaison nantaise de la radio. Elle possède 12h de programmes locaux avec de la musique et des sorties dans Nantes. Elle émet aussi à Saint-Nazaire sur 97.2 FM.

##### Les radios locales associatives decatégorie A
- Jet FM (91.2 FM) : radio associative du quartier Bellevue spécialisée dans la découverte musicale.
- Prun' (92.0 FM) : « Prun » pour Première Radio Universitaire Nantaise. Il s'agit donc de la radio étudiante de Nantes. Elle émettait à l'origine en temporaire, le CSA lui accorda une fréquence définitive en 2007.
- SUN FM (93.0 FM) : Radio associative nantaises sur les musiques inédites ailleurs. En 2016, elle arrive sur 87.7 FM à Cholet.
- AlterNantes FM (98.1 FM) : Radio associative émettant également sur 91.0 FM à Saint-Nazaire.
- Eur@dioNantes (101.3 FM) : Radio associative orientée sur l'Europe. Elle souhaite se développer en RNT un peu partout en France.
- NTI (93.4 FM) : Radio associative basée à Saint-Philbert-de-Grand-Lieu axée sur les musiques électroniques.
- Fidélité (103.8 FM) : Radio locale chrétienne des Pays de la Loire. Elle émet dans la Loire-Atlantique et dans la Mayenne où se trouve une antenne locale, Fidélité Mayenne.

##### Les radios locales commerciales decatégorie B
- Alouette (89.5 FM) : Radio régionale des Pays de la Loire, du Poitou-Charentes, du Limousin et d'une partie du Centre et de la Région Bretagne. Ses studios se trouvent en Vendée, aux Herbiers.
- RCA (99.5 FM) : Radio commerciale provenant de Saint-Nazaire (100.1 FM). Elle émet aussi aux Sables d'Olonne (106.3 FM) (ex-fréquence de Oüi FM La Radio de la Mer).
- Hit West (ex-Radio Nantes, 100.9 FM) : Radio régionale du Grand Ouest. Elle appartient au groupe Précom qui détient aussi Radio Cristal en Haute-Normandie et les régies pubs de Virgin Radio dans les Pays de la Loire et la Bretagne. Son siège est à Nantes, dans les bureaux de Ouest France, qui détient Précom.

##### Les réseaux nationaux proposant des décrochages locaux (catégorie C)
- Virgin Radio Nantes (94.7 FM) : antenne locale nantaise de Virgin Radio. Sa régie publicitaire est détenue par Précom.
- Nostalgie Nantes (96.8 FM) : antenne locale nantaise de Nostalgie. Son programme local est aussi proposée sur la même fréquence à Redon.
- RTL2 Nantes (97.7 FM) : antenne locale nantaise d'RTL2.
- NRJ Nantes (102.4 FM) : antenne locale nantaise d'NRJ.
- Fun Radio Atlantique (103.4 FM) : antenne locale nantaise de Fun Radio. Elle émet aussi son programme local à Saint-Nazaire (103.6 FM).
- Chérie FM Nantes (106.2 FM) : antenne locale de Chérie FM.

Elles diffusent toutes des infos locales le matin et un programme local l'après-midi.

### Cultes
Les Nantais disposent de lieux de culte des principales religions : christianisme, islam, judaïsme, bouddhisme.

#### Christianisme

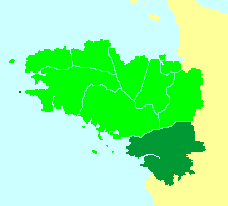
L'ancien évêché de Nantes.

- Catholique

En ce qui concerne le catholicisme, le diocèse de Nantes fait partie de la province ecclésiastique de Rennes. Le territoire de la commune de Nantes est divisé en dix-neuf paroisses réparties au sein de cinq zones pastorales. Cette religion est présente dans la ville depuis très longtemps, son premier évêque, Saint Clair ayant officié dès les années 290. Nantes possède une cathédrale. Les églises érigées avant la séparation de l’Église et de l’État (1905), appartiennent à la ville de Nantes. Celles postérieures à cette date appartiennent au diocèse, à l’exception des églises Saint-Médard de Doulon et Sainte-Madeleine, reconstruites à la suite de sinistres ayant détruit les édifices datant d’avant 1905.
Les catholiques traditionalistes sont établis à Nantes selon leurs différentes sensibilités. D'abord, vient la Fraternité sacerdotale Saint-Pie-X, présente depuis 1981, qui vient d'achever la construction de l'église Saint-Émilien dans le quartier Saint-Félix. Ensuite, la Fraternité sacerdotale Saint-Pierre qui s'occupe de la paroisse Saint-Clément dont les familles envoient généralement leurs enfants dans l'institut (comprendre allant de la maternelle au collège) Charlier pour les garçons (200 élèves) et Sainte-Catherine-de-Sienne pour les filles (250 élèves, fondé par les dominicaines du Saint Esprit). Enfin, une communauté sédévacantiste est également installée rue d'Allonville depuis 1980 en la chapelle du Christ-Roi.
- Orthodoxe

L'Église orthodoxe La Résurrection célèbre dans la chapelle Saint Jean de Bosco, rue du moulin des Carmes. Elle est rattachée à l'archevêché des églises orthodoxes russes en Europe occidentale, qui est relié canoniquement à l'Église orthodoxe russe.
Le culte orthodoxe se pratique également à l'église orthodoxe Saint-Basile-de-Césarée-et-Saint-Alexis-d'Ugine construite en bois dans le style des édifices religieux que l’on trouve en Russie. Elle dépend du Vicariat de tradition russe auprès de la Métropole grecque de France.
- Protestant

Le culte protestant réformé se pratique au temple protestant de Nantes, place Édouard-Normand. La paroisse est membre de l'Église protestante unie de France. Interdit à partir de la révocation de l'édit de Nantes, le culte est de nouveau célébré librement dès la Révolution française, de 1805 à 1855 rue des Carmélites, puis dans un temple monumental place de l'Édit-de-Nantes, détruit en 1943 lors d'un bombardement.
D'autres Églises de tendance évangéliques ont des salles de culte à Nantes, telles que l'Église adventiste du septième jour, l'Église chrétienne évangélique, l'Église baptiste, l'Église luthérienne malgache, l’Église de Jésus-Christ des saints des derniers jours est présente à Nantes avec une paroisse. Les Témoins de Jéhovah présents à Nantes depuis les années 1930 mais réellement structurés début des années 1950. On compte huit lieux de cultes dites salle du Royaume et une vingtaine d’assemblées à Nantes métropole.
- Autre
- Une paroisse de la Trinité-Saint-Clair, établie au 63, rue Stendhal, dépend de l'Église catholique orthodoxe de France[223].

#### Islam

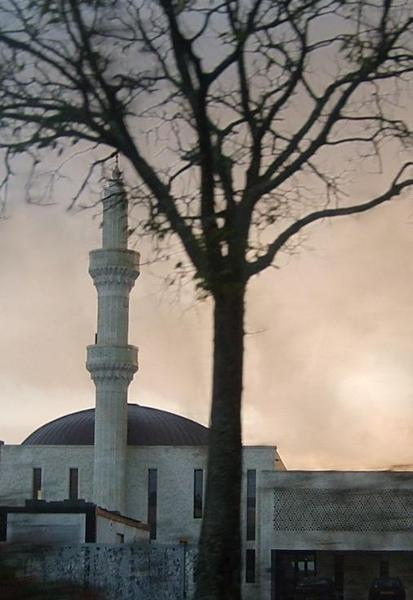
La mosquée Osmanli.

La ville de Nantes et les différentes communautés musulmanes ont engagé en 2009 une politique de construction de mosquées. La mairie facilite cette construction par des baux emphytéotiques aux loyers modérés. Trois grandes mosquées ont ainsi été construites : la mosquée Arrahma, la mosquée Osmanli (dite « mosquée des Turcs »), à l'architecture traditionnelle ottomane avec un minaret haut de 18 mètres et la mosquée Assalam de style maghrébin inaugurée en 2012. D'une surface d'environ 3 100 m2, ce qui en fait le plus grand édifice affecté au culte musulman dans l'Ouest de la France, elle adopte un style moderne, avec un minaret éclairé.

#### Judaïsme
Depuis 1870, la communauté juive célèbre le culte israélite dans la synagogue de Nantes, située rue Copernic.

#### Autres religions
- La communauté bouddhique nantaise se retrouve au centre d'étude et de méditation du bouddhisme tibétain[229].
- Un temple du culte antoiniste, dédicacé le 10 novembre 1929, est situé 11 rue de la Constitution, dans le quartier Chantenay[230],[231].

### Garnison
Jusqu'en juin 2010, les unités militaires stationnées à Nantes étaient la 9e brigade légère blindée de marine et le 22e bataillon d’infanterie de marine, depuis le 1er juillet 1999. À cette date a été créé l'État-major force 2 (EMF2) basé au quartier Richemont. À la suite d'une réorganisation de l'armée française, le 22e bataillon d’infanterie de marine est dissous le 30 juin 2010, tandis que la 9e brigade légère blindée de marine est déplacée à Poitiers en juillet 2010. Il reste une centaine de militaires basés à Nantes, logés dans la caserne Richemont (quartier Mitrie). Les bâtiments rendus libres à cette date sont mis en vente ou susceptibles de l'être, par exemple l'hôtel du 11e corps d'armée (place Maréchal-Foch). La mairie de Nantes projette l'acquisition de la caserne Lamoricière (rue du Général-Buat) pour la création d'un écoquartier. L'ancien couvent de la visitation (rue Gambetta), qui abritait jusqu'ici le cercle de garnison, est destiné à devenir une résidence de standing pour personnes âgées.
La gendarmerie est répartie dans la légion départementale des Pays de la Loire, le groupement de gendarmerie départemental de la Loire-Atlantique (le commandement du groupement de gendarmerie est à Saint-Herblain, la compagnie de gendarmerie de Nantes était basée à la caserne Lafayette), et la légion de gendarmerie départementale des Pays de la Loire (qui relève de la région de gendarmerie ouest de Rennes) dénommée groupement III/3 de gendarmerie en Loire-Atlantique (avant la récente réorganisation de l'armée le commandement était basé caserne Lamoricière où se trouvait l'escadron de gendarmerie mobile 31/3, l'escadron 31/5 se trouvant quartier général Bourgeois). Après le départ de la compagnie de gendarmerie en 2011, la caserne Lafayette située place Aristide-Briand, sera réaménagée, afin d'héberger des commerces, des logements et un spa-balnéo.
La marine nationale est présente indirectement avec l'École Nationale de Sécurité et d'Administration de la Mer (ENSAM), qui est hébergée dans les locaux de l'école de Marine Marchande. Même s'il ne s'agit pas d'une unité militaire stricto sensu, puisqu'elle dépend des affaires maritimes, elle forme cependant chaque année une trentaine d'officiers de la marine, administrateurs et OCTAAM, et est elle-même dirigée par des militaires.
À ceci s'ajoutent la délégation militaire départementale de la Loire-Atlantique, et les services spécialisés : Centre de télécommunication et de l'informatique no 2, le Bureau postal des armées, le Service médical, le Centre du Service national, le Centre de ravitaillement des essences et la Direction générale pour l'armement.

## Économie

### Secteurs clés
L'économie nantaise a d'abord été liée à la Loire, puis à l'océan Atlantique. Après son essor économique lié au trafic maritime — principalement la traite des esclaves — au XVIIe siècle, Nantes a connu une forte industrialisation au XIXe siècle. L'expansion des zones d'habitation et la désindustrialisation générale sur le territoire de la France ont conduit à la prédominance du secteur tertiaire dans l'économie de la commune, même si le secteur industriel n'est pas pour autant délaissé puisque l'agglomération se situe au 1er rang français pour l’agroalimentaire, le 2e pôle aéronautique national, ainsi que la 2e place financière en région. Par ailleurs elle constitue un lieu stratégique pour la filière bois et les matériaux.
Quatre pôles de compétitivité impliquant directement la métropole Nantes Saint-Nazaire ont été labellisés par l'État, mettant en synergie industriels, laboratoires et écoles :
- EMC2 Ensembles métalliques et composites complexes ;
- Atlantic Biothérapies ;
- Génie civil ;
- Images et réseaux.

L'objectif est de développer leur compétitivité et leur visibilité internationale en valorisant leurs atouts respectifs, notamment en matière d'innovation et de recherche.
Le 12 novembre 2014, Nantes devient l'une des neuf métropoles françaises labellisées « French Tech » par le Ministère de l'Économie, du Redressement Productif et du Numérique.
Nantes est la septième ville française la plus visitée : deux millions y passent au moins une journée chaque année et la ville est en tête du classement Booking des dix plus durables en France, devant Angers, Lyon, Strasbourg et Carcassonne.
Les terminaux nantais de Cheviré (produits forestiers, engrais, ferraille, sable) et de Roche-Maurice (céréales, engrais, fonte), représentent 10 % du total du trafic du Grand port maritime de Nantes-Saint-Nazaire.

### Entreprises
L'Insee dénombre 19 340 établissements actifs sur le territoire de la commune de Nantes au 1er janvier 2011.
| Secteur d'activité                          | Nantes | France |
| ------------------------------------------- | ------ | ------ |
| Administration, enseignement, santé, social | 15,2 % | 12,9 % |
| Commerce, transports, services              | 74,4 % | 66,6 % |
| Industrie                                   | 4,6 %  | 6,9 %  |
| Construction                                | 5,8 %  | 13,9 % |

### Attractivité
En 2018, Nantes a été classée au niveau Gamma- par le classement GaWC 2018 des villes mondiales établi par l'Université de Loughborough en Angleterre. Nantes est la troisième ville française classée au GaWC, derrière Paris et Lyon. Le niveau Gamma- regroupe des villes comme Cologne, Ottawa, San Antonio ou Orlando. Nantes devance ainsi des villes françaises comme Strasbourg, Lille, Toulouse, Bordeaux, Montpellier ou Nice, ainsi que d'autres cités comme Edmonton, Dortmund, Pittsburgh, Lausanne, Cincinnati, Macao, Florence, La Nouvelle-Orléans, Hanovre, Gênes ou encore Las Vegas.

### Revenus de la population et fiscalité
En 2011, le revenu fiscal médian par ménage était de 24 774 €, ce qui plaçait Nantes au 25 123e rang parmi les 31 886 communes de plus de 49 ménages en métropole.
En 2015, la ville de Nantes comptait 2 084 assujettis à l'impôt de solidarité sur la fortune (ISF), ceux-ci possédaient un patrimoine moyen de 2 669 573 € et se sont acquittés en moyenne de 9 709 € d'impôt.

### Monnaie locale
Une monnaie locale, le SoNantes, est lancée en avril 2015. En 2020 elle fusionne avec le Retz’L, monnaie locale du pays de Retz au sud-ouest de l'agglomération nantaise pour donner une nouvelle monnaie locale, Moneko, lancée en juin 2020 et qui entre en circulation en novembre 2020.

## Culture locale et patrimoine

### Patrimoine architectural

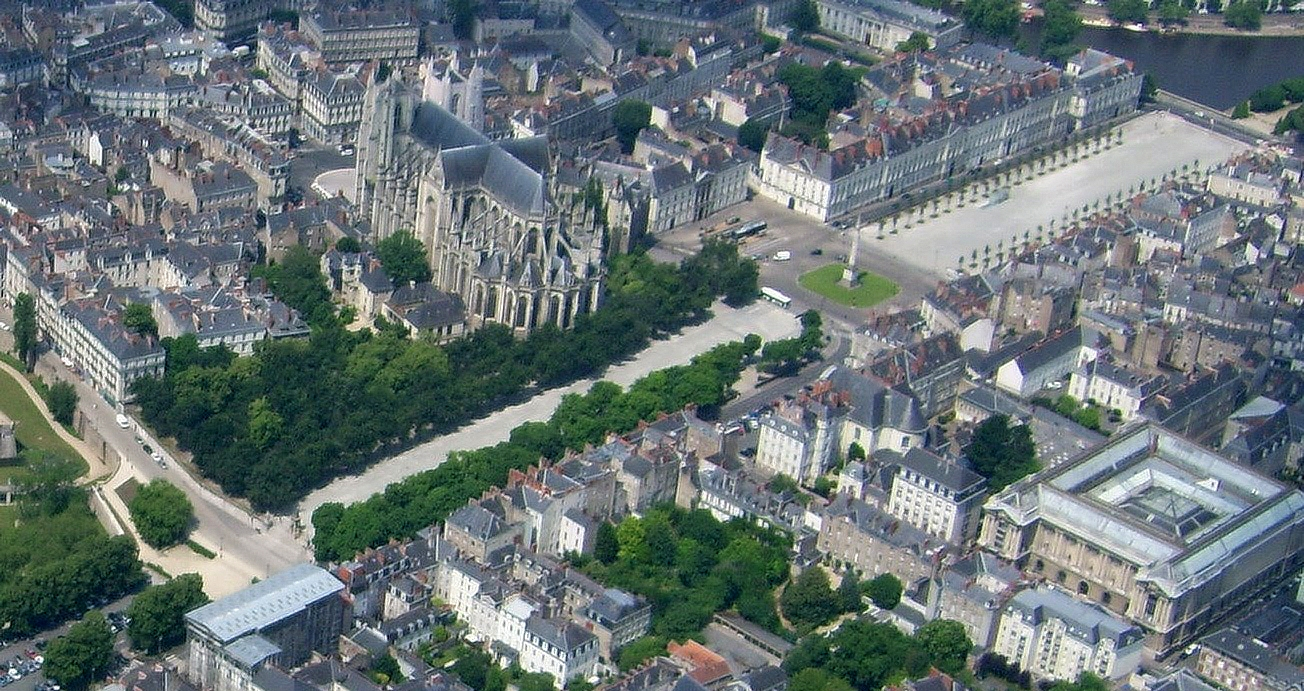
Les cours Saint-Pierre et Saint-André.

Nantes appartient au réseau des Villes et pays d'art et d'histoire, animé par le ministère de la Culture et les collectivités territoriales, et qui rassemblent les villes soucieuses de préserver et de promouvoir leur patrimoine.
Ainsi, en 1972, la ville a délimité un secteur sauvegardé compris entre le quai de la Fosse et les cours Saint-Pierre et Saint-André et incluant notamment le château, la cathédrale, le quartier du Bouffay, l'île Feydeau, la place Royale et le quartier Graslin. Avec 126 hectares, il est l'un des secteurs sauvegardés les plus importants de France.
Par ailleurs, Nantes est riche d'un patrimoine statuaire important disséminé dans la ville ainsi que de quatre fontaines Wallace.
Le maire, Jean-Marc Ayrault, souhaitait faire inscrire la ville et l'estuaire de la Loire au patrimoine mondial de l'UNESCO.

#### Château des ducs de Bretagne

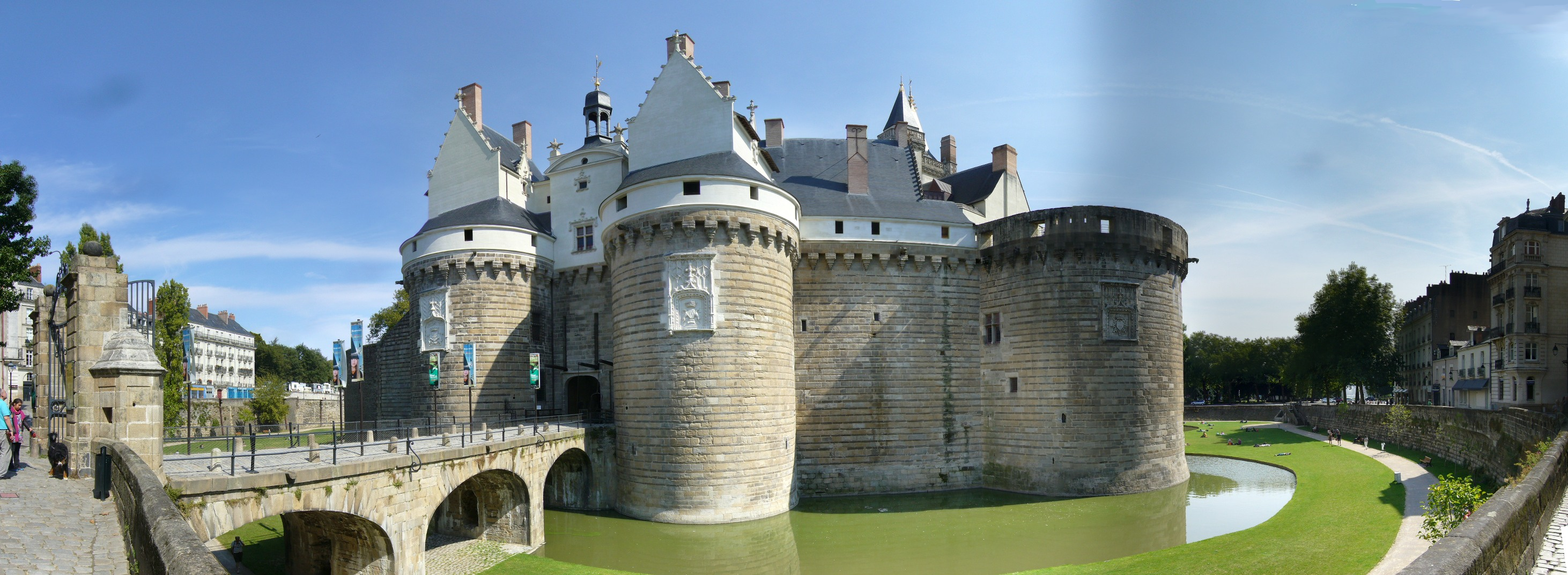
Entrée du Château entre les tours du Pied-de-Biche et de la Boulangerie.

Le château des ducs de Bretagne est situé sur la rive droite de la Loire dans le centre-ville de Nantes. Il était la résidence principale des ducs de Bretagne du XIIIe au XVe siècle. C'est une forteresse constituée de sept tours reliées par des courtines. La cour possède plusieurs bâtiments datant des XVe, XVIe et XVIIIe siècles dont la résidence ducale construite en pierre de tuffeau.

#### Quartiers historiques
Le quartier médiéval du Bouffay, proche du château et de la cathédrale, à l'intérieur des limites de l'ancienne enceinte, date du XVe siècle. Il abrite un ensemble de maisons aux façades à pans de bois, à colombages et à encorbellements, ou reconstruites en pierre au XVIIIe siècle dans le parcellaire médiéval.

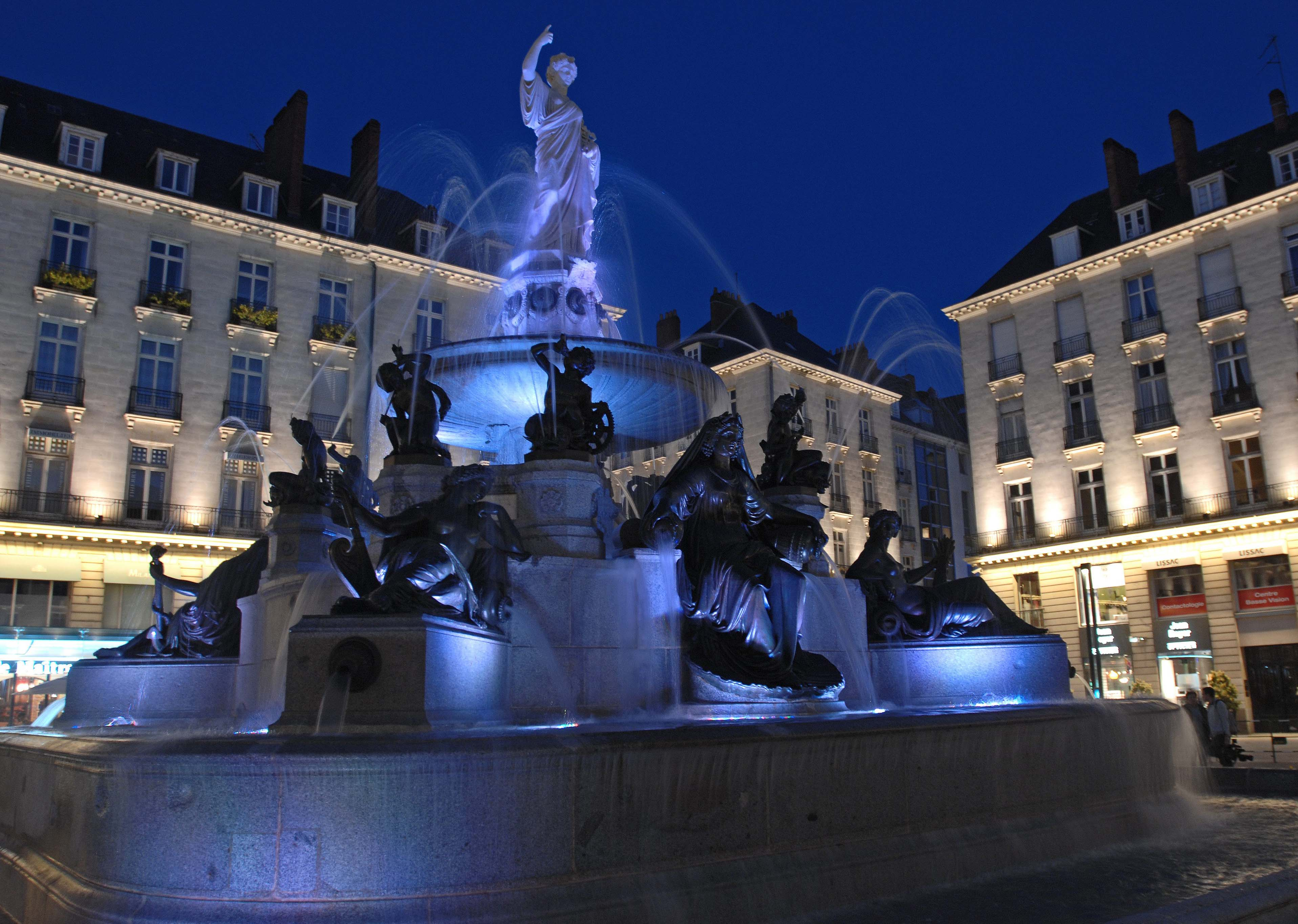
La fontaine de la place Royale.

Les bâtiments datant du XVIIIe siècle, dont les architectes les plus notoires sont Jean-Baptiste Ceineray et Mathurin Crucy, se situent dans les quartiers du cœur de la ville. On y retrouve plusieurs places comme la place Graslin avec le théâtre ; la place Royale, dont la fontaine représentant la Loire et ses affluents, les sols, les façades et les éclairages ont été rénovés en 2007 ; la place du Commerce, la plus animée du centre-ville et la place Maréchal-Foch avec sa colonne servant de piédestal à l'une des rares statues de Louis XVI existant en France. Ces places sont reliées par de larges perspectives comme le cours Cambronne (place Graslin), ou les cours Saint-Pierre et Saint-André (place Maréchal-Foch). Ces quartiers regroupent aussi l'ancien palais de Justice, situé place Aristide-Briand et dessiné par Chenantais, l'hôtel de préfecture de la Loire-Atlantique (ancien siège de la chambre des comptes de Bretagne), le palais de la Bourse, et enfin l'île Feydeau (rue Kervégan, Temple du Goût, Cour ovale), urbanisée en un seul ensemble, comparable à l'île Saint-Louis à Paris. Le quai de la Fosse et les rues qui y descendent, où se trouvaient les maisons de filles à matelots, constituent l'ancien port de Nantes.
Inaugurée en 1976, la tour Bretagne domine la ville du haut de ses 144 mètres. La maison des Compagnons du Devoir au sud de la gare, est pourvue d'un clocher tors. L'immeuble CGA date des années 1930, et a reçu le label « Patrimoine du XXe siècle », tandis que le Blockhaus DY10 témoigne de la période d'occupation allemande lors de la Seconde Guerre mondiale. Jean Nouvel est l'architecte du palais de justice de Nantes sur l'île de Nantes.
Le comblement à partir de 1929 des bras nord de la Loire et de l'Erdre canalisée (devenue le cours des 50-Otages) a grandement transformé le caractère de la ville ancienne. Le château des Ducs, la place du Commerce, les façades de l'île Feydeau et du quai de la Fosse se trouvaient à l'origine le long des quais, au bord de l'eau. Une figuration de quais a été reconstruite le long de la face sud de l'île Feydeau (conçu par l'urbaniste Bruno Fortier).

#### Patrimoine religieux

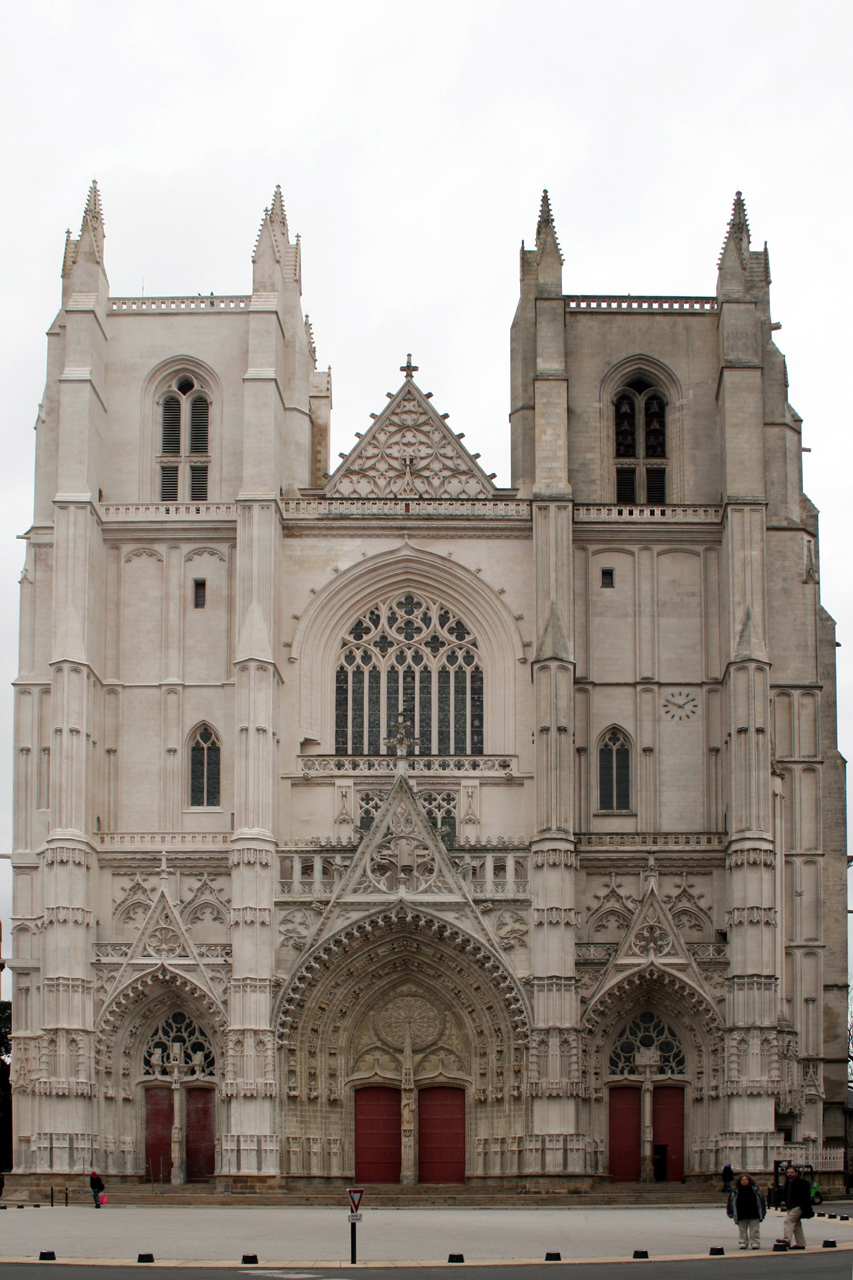
Cathédrale Saint-Pierre-et-Saint-Paul de Nantes.

La cathédrale Saint-Pierre-et-Saint-Paul, de style gothique, est située sur la place Saint-Pierre. L'édifice voit le jour sous l'impulsion du duc de Bretagne Jean V et de l'évêque Jean de Malestroit en 1434. Sa construction s'est déroulée jusqu'en 1891 (457 ans).
Cette cathédrale fait l'objet d'un classement au titre des monuments historiques depuis 1862.
La basilique Saint-Nicolas est l'un des premiers projets néogothiques de France datant du XIXe siècle. L'édifice se situe dans le centre-ville de Nantes. Cette église est construite par Jean-Baptiste-Antoine Lassus. Érigée en basilique le 28 octobre 1882, elle fait l'objet d'un classement au titre des monuments historiques depuis 1862.
L'église Notre-Dame-de-Bon-Port est construite en 1852 par les architectes Saint-Félix Seheult et Joseph-Fleury Chenantais. Elle est coiffée d'un dôme faisant référence à celui des Invalides de Paris. Elle fait l'objet d'un classement au titre des monuments historiques depuis 1975.
L'église Sainte-Croix, de style classique, est construite au XVIIe siècle puis modifiée au XIXe siècle notamment par l'architecte Théodore Nau en 1839 qui réalise le chœur flamboyant de l'église.
Trois grandes mosquées ont été construites entre 2009 et 2012. La mosquée Arrahma est située dans le nord de la ville. La mosquée dite mosquée Osmanli (ou « mosquée des Turcs ») est située boulevard du Bâtonnier-Cholet. La mosquée Assalam se trouve rue de la Roche.
Le temple de Nantes, lieu de culte protestant bâti place Édouard-Normand, inauguré en 1958, est conçu par l'architecte Victoire Durand-Gasselin. Il remplace un bâtiment plus ancien, construit en 1855 par Henri Driollet, et détruit par un bombardement lors de la Seconde Guerre mondiale.
L'église orthodoxe qui se situe 53, boulevard de la Beaujoire porte le nom de Saint-Basile-de-Césarée-et-Saint-Alexis-d'Ugine.
La synagogue se trouve impasse Copernic dans le centre-ville.

#### Patrimoine industriel

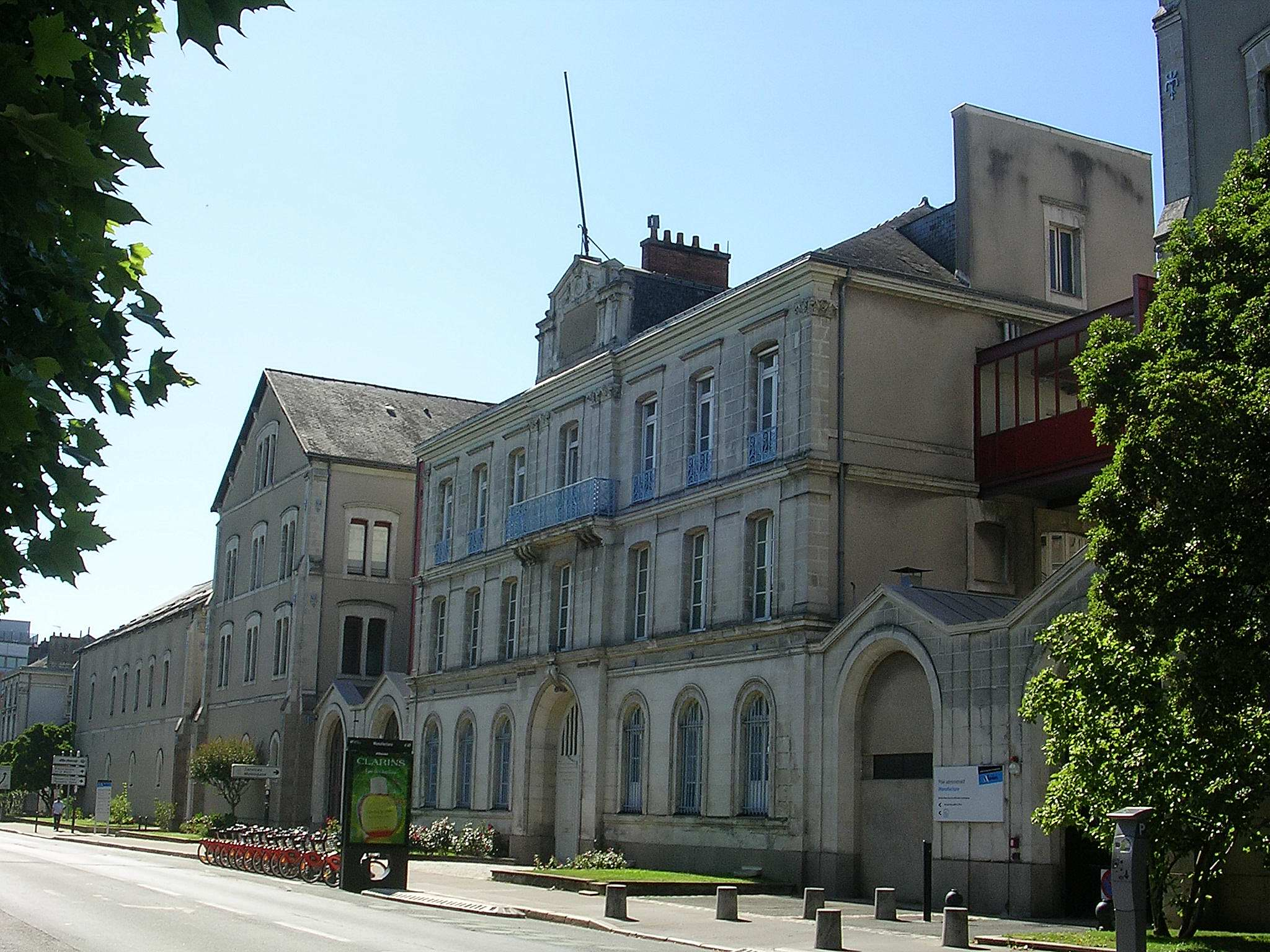
L'ancienne Manufacture des tabacs.

Le passé industriel de la ville lui a légué un patrimoine important, notamment la biscuiterie LU devenue Le Lieu unique.
L'ancienne Manufacture des tabacs, dessinée par Chenantais en 1861 d'après un prototype strasbourgeois et composée de cinq bâtiments, avec deux cours intérieures, fut réhabilitée dans les années 1980 afin d'accueillir services municipaux et logements et ainsi donner forme à un petit quartier proche du centre-ville.
La raffinerie de sucre Béghin-Say sur l'île Sainte-Anne, construite en 1936, a bénéficié en 1993 d'une rénovation la laissant apparaître en bleu et blanc.
L'usine des Batignolles a été fondée en 1919 par une entreprise spécialisée dans la mécanique pour chemin de fer.
Les anciens bureaux des Ateliers et chantiers de Nantes sont des vestiges des établissements de la construction navale à Nantes. Non loin de là se dressent deux grues Titan. La première mesure 34 mètres de haut, et a été montée par les ateliers Joseph Paris en 1954. La seconde grue monumentale, classée monument historique, est un modèle Titan 01. Cette grue a été mise en service en 1966-1967 et a fonctionné jusqu'en 2002.

#### Bâtiments commerciaux

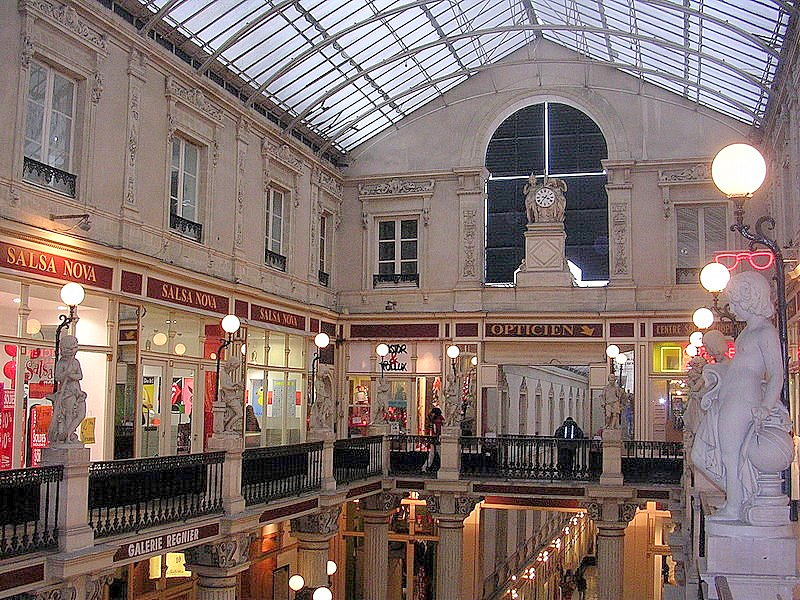
Le passage Pommeraye.

Le passage Pommeraye est une galerie marchande du centre-ville. Ce passage mixte constitué de commerces et d'habitats est construit sur trois niveaux de 1841 à 1843. Il s’organise autour d’un escalier central monumental et est orné de médaillons et statues, œuvres de Guillaume Grootaërs et Jean Debay. Le passage est classé monument historique en 1976.
Créé par Jules-César Decré vers la fin des années 1860, le bazar qui porte son nom est la première étape de ce qui deviendra plus tard l'empire Decré. Touché par les bombardements de 1943, l'établissement est reconstruit.
La brasserie La Cigale ouvre ses portes le 1er avril 1895. C'est une brasserie Belle Époque d'inspiration Art nouveau. Elle est classée monument historique en 1964.

### Principaux parcs et jardins

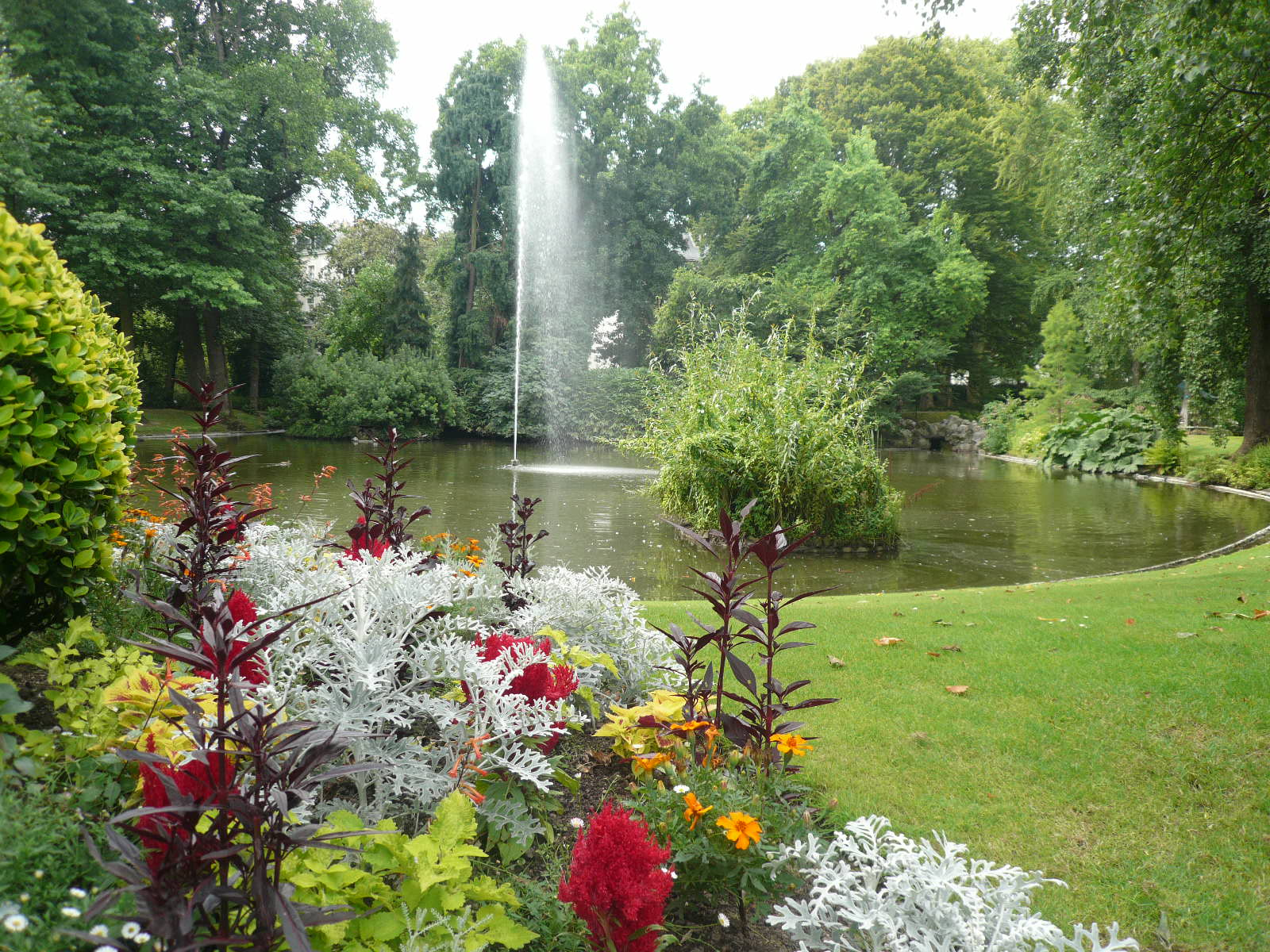
Le Jardin des plantes.

Nantes a obtenu quatre fleurs avec distinction Grand Prix aux palmarès 2006 et 2007 du concours des villes et villages fleuris. Le Service des espaces verts et de l'environnement de la ville de Nantes (SEVE) recense 95 parcs, jardins, cours, places et squares sous sa responsabilité.
Créé en 1807 et ouvert au public en 1865, le Jardin des plantes de Nantes est conçu selon les critères en vogue au XIXe siècle. La tradition de la mosaïculture y est maintenue, la décoration florale est agrémentée d'un grand nombre de cascades et pièces d'eau. On trouve dans ce parc de 73 280 m2, appelé officiellement jardin botanique, une collection d'épiphytes, une autre de cactées et succulentes, une présentation de la flore du Massif armoricain, une collection de camélias, et enfin le plus vieil arbre du jardin, le magnolia d'Hectot, planté en 1807 à l'âge de seize ans.

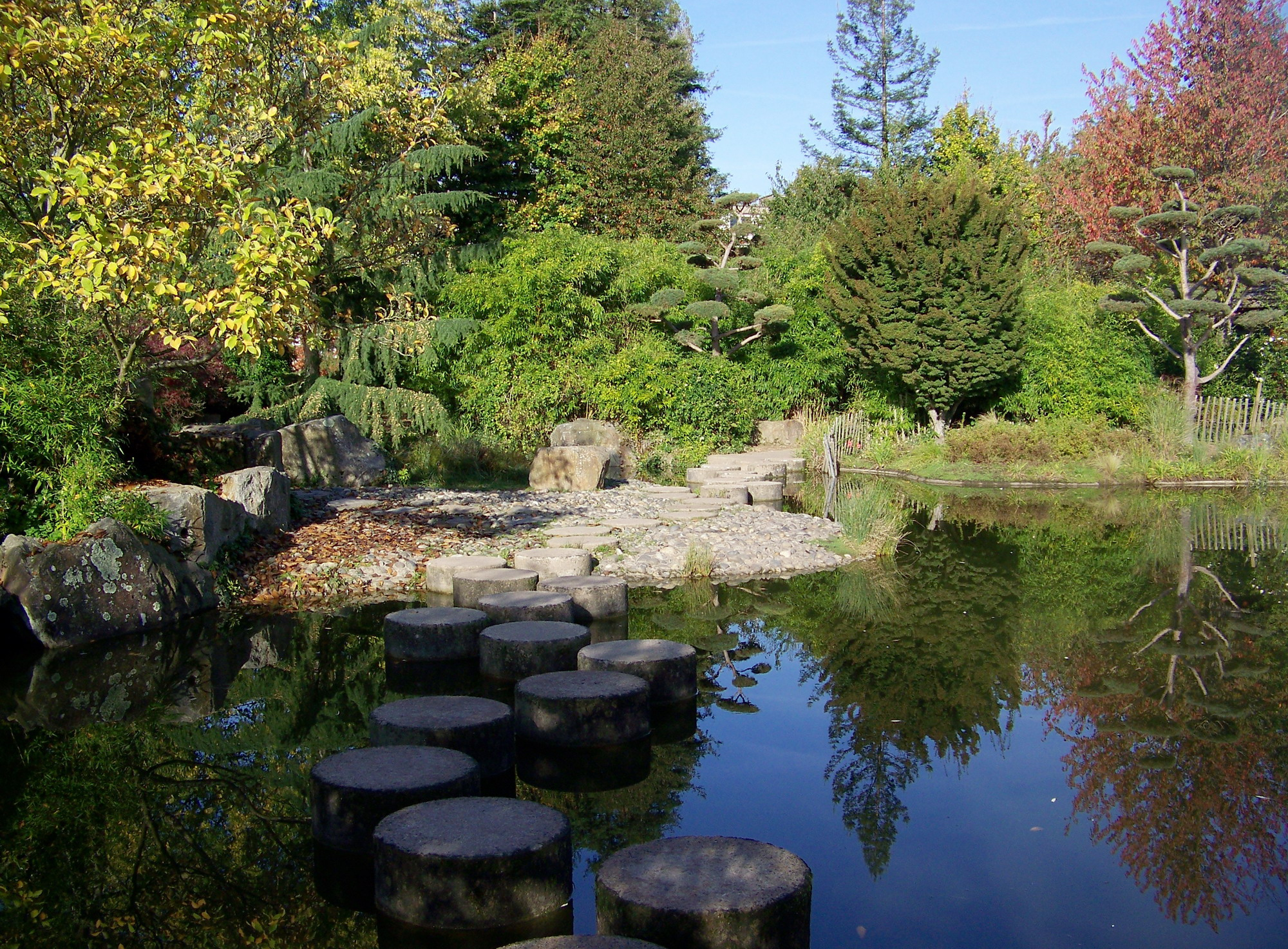
Aperçu du jardin japonais de l'Île de Versailles.

Le jardin japonais de l'île de Versailles offre un paysage de rocailles, de cascades, de plans d'eau, entourés de bambous, cerisiers du Japon, rhododendrons, camélias et cyprès chauves.
Plus classique, le parc de Procé était à l'origine le domaine entourant un manoir bâti en 1789. Le patrimoine végétal du parc s'est peu à peu enrichi avec des rhododendrons, magnolias, fuchsias, dahlias et bruyères. Le parc héberge un des plus vieux tulipiers de Virginie (Liriodendron tulipifera) de France.
Le parc floral de la Beaujoire, créé à l'occasion des Floralies de 1971, contient une des plus grandes fontaines monumentales d'Europe. La partie nord est consacrée à l'horticulture, principalement axée sur la rose, à laquelle trente-et-un sites sont consacrés et permettent l'exposition de 25 000 rosiers de 1 500 espèces différentes.
La Petite Amazonie, seul site classé Natura 2000 en milieu urbain, est un marécage sauvage situé au nord du quartier Malakoff et au sud de la gare. Le site est interdit au public mais des visites guidées sont organisées par la Ligue pour la protection des oiseaux.

### Ports de plaisance et accueil des paquebots

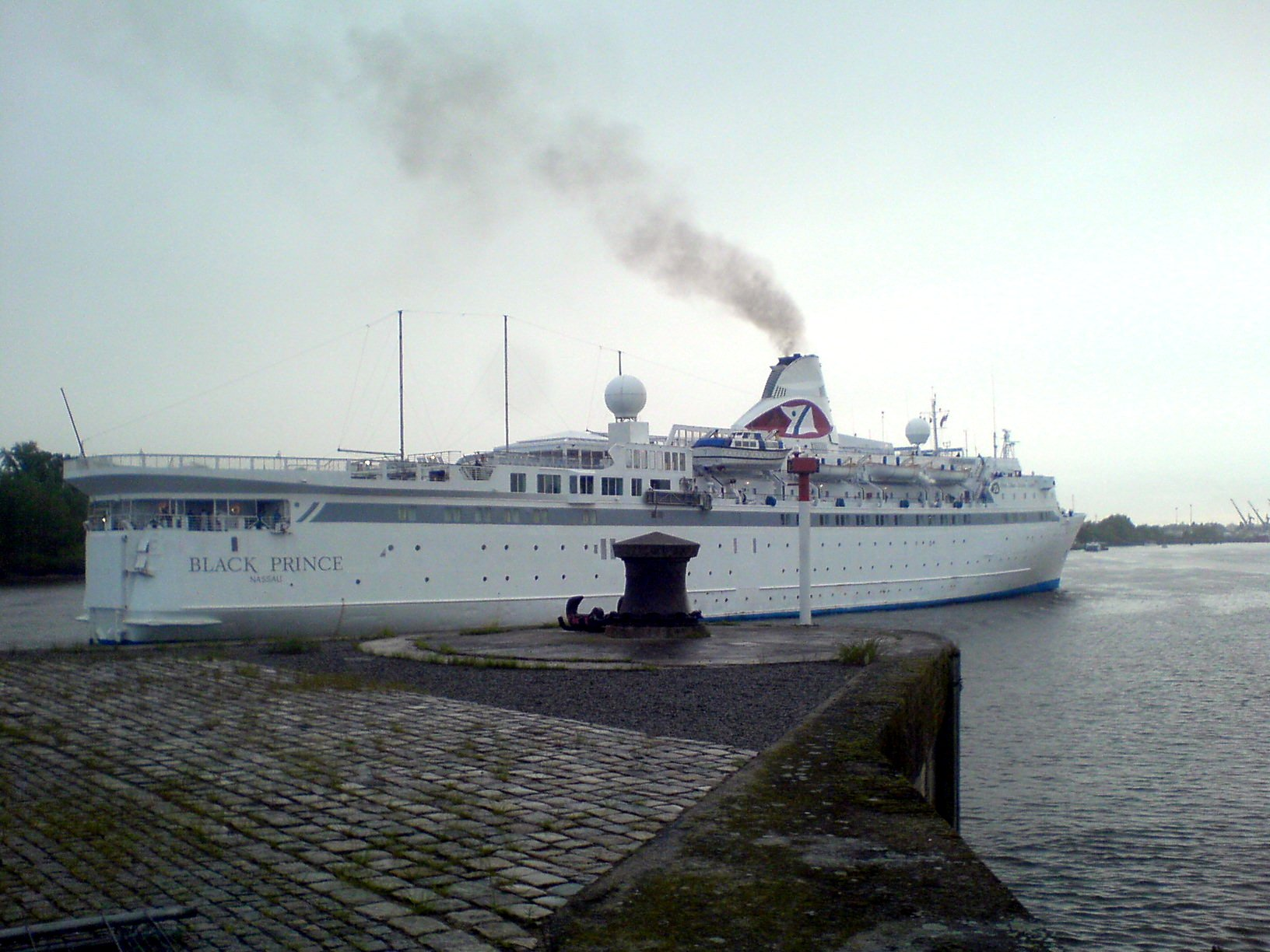
Le paquebot britannique Black Prince en escale à Nantes le 30 avril 2009.

Actuellement, la société d'économie mixte Nantes-métropole gestion équipements, sous l'enseigne Les 3 ports, gère trois zones principales d'accueil des bateaux de plaisance, dont une est à Nantes. Cette zone comprend deux sites en centre-ville : l'Erdre (bassin Ceineray et bassin Malakoff) et la Loire (ponton Belem et ponton des chantiers).
Le ponton Belem, installé en 2012 le long du quai de la Fosse (au pied du pont Anne-de-Bretagne), pour le trois-mâts barque Belem, est attenant au « ponton Anne-de-Bretagne » installé en 2009.
Le ponton des chantiers, installé en 2007 sur l'île de Nantes, au pied de la grue Titan jaune à l'extrémité ouest du parc des Chantiers.
Au sud-ouest de l'île de Nantes, le quai Président-Wilson est réservé en priorité aux navires à passagers. Il peut accueillir des paquebots ayant un tirant d'eau inférieur à 8 mètres et n'excédant pas 180 mètres. Toutefois, des « dérogations » sont obtenues jusqu'à 200 mètres. Cependant, ce quai n'est plus guère utilisé.
Depuis avril 2015, la société CroisiEurope fait naviguer sur la Loire en période estivale, un paquebot fluvial de croisière 90 mètres de long, le Loire Princesse, mue par une roue à aubes et comptant 48 cabines sur 3 ponts, construit aux Chantiers de l'Atlantique STX de Saint-Nazaire. Durant les 6 à 8 jours de navigation, il dessert successivement Nantes, Saint-Nazaire, Ancenis, Bouchemaine, Angers, avant de revenir à Nantes.

### Cimetières

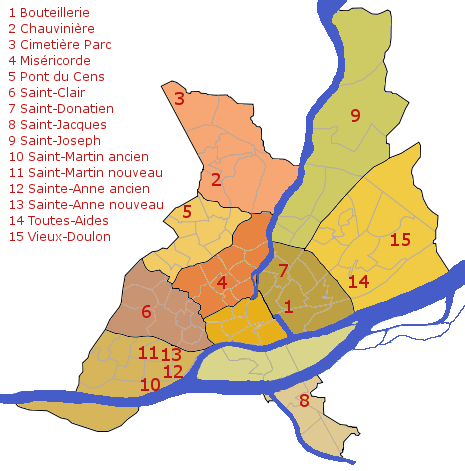
Plan donnant la position des cimetières dans la ville.

La ville dispose de quinze cimetières ouverts tous les jours, et ont pour noms : Bouteillerie, Chauvinière, Cimetière parc paysager, Miséricorde, Pont-du-Cens, Sainte-Anne ancien, Sainte-Anne nouveau, Saint-Clair, Saint-Donatien, Saint-Jacques, Saint-Joseph de Porterie, Saint-Martin nouveau, Saint-Martin ancien, Toutes-Aides et Vieux-Doulon.
Le plus ancien d'entre eux est le cimetière Saint-Donatien, qui jouxte la façade est de l'église du même nom. Il abrite la chapelle Saint-Étienne (anciennement chapelle Saint-Georges ou Saint-Agapit), le plus ancien édifice religieux du diocèse de Nantes.
Le cimetière Miséricorde est surnommé « le Père-Lachaise nantais ». Le long d'une allée bordée de cyprès et de tilleuls sont alignés une soixantaine de mausolées de style néogothique, qui abritent les défunts des « grandes familles » nantaises. La partie la plus ancienne accueille les cimetières juif et protestant. Jusque dans les années 1870, le carré juif était enclavé dans la partie réservée aux protestants.

### Patrimoine culturel

#### Musées

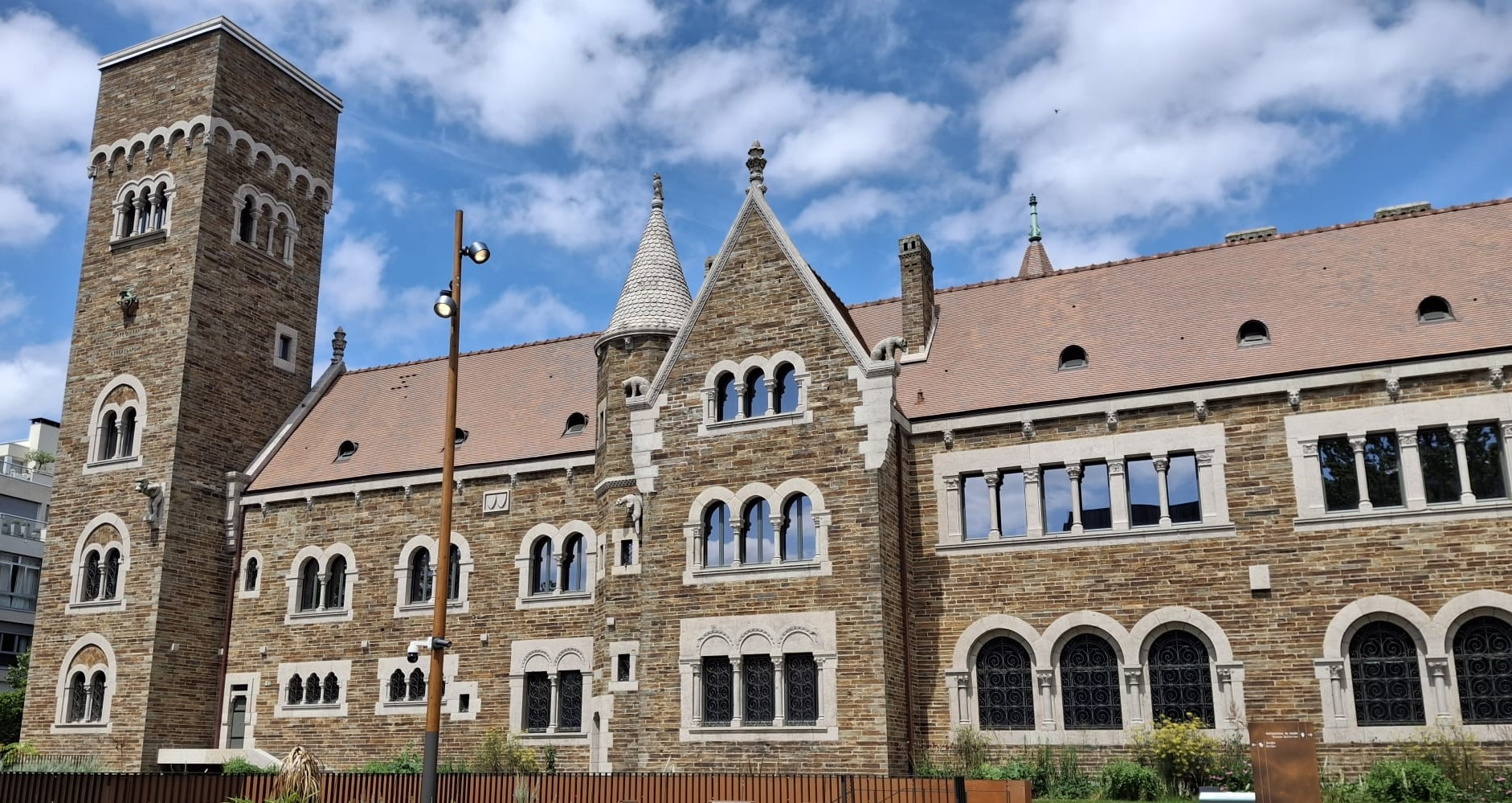
Aperçu du musée Dobrée.

Plusieurs musées consacrés à des domaines très variés sont implantés à Nantes. Parmi eux le Musée d'histoire, à l'intérieur du château des ducs de Bretagne, offre au public une rétrospective des activités nantaises au fil des siècles ainsi qu'une vaste ouverture au monde contemporain. Le musée des beaux-arts de Nantes dispose d'une importante réserve artistique composée essentiellement de peintures, ce qui lui permet de proposer un panorama complet de la peinture occidentale du XIIIe siècle à nos jours. Le musée Dobrée abrite une riche collection d'œuvres du Moyen Âge jusqu'au XXe siècle. Il rassemble aussi un très large éventail d’objets archéologiques allant de l'ère glaciaire jusqu'à la période carolingienne. Il abrite également l'écrin du cœur d'Anne de Bretagne.
Le musée Jules-Verne est entièrement consacré à la vie et l'œuvre de l'écrivain né à Nantes en 1828. Dans un tout autre registre, le muséum de Nantes présente des collections de sciences naturelles et abrite différentes collections de zoologie générale, de faune régionale, de minéralogie ainsi qu'un vivarium présentant reptiles et batraciens de toutes origines. Dans le domaine de l’astronomie, le planétarium de Nantes propose sous un dôme de 8 mètres de diamètre, des projections représentant le système solaire et les différentes constellations. Il est également équipé d'un planétaire numérique.
Enfin, le premier Mémorial de l'abolition de l'esclavage d’Europe a ouvert ses portes le 25 mars 2012, le long du quai de la Fosse, entre le pont Anne-de-Bretagne et la passerelle Victor-Schœlcher.

#### Équipements et salles de spectacles
Nantes dispose de plusieurs équipements consacrés à la culture et aux loisirs.
| Salle                                          | Places assises | Places debout | Capacité annexe |
| ---------------------------------------------- | -------------- | ------------- | --------------- |
| Parc des expositions de la Beaujoire           | 10 200         |               |                 |
| Warehouse                                      |                | +2 600        |                 |
| Cité des congrès de Nantes                     | 2 000          |               | 15-300          |
| Conservatoire à rayonnement régional de Nantes | 1 000          |               | 2 × 250         |
| Le Grand T                                     | 849            |               | 99-107          |
| La Fabrique Chantenay-Bellevue                 | 800            |               |                 |
| Théâtre Graslin                                | 784            |               |                 |
| Stereolux                                      | 570            | 1300          | 400             |
| Le Lieu unique                                 | 532            | 1 500-4 000   |                 |
| Salle Paul-Fort (La Bouche d'air)              | 503            |               |                 |
| Salle Bretagne (La Comédie Nantaise)           | 412            |               |                 |
| Salle Francine-Vasse                           | 348            |               |                 |
| Théâtre 100 noms                               | 341            |               |                 |
| Cinéma Bonne Garde                             | 337            |               |                 |
| Théâtre universitaire de Nantes                | 300            |               | 100             |
| Théâtre Beaulieu                               | 280            |               |                 |
| Théâtre du Sphinx                              | 148            |               | 50              |
| Théâtre de Jeanne                              | 120            |               |                 |
| La Compagnie du Café-Théatre                   | 120            |               | 70              |
| Le Pannonica                                   | 100            | 199           |                 |
| Le Lieu Magique                                | 100            |               |                 |
| Théâtre de Poche Graslin                       | 91             |               |                 |
| Théâtre de la rue de Belleville                | 90             |               |                 |
| Terrain Neutre Théâtre                         | 49             |               |                 |
| Théâtre du Cyclope                             | 49             |               |                 |
| Théâtre la Ruche                               | 49             |               |                 |
| Théâtre du RisCochet                           | 45             |               |                 |

La cité des congrès, centre d'affaires, de conférences, de congrès et de spectacles, fut édifiée de 1986 à 1992 d'après les plans de l'architecte Yves Lion.
Consacré aux foires-expositions et salons événementiels, le Parc des expositions de la Beaujoire est un complexe situé sur les bords de l'Erdre. Il accueille notamment les Floralies internationales de Nantes.
Le théâtre Graslin est une salle d'opéra. Il a été conçu par l'architecte Mathurin Crucy en 1788 et est situé sur la place du même nom. Le théâtre a été classé monument historique le 8 décembre 1998.
Le Lieu unique est un ancien bâtiment de la biscuiterie LU situé quai Baco, dû à l'architecte Auguste Bluysen. Une partie fut transformée par l'architecte Patrick Bouchain en un centre culturel.
Les autres lieux culturels importants sont le Warehouse au Hangar à bananes, le Pannonica, la salle Paul-Fort (animée par la Bouche d'air), Stereolux à La Fabrique pour la musique, la salle de L'Olympic étant fermée depuis le mois de juin 2011 ; le Grand T (anciennement Espace 44-Maison de la culture de la Loire-Atlantique) ; le TU (Théâtre universitaire), la compagnie du Café-Théâtre, le théâtre du Sphinx, le TNT (Terrain neutre théâtre), le théâtre Beaulieu-Sémaphore, le théâtre de Poche Graslin, le théâtre du Cyclope et la salle Vasse (dont la direction artistique a été confiée à la compagnie Science 89) pour la comédie et l'art dramatique.
En 2018, la compagnie de Théatre pour enfants Les trois chardons ouvre son théatre Nantais sur l'Ile de Nantes.

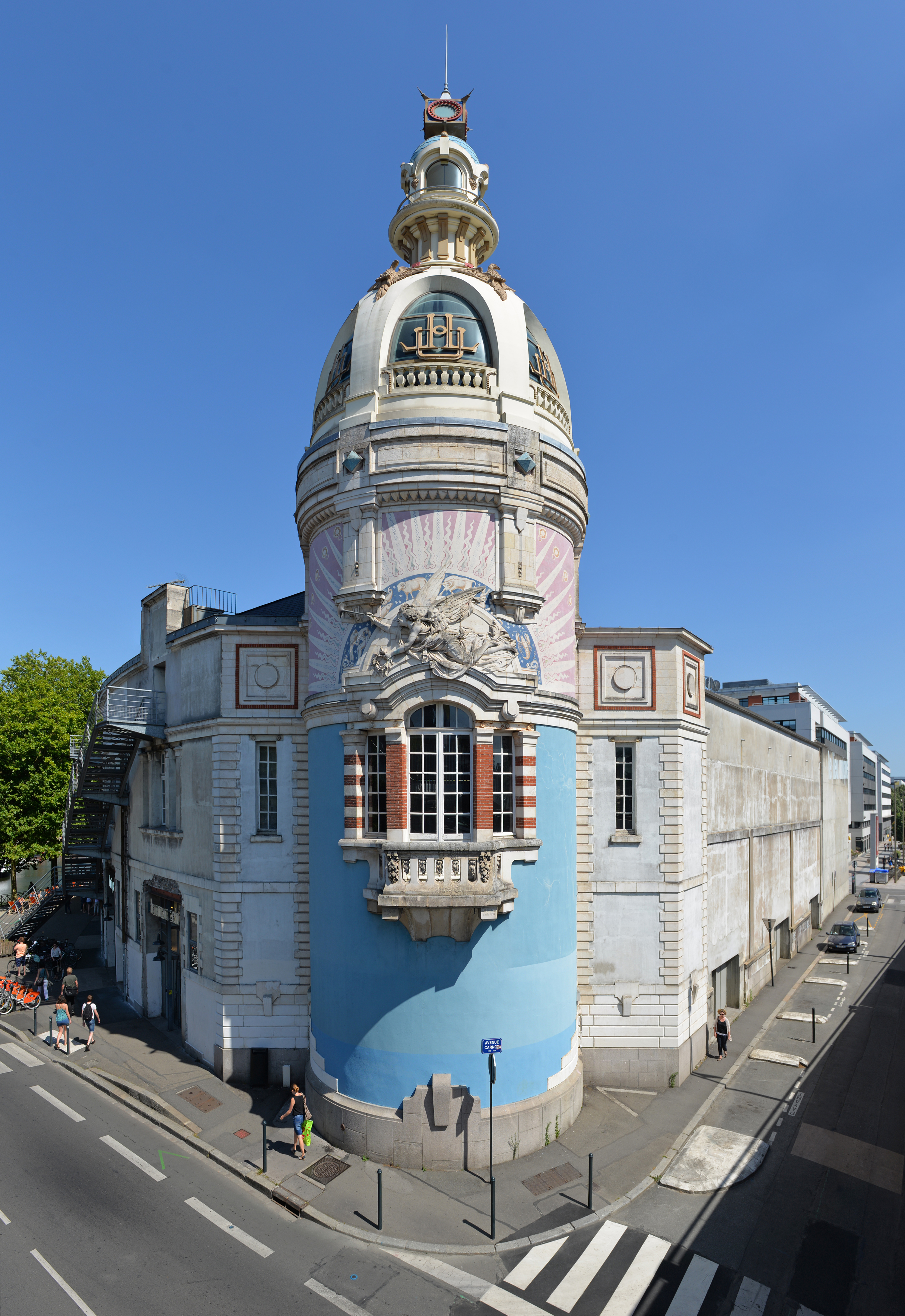
Tour LU du Lieu Unique.
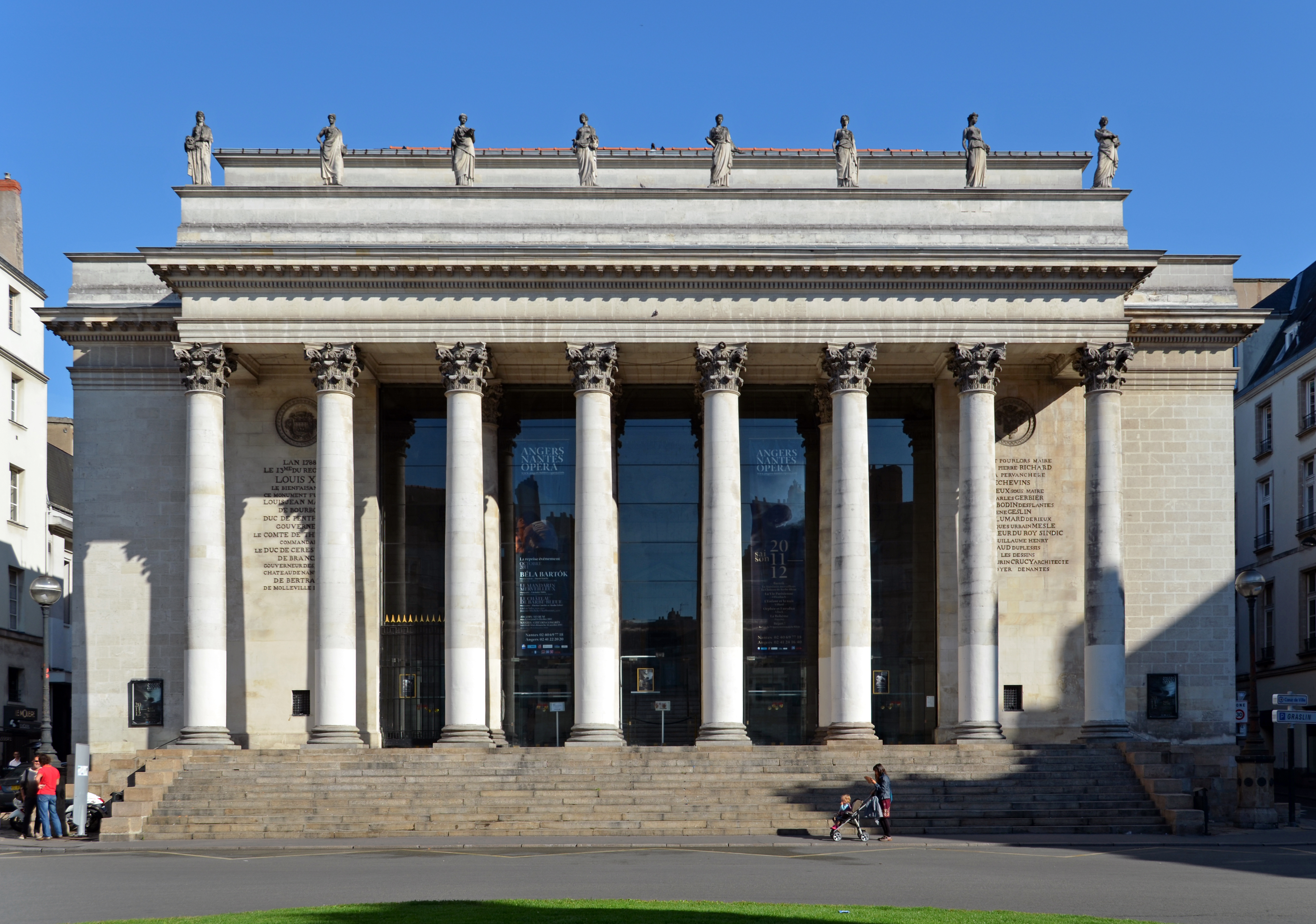
Le théâtre Graslin, dû à Mathurin Crucy, construit au XVIIIe siècle.
La Cité des congrès vue depuis les bords du canal Saint-Félix.

Pour les équipements consacrés au cinéma, quatre salles sont classées « art et essai » à Nantes : le Bonne Garde (quartier Saint-Jacques), Le Cinématographe près du château des ducs de Bretagne, le Concorde dans le quartier Zola et le Katorza près du théâtre Graslin,. Nantes dispose aussi de complexes cinématographiques. Un seul se trouve dans la ville même, le Gaumont de la place du Commerce.

#### Bibliothèque municipale
La bibliothèque municipale de Nantes est constituée de huit médiathèques et bibliothèques réparties sur le territoire : les médiathèques Jacques-Demy (centre-ville), Luce-Courville (nord), Floresca-Guépin (est) et Lisa-Bresner (ouest), ainsi que les bibliothèques du Breil (nord-ouest), de La Halvêque (nord est), de la Manufacture (sud-est) et de Chantenay (sud-ouest). La médiathèque principale, Jacques-Demy, est le siège de plusieurs fonds : patrimonial et fonds particuliers (Jules Verne, Pierre-Antoine Labouchère, Paul Louis Rossi, Bermond-Boquié, René Guy Cadou…). Pour l'ensemble des sites, la bibliothèque revendique 1 500 000 documents empruntés par an, et 46 000 abonnés.
Le musée Jules-Verne est un établissement culturel également géré par le réseau de la Bibliothèque municipale. Riche d'un très important fonds de manuscrits et d'ouvrages originaux liés à l'écrivain, il présente au public une exposition permanente, des évènements temporaires, l'accueil de groupes et des classes patrimoine.

#### Musique

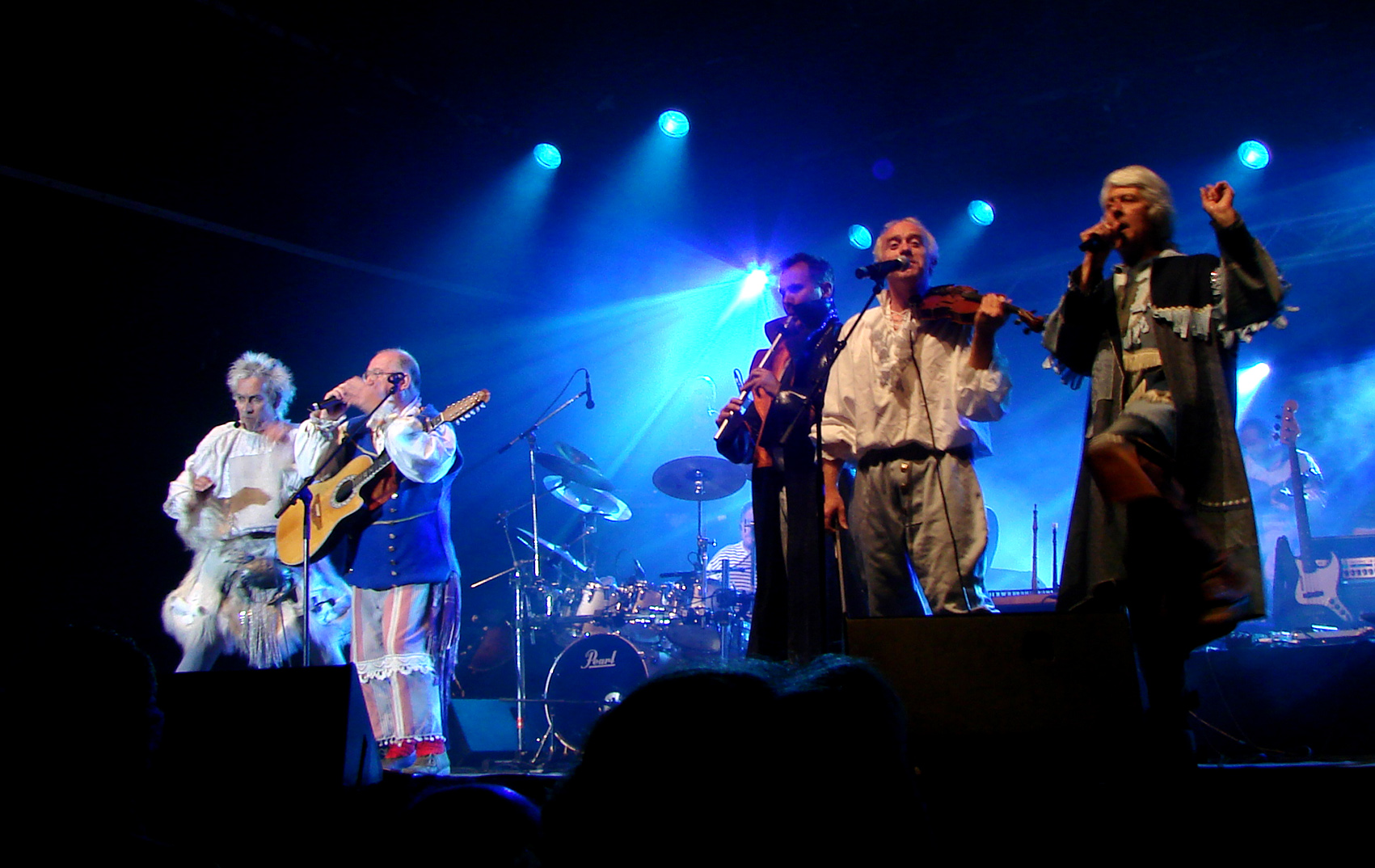
Le groupe nantais de musique bretonne Tri Yann.

À Nantes, la musique classique est représentée par différents orchestres. Il y a notamment l'Orchestre national des Pays de la Loire, dirigé par John Axelrod qui propose une saison symphonique à Nantes et Angers (siège social et logistique depuis sa création en 1971). Les musiciens sont répartis équitablement entre les deux villes. Angers-Nantes Opéra officie à Nantes au Théâtre Graslin et à Angers au Grand Théâtre.
La Philhar, orchestre d'harmonie de Nantes, est composée de musiciens amateurs (70 %) et professionnels (30 %) sous la direction musicale de Frédéric Oster.
Le Bagad de Nantes représente la musique traditionnelle bretonne.
Le rock nantais tient aussi une place importante. Celui-ci connaît un essor dans les années 1980 avec notamment Elmer Food Beat puis c'est en 1990 qu'une seconde vague rock arrive avec tout d'abord Dominique A puis plusieurs groupes comme Dolly. Le groupe le plus emblématique de la ville reste cependant Tri Yann, toujours en activité plus de 40 ans après sa fondation.
Plusieurs chansons ont pour thème ou cadre la ville de Nantes. Dans les chansons traditionnelles se détache le célèbre Dans les prisons de Nantes remise au goût du jour par les Tri Yann dans les années 1970. La chanson de marins Jean-François de Nantes est également connue. La chanteuse Barbara écrit et interprète Nantes, l'une de ses plus grandes chansons.
Enfin, Nantes est bien représentée sur la scène hip-hop puisque les membres composants le groupe de DJ's C2C sont originaires de Nantes. Certains sont également membres du groupe de rap Hocus Pocus. Tous se rencontrèrent au lycée Gabriel-Guist'hau, situé au nord-ouest du centre-ville.

#### Nantes et la littérature
Nantes apparaît dans plusieurs œuvres littéraires. On cite souvent la phrase très favorable d'André Breton dans Nadja où il écrit : 

« Nantes : peut-être avec Paris, la seule ville de France où j'ai l'impression que peut m'arriver quelque chose qui en vaut la peine, où certains regards brûlent par eux-mêmes de trop de feux [...], où pour moi la cadence de la vie n'est pas la même qu'ailleurs, où un esprit d'aventure au-delà de toutes les aventures habite encore certains êtres, Nantes, d'où peuvent encore me venir des amis. »

En revanche, Jules Verne, qui a passé son enfance et son adolescence à Nantes, n'en a pas gardé un bon souvenir, comme le montre un poème qu'il a écrit par la suite, La Sixième ville de France. Il s'agit d'un sonnet qui débute ainsi : 
Un quartier neuf et présentable

Entre bon nombre de hideux

Des sots bâtissant sur le sable

En affaires peu scrupuleux…
 Dans Antoine Bloyé (1933), Paul Nizan situe à Nantes les dernières années du personnage central : son installation après la retraite en 1924, sa mort en 1927 et ses funérailles au cimetière de Miséricorde. Il parle de Nantes dans une tonalité beaucoup plus terne qu'André Breton : 

« Nantes est une ville où le commerce de mer, les banques, les usines, les faces blanches des femmes dévotes, la mort et l'inquiétude sont les éléments mystérieux d'une vie que nulle autre ville française n'impose à ses habitants. [...] Cette ville était peut-être celle où Antoine pouvait le moins facilement trouver le repos qu'il cherchait [...] Nantes ne pouvait être pour lui que la ville où l'on s'installe pour attendre la mort, la ville d'où l'on ne déménagera plus. »

Nantes est aussi évoquée par Paul Nizan dans son roman La Conspiration (1938) à travers le personnage d'André Simon, chartiste, fils d'un commerçant en soieries de la rue Crébillon.
Paul Guimard situe une bonne partie de son roman L'Ironie du sort (1961) à Nantes : 

« Il pleuvait lorsque le camion freina rue Mercœur, devant la porte d'Antoine, un de ces grains venus du golfe de Gascogne, qui remontent comme par erreur l'estuaire de la Loire mais qui, loin dans les terres, restent encore marins et crèvent sur la ville ainsi que sur un navire. »

Julien Gracq quant à lui personnifie Nantes dans La Forme d'une ville (1985) : 

« Ville du vin, et non du cidre, presque autant vendéenne que bretonne, mais solidement accrochée et retenue aux dernières pentes du sillon de Bretagne, n'aventurant qu'un pied peureux vers les grèves déjà méridionales de la rive gauche, elle semble regarder les rivages de Saint-Sébastien et de Trentemoult comme les lisières d'un pays de Cocagne, pays où elle puise sa sève populaire, pays qui la séduit et qui l'attire, mais dont un fleuve difficile lui a mesuré chichement les accès. »

Michel Chaillou, né à Nantes, évoque sa ville natale dans plusieurs de ses romans à caractère biographique : La Croyance des voleurs (1989), Mémoires de Melle (1995), 1945 (2004) et La Fuite en Egypte (2011) : « Nantes bat comme un cœur, le cœur de ma mémoire. Systole, diastole. Un souvenir s'en va, un autre s'éloigne » (1945). Les manuscrits de La Croyance des voleurs et de La Fuite en Egypte ont été donnés par Michel Chaillou à la ville de Nantes et sont conservés à la Médiathèque Jacques Demy.

#### Nantes et le cinéma
Un certain nombre de films ont pour cadre la ville de Nantes. En 1926 Luitz-Morat tourne Jean Chouan au château des ducs. En 1946, Maurice Gleize y tourne en partie Le Bateau à soupe dans lequel un trois-mâts, le Duchesse Anne, sert de toile de fond à l'intrigue. En 1961, c'est Jacques Demy, nantais d'origine, qui réalise Lola, l'histoire d'une danseuse de cabaret qui retrouve un ami d'enfance dans le passage Pommeraye. Un autre Nantais, Denys de La Patellière, prend la ville pour cadre en 1965 avec son film Le Tonnerre de Dieu.
Si Nantes est la ville dans laquelle les personnages des Mariés de l'an II de Jean-Paul Rappeneau évoluent au début du film sorti en 1971, aucune scène n'y est tournée. En revanche, un autre film, sorti en 1974, a pour cadre Nantes, et certaines scènes y sont tournées : L'Ironie du sort, d'Édouard Molinaro, inspiré du roman éponyme, basé lui-même sur l'histoire de l'action de résistants français ayant conduit à la mort Karl Hotz en 1941.
Au début des années 1980, Michel Léviant tourne à Nantes La Gueule du loup, mettant en scène la ville portuaire. C'est aussi le cas de Jacques Demy qui revient dans sa ville d'origine pour réaliser Une chambre en ville en 1982. Il dépeint les grèves des chantiers navals de 1955. En 1991 et 1993, le réalisateur Jean-Loup Hubert sort les films La Reine blanche et À cause d'elle, qui ont la ville en toile de fond. C'est en 1991 qu'Agnès Varda, compagne de Jacques Demy, réalise le film qui retrace l'enfance nantaise de Demy, Jacquot de Nantes.
En 2001, Pascal Thomas y tourne Mercredi, folle journée !. Une partie de l'action d'Un baiser, s'il vous plaît !, film d'Emmanuel Mouret, se déroule et est tournée à Nantes en 2007. La Mer à l'aube est un téléfilm, réalisé par Volker Schlöndorff en 2011, qui traite des exécutions d'otages à Nantes et Châteaubriant en 1941.

### Langues minoritaires
La question des langues minoritaires est également complexe. Didier Guyvarc'h affirme que la ville « n'a jamais été bretonnante. » Dans l'Est de la Bretagne, appelé Bretagne Gallèse ou Haute-Bretagne, les langues d'oïl, le gallo et le français, furent largement majoritaires. Le gallo était surtout utilisé dans les campagnes, le français dans les grandes villes.

#### Histoire de la langue bretonne à Nantes
Si la langue bretonne n'a jamais été la langue de tous les Nantais, on retrouve toutefois des traces de sa pratique à Nantes et dans l'actuelle agglomération dès le haut Moyen Âge. Par exemple, quelques toponymes bretons existent dans la ville de Nantes comme le montrent les travaux de Jean-Yves Le Moing, et ceux de Bertrand Luçon. On trouve entre autres Carcouët (Quarquoet en 1269, Kercouet en 1545, la « fortification du bois»), Le Croisic (noté le Croysic en 1596, « la petite croix »), ainsi que probablement Le Loquidy (noté le Losquidic dès le XIe siècle, « brûlis »), Le Grezou (Grezo en 1456 «les grées») ou bien encore Pilleux. La majorité de ces microtoponymes se situe dans l'ancienne paroisse de Saint Similien et semble révéler l'existance d'un ancien quartier bretonnant.
Entre le IXe siècle et le début du XIIe siècle, des comtes de Nantes parlaient breton. Le dernier comte nantais bretonnant fut Alain IV de Bretagne (1060-1119).
Une autre indication ancienne de la pratique de la langue bretonne est le glossaire du chevalier allemand Arnold von Harff qui, parcourant l'Europe médiévale, notait dans son glossaire des mots et expressions qu'il entendait durant ses voyages. À Nantes (en 1499), il note une quarantaine de termes et phrases en breton dialectal entendus sur place ou collectés auprès d'un informateur local.
La langue bretonne reste peu présente et est essentiellement parlée par les immigrants venus de Basse-Bretagne comme l'attestent des voyageurs du Moyen Âge ou bien Jules Verne (de père parisien et de mère bretonne comme il l'écrivit dans un descriptif du département de la Loire-Atlantique). La langue bretonne et ses locuteurs Bas-Bretons suscitent d'ailleurs le mépris des Nantais au moins jusqu'au XVIIe siècle. Avec l'industrialisation et l'arrivée en masse de populations rurales, la présence de la langue bretonne a connu un nouvel essor au XIXe siècle à Nantes, dans les quartiers de Chantenay et Barbin. Selon Paul Sébillot, il y avait 10 000 bretonnants à Nantes en 1886 sur les 127 000 habitants que comptait la ville. Dans le quartier de Chantenay, où l'immigration bretonnante fut importante, il y avait une procession où l'on chantait des cantiques en breton jusque dans les années 1950.
En 2011-2012, selon les estimations de l'Office public de la langue bretonne, il y aurait environ 4 000 bretonnants dans la métropole nantaise (sur plus de 580 000 habitants).

#### Ya d'ar brezhoneg
L’adhésion à la charte Ya d’ar brezhoneg a été votée par le conseil municipal le 27 janvier 2012. En décembre 2023, le conseil municipal s'engage à atteindre le niveau 2 de la charte.

#### Enseignement
Aujourd'hui, la langue bretonne reste implantée à Nantes via, notamment, 4 écoles publiques (les Marsauderies, les Batignolles, George-Sand et Leloup-Bouhier), 1 école Diwan qui propose depuis 1978 un enseignement entièrement en breton, 1 école catholique (Sainte-Madeleine) ainsi que le collège public Libertaire-Rutigliano.
À la rentrée 2018, 506 élèves étaient scolarisés dans les filières bilingues publiques, catholiques et Diwan de Nantes (soit 1,7 % des enfants de la commune inscrits dans le primaire).

### Manifestations culturelles et festivités
La Loire et son estuaire sont au cœur d'événements nautiques et culturels d'envergure.
En 2006 a été lancée la première édition des Rencontres du Fleuve. Cette manifestation a pour but de rassembler toutes sortes de navires fluviaux ou maritimes typiques d'hier ou d'aujourd'hui. « Ambulantes », ces Rencontres du Fleuve parcourent l'estuaire de la Loire d'Ancenis à Saint-Nazaire en faisant escale dans les diverses communes bordant le fleuve. Proposée en juin, cette manifestation a lieu tous les deux ans durant deux semaines.

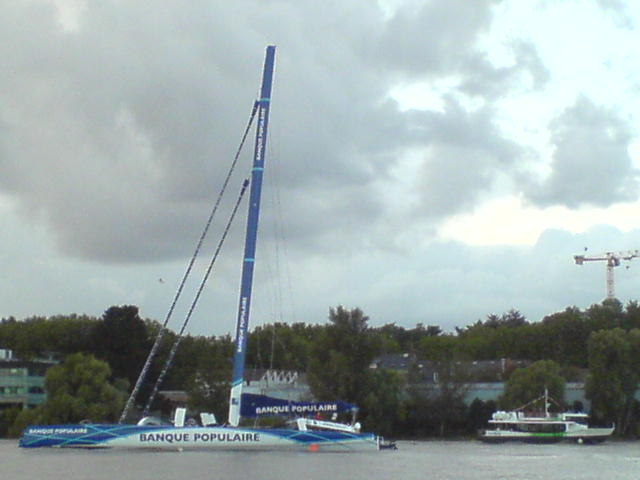
Le Maxi Banque Populaire V à l'occasion de son baptême.
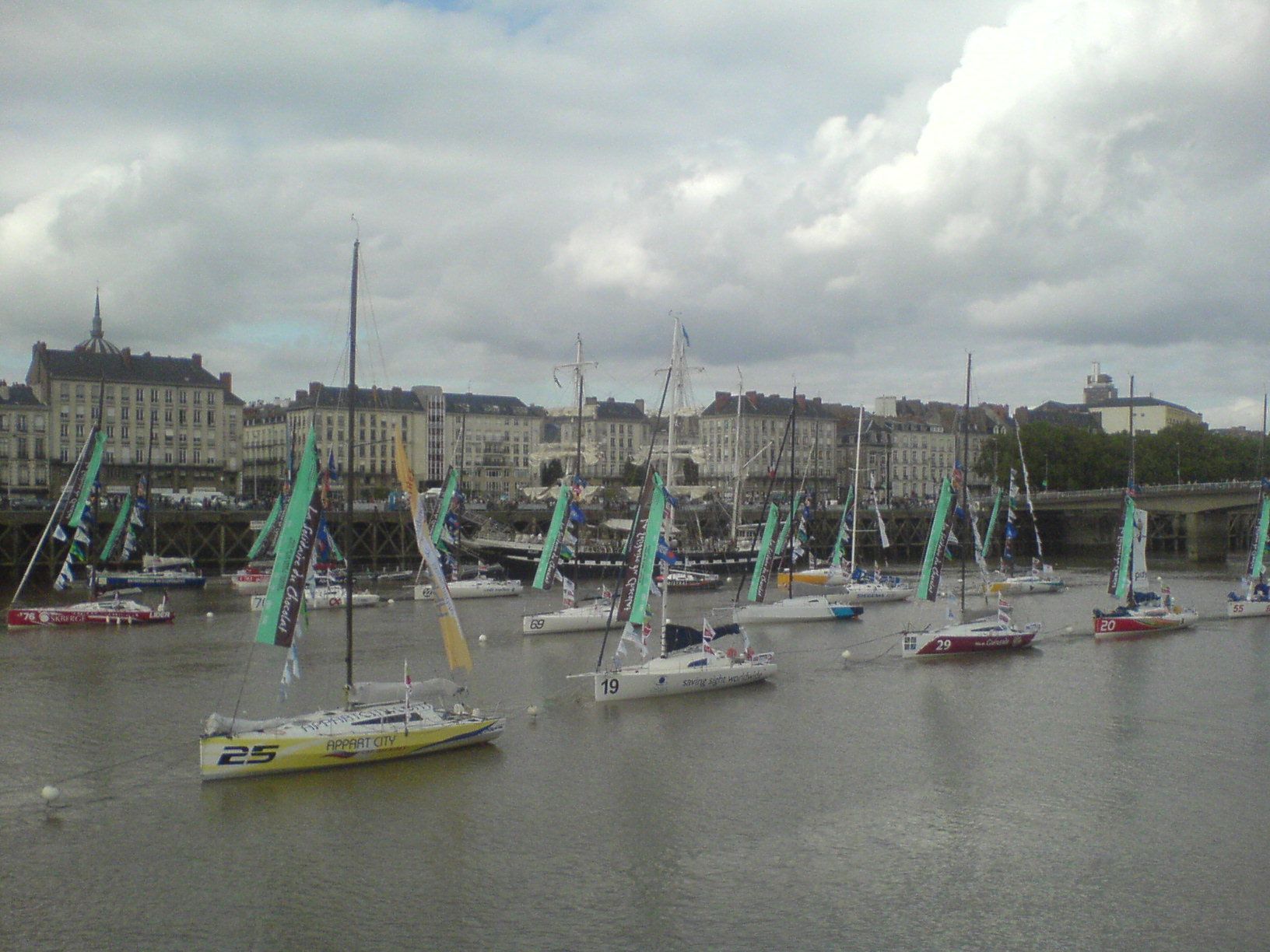
Les bateaux de la Solidaire du Chocolat au mouillage.

En 2007 est lancée la biennale d'art contemporain Estuaire. Conçue en trois opus, cet événement a pour but de présenter diverses œuvres artistiques prenant pour la plupart place dans la nature ou le tissu urbain le long de l'estuaire de la Loire de Nantes à Saint-Nazaire.
Chaque été depuis 2012, l'événement devient Le Voyage à Nantes, un parcours d’œuvres et d'expositions disposés dans l'espace public et dans les espaces des partenaires culturels. Un trait coloré peint sur le sol de la ville déroule le parcours du visiteur.
En 2009, le skipper Damien Grimont, fondateur du Record SNSM, crée une nouvelle course transatlantique en double baptisée Solidaire du Chocolat. Cette course est unique en son genre puisqu'elle est entièrement consacrée aux monocoques Class40 et a pour but de financer des associations soutenant une œuvre d'intérêt général grâce à des mécènes,.
Depuis 2016, l'événement nautique triennal Débord de Loire accueille de nombreux bateaux du patrimoine quai de la Fosse autour du trois-mâts Belem. À cette occasion, une parade nautique réunit 200 bateaux de caractère qui remontent la Loire entre Saint-Nazaire et Nantes.
Née en 1979, une compagnie de théâtre de rue, le Royal de luxe s'installe à Nantes dix ans plus tard. Le Royal y a notamment présenté La véritable histoire de France, Cargo 92, Les embouteillages, le Géant tombé du ciel, Le péplum, La maison dans les arbres, Retour d'Afrique, Petits contes nègres titre provisoire, La visite du sultan des Indes, La révolte des mannequins et, en 2010, La petite géante et le scaphandrier. Par ailleurs, l'idée de l'éléphant de La visite du sultan des Indes est reprise et développée avec succès par Les Machines de l'île.
En mai 2011, la ville accueille le spectacle El Xolo de Royal De Luxe, contenant 3 géants : La petite géante, El campesino (son oncle), et El Xolo, le chien, qui dans la tradition aztèque accompagnait les morts dans l'au-delà (en référence à Xolotl). Mais la surprise était aussi dans le mystérieux mur qui est « tombé » du ciel, une fresque qui représente les évènements de l'histoire de Nantes.
Les autres événements majeurs concernent tous les domaines artistiques. En musique, La Folle Journée s'adresse aux amateurs de musique classique, tout comme le Printemps des arts, tandis que Tissé Métisse, HIP OPsession, Soy, Scopitone, Aux heures d'été et les Rendez-vous de l'Erdre sont consacrés aux musiques actuelles et au jazz. Le cinéma est à l'honneur avec le festival des 3 Continents, le festival du cinéma espagnol de Nantes, les festivals Univerciné (allemand, britannique, italien et russe), le festival La Semaine tout courts. Les évènements festifs traditionnels sont la fête foraine de Nantes et le carnaval de Nantes. D’autres domaines ont leur manifestation spécifique, la science-fiction avec les Utopiales, le festival Handiclap visant à favoriser l'accès à la culture et l'insertion des personnes handicapées dans la cité, l'art floral avec les Floralies internationales, enfin, les arts numériques durant le festival Scopitone. Pluridisciplinaire, le festival Voisinages rassemble des artistes de l'ensemble des Pays de la Loire. Le festival Juste pour rire a quitté Nantes en 2010.

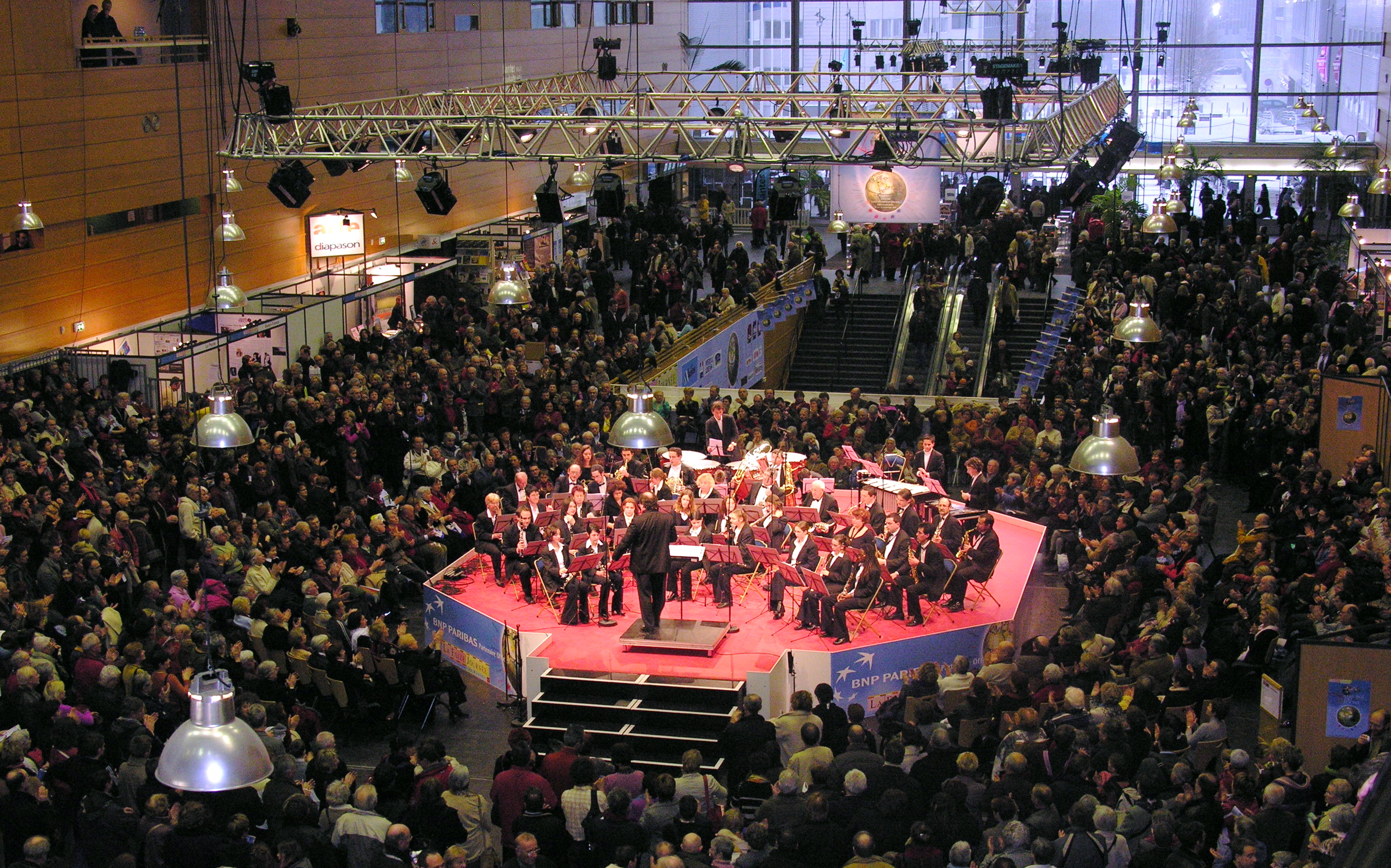
La Folle Journée à la Cité des congrès de Nantes.
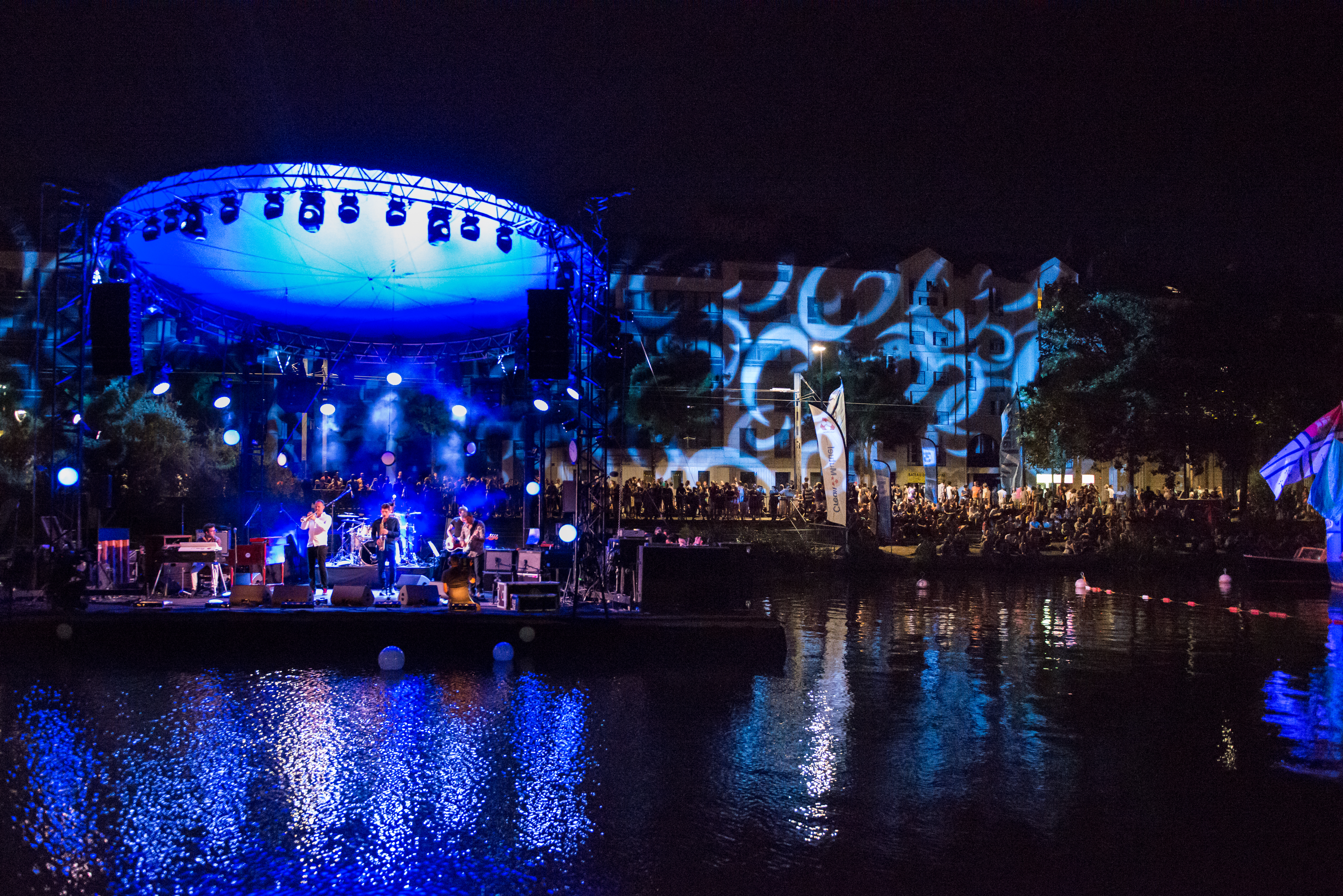
Les Rendez-vous de l'Erdre, quai Ceineray.
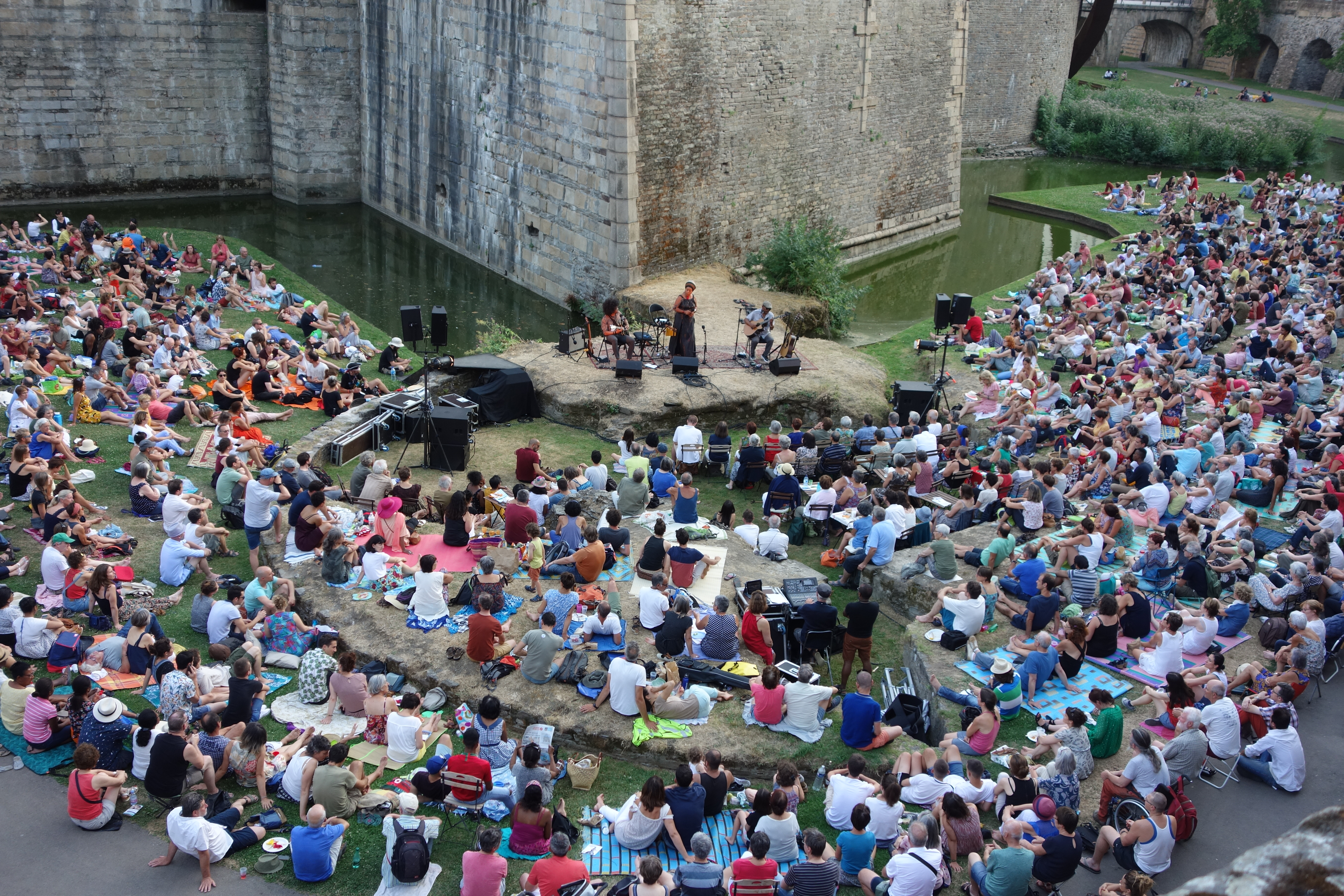
Festival Aux heures d'été.
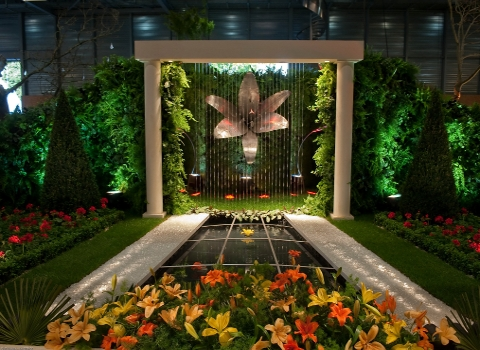
Les Floralies internationales, au parc des expositions de la Beaujoire.

### Produits typiques

#### Spécialités culinaires

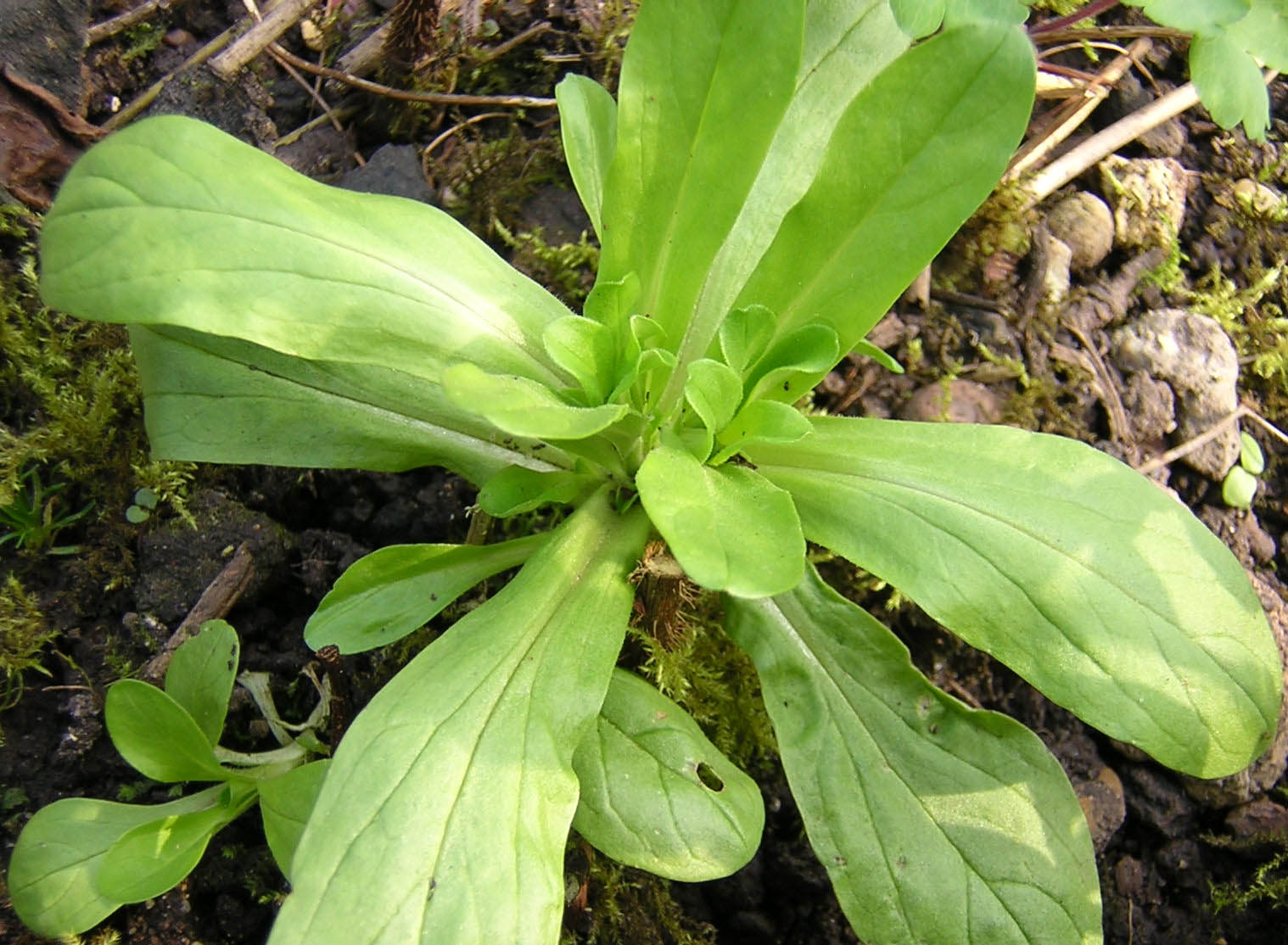
La mâche, légume-feuille typique de la région nantaise.

La gastronomie nantaise se compose de plusieurs produits typiques. La position de la région nantaise le long de la vallée de la Loire a favorisé le maraîchage. La région assure près de 85 % de la production nationale de mâche, salade cultivée depuis la Renaissance dans des sols sablonneux. Les maraîchers nantais du bassin de l’estuaire de la Loire la récoltent surtout en hiver.
Une des spécialités proposées au menu de quelques restaurants locaux est le lard nantais ; une préparation composée de couenne, de foie, de poumon et de côtelettes de porc dégustée de préférence avec du muscadet, se consomme aussi aux alentours de Nozay et Savenay.
Autre spécialité, le canard de Challans au muscadet, dit « canard nantais » ; une préparation à base de canard élevé dans le marais breton et cuisiné avec une sauce au muscadet et des pommes cuites au beurre salé.
Le beurre blanc également appelé « beurre nantais » est une sauce typique de la région inventée par Clémence Lefeuvre, cuisinière du marquis de Goulaine, au début du XXe siècle. Il s'agit d'une réduction d'échalotes grises ciselées dans du vinaigre et du muscadet ensuite montée au beurre, qui accompagne les poissons de rivière (la sandre ou le brochet), comme les poissons marins (le lieu noir ou l'alose).
La région nantaise a son fromage traditionnel, le curé nantais, qui peut être affiné au muscadet. À base de lait de vache cru et entier, à pâte molle à croûte lavée, il est de forme carrée avec les bords arrondis. Créé en 1880 à Saint-Julien-de-Concelles, il est désormais produit à Pornic.
Du côté des desserts et confiseries, le berlingot nantais a été créé par des confiseurs locaux au XIXe siècle, profitant des arrivages de sucre des Antilles dans le port de commerce. Plus tendre que le berlingot, la rigolette, inventée en 1902, est une coque de sucre cuit renfermant de la pulpe de fruit. Le gâteau nantais est un quatre-quarts fabriqué à base de poudre d'amandes et relevé de rhum. Une autre pâtisserie du cru est la fouace nantaise à l'origine fabriquée à La Haie-Fouassière ; elle accompagnait la dégustation de muscadet à l'automne. Il s'agit d'un pain enrichi en sucre et en beurre, aplati et façonné en forme d'étoile à six branches.
On compte également des biscuiteries de renom ; LU et BN produisent respectivement le Petit Beurre et les biscuits fourrés.
Le vignoble nantais produit notamment deux vins blancs secs réputés. Le premier, le muscadet, est issu d'un cépage unique, le melon, dont l'aire de production se situe sur les coteaux de l'Est du département entre le lac de Grand-Lieu et la vallée de la Loire. Il est divisé en quatre sous-appellations labellisées AOC. Le second, le gros plant nantais, issu du cépage folle-blanche, est labellisé VDQS. Ce sont des vins très appréciés en accompagnement de fruits de mer et de coquillages.
Le Nantillais, autre boisson typiquement nantaise, est un sirop créé au XVIe siècle, composé de gingembre, de zestes d'orange douce, de citron jaune, de cassis ou de fleur d'hibiscus. Il est souvent servi avec du muscadet lors de l'apéritif.

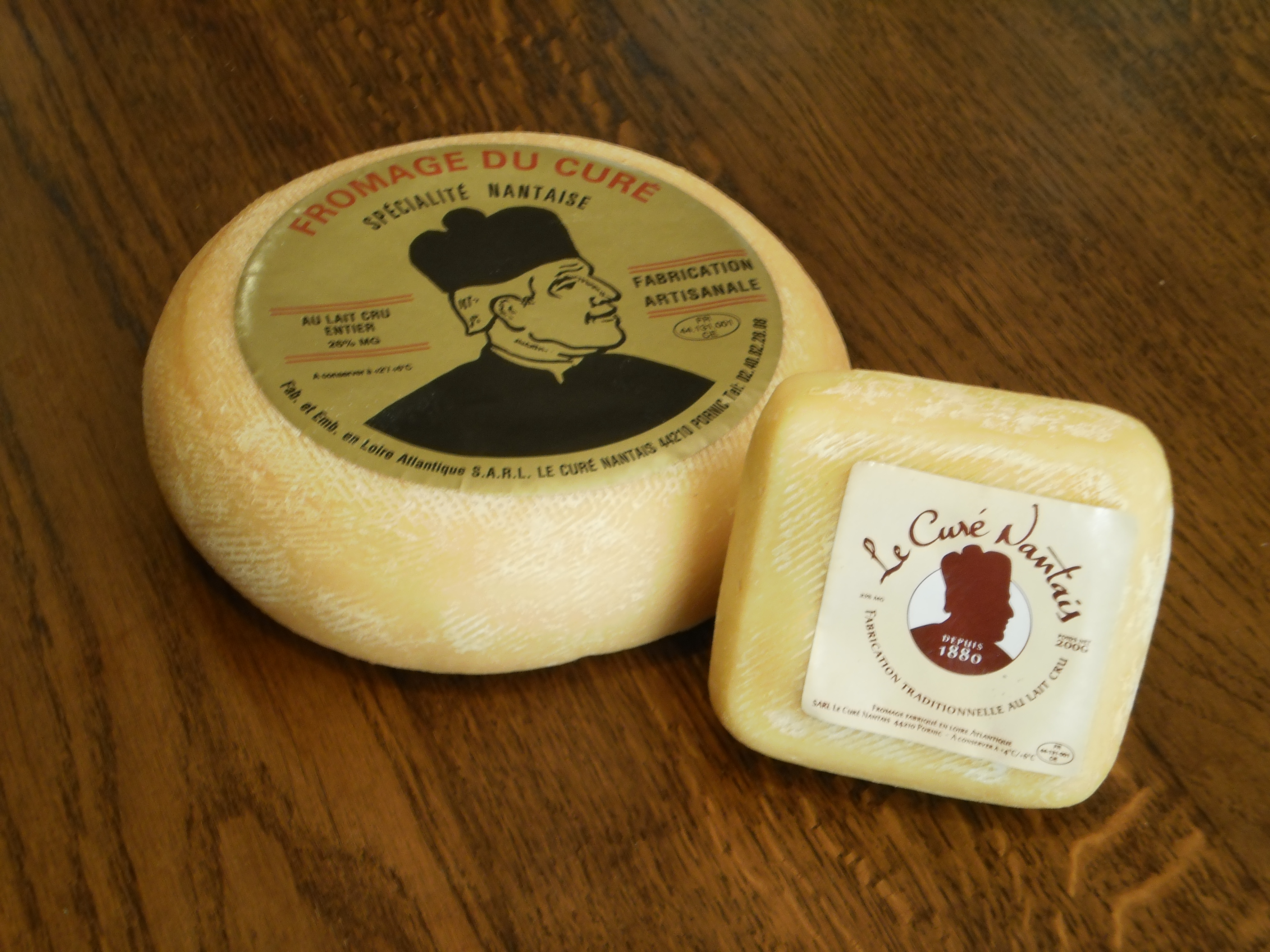
Le Curé nantais.
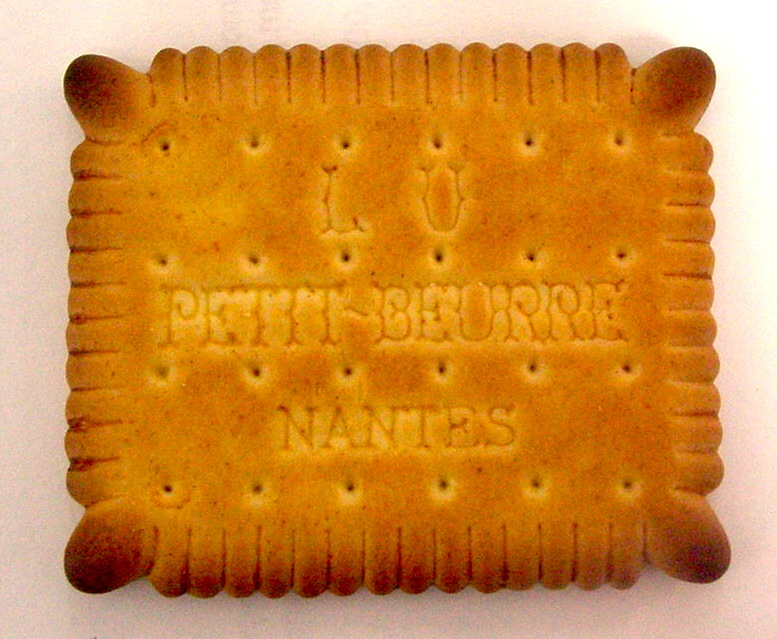
Véritable Petit Beurre de la marque LU.
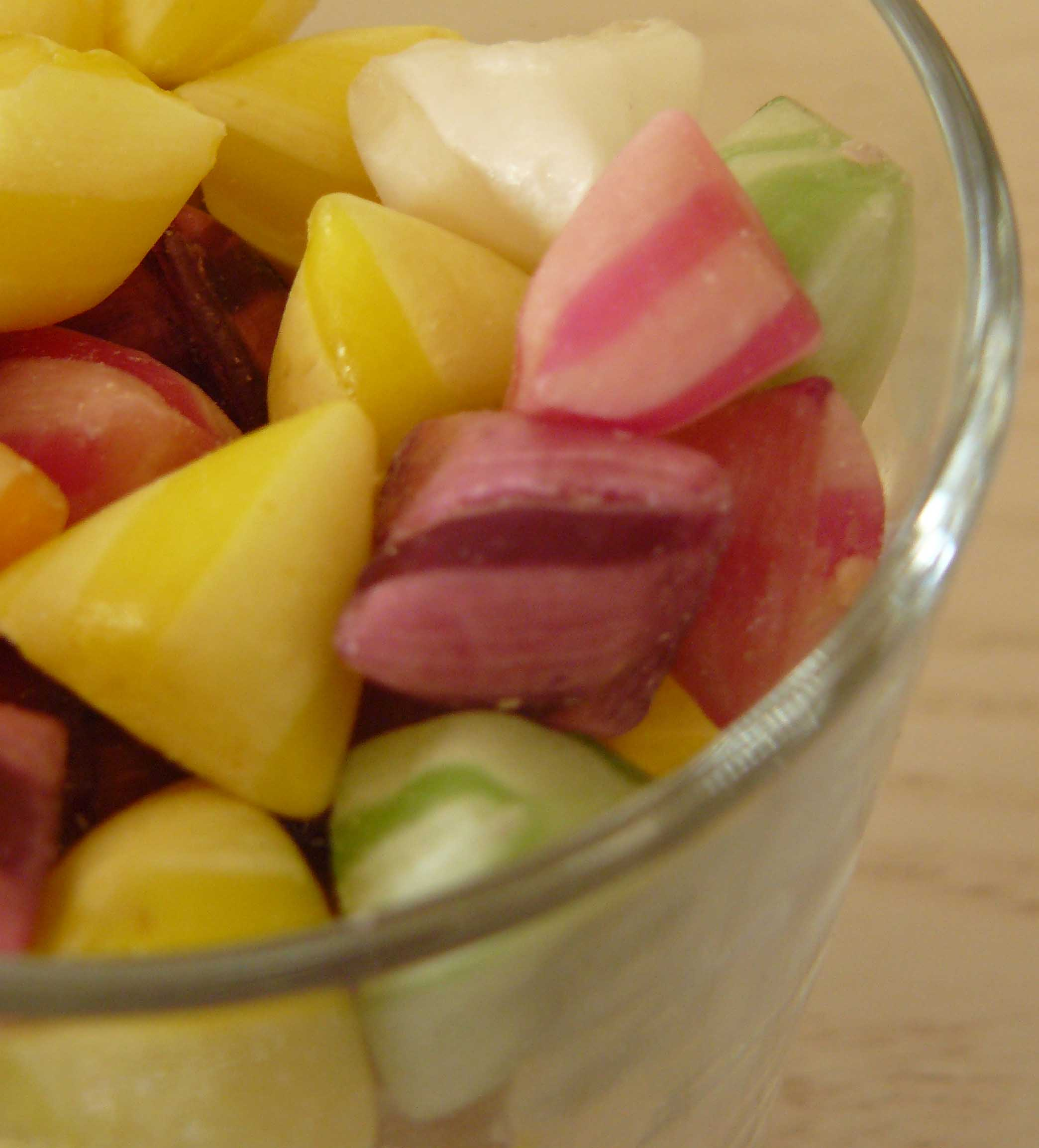
Berlingots nantais.
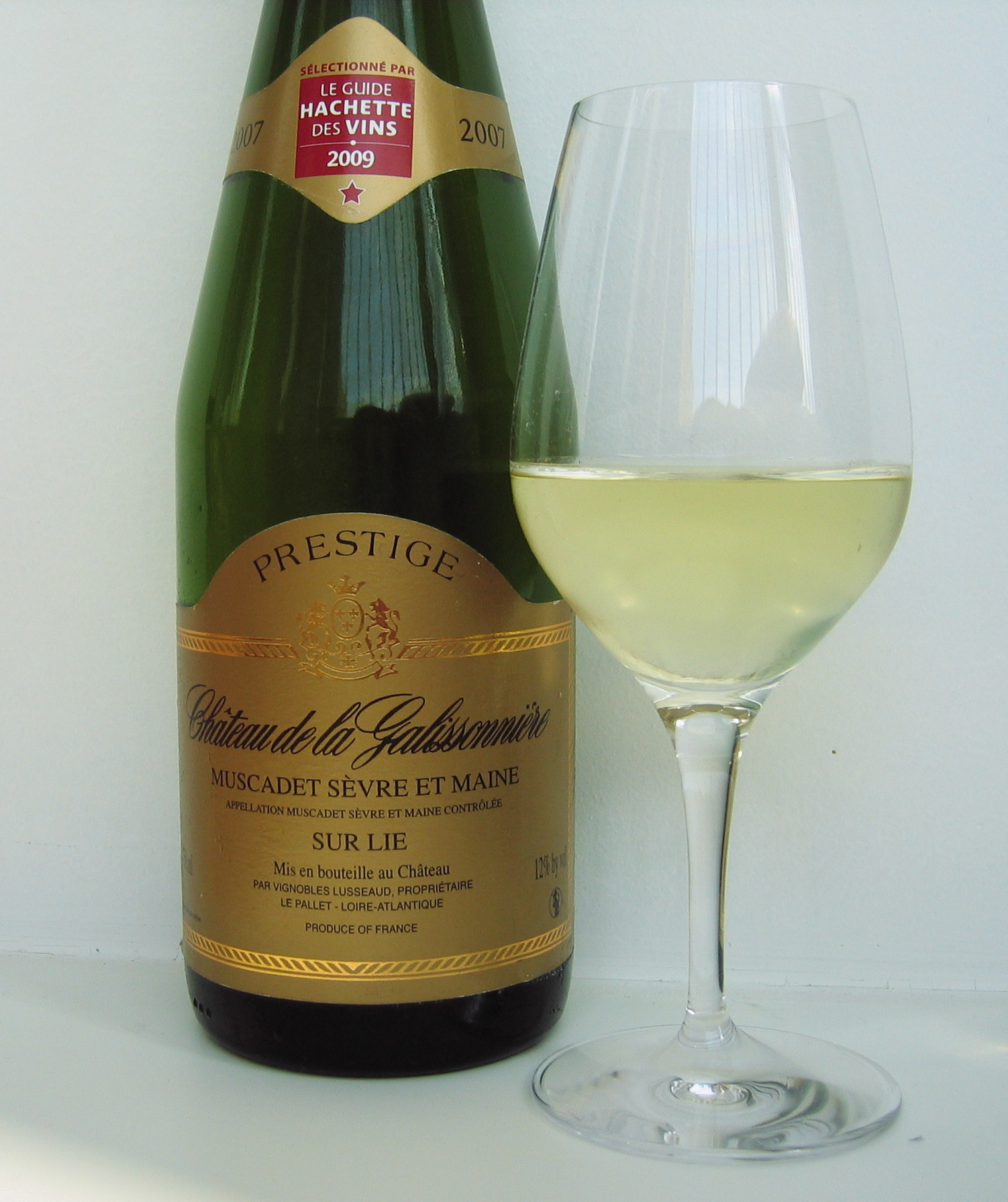
Le muscadet, du vignoble nantais.

#### Le muguet
En 2014, la région nantaise, leader européen du marché, concentre 80 % de la production nationale de muguet de mai. Ce sont ainsi 60 millions de brins qui sont produits dans le pays nantais, pour un chiffre d'affaires de 12 millions d'euros, et 7 000 contrats saisonniers générés au moment de la récolte, qui se déroule principalement fin avril afin de fournir la demande massive du 1er mai.

### Héraldique, logotype et devise
| Blason de Nantes | Blason  | De gueules au vaisseau équipé d'or, habillé d'hermine, voguant sur une mer de sinople mouvant de la pointe et ondée d'argent, au chef aussi d'hermine. * Il y a là non-respect de la règle de contrariété des couleurs : ces armes sont fautives (sinople sur gueules).                                                                                    |
| Blason de Nantes | Détails | La nef d'or, symbole du commerce portuaire, vogue sur une mer de sinople, couleur symbolisant le fleuve qui se jette dans l'Océan Atlantique. L'hermine et sa moucheture typique évoque le blasonnement d'hermine plain de la Bretagne, rappelant l'appartenance de la ville à l'ancien duché de Bretagne, dont Nantes a été l'une des capitales. Officiel |
| Blason de Nantes | Alias   | De gueules au vaisseau équipé d'or, habillé d'hermine, voguant sur une mer d'azur mouvant de la pointe, au chef aussi d'hermine. * Il y a là non-respect de la règle de contrariété des couleurs : ces armes sont fautives (azur sur gueules). Armoiries en vigueur sous l'Ancien Régime.                                                                  |
| Blason de Nantes | Alias   | De pourpre à la frégate d'argent voguant à senestre sur une mer de sinople, d'argent à cinq mouchetures d'hermine chargé d'un comble de gueules chargé de trois abeilles d'or. * Il y a là non-respect de la règle de contrariété des couleurs : ces armes sont fautives (sinople sur pourpre). Armoiries en vigueur sous le Premier Empire.               |
| Blason de Nantes | Alias   | De gueules au vaisseau équipé d'or, habillé d'hermine, voguant sur une mer de sinople mouvant de la pointe, au chef aussi d'hermine chargé d'un comble de gueules à trois abeilles d'or. * Il y a là non-respect de la règle de contrariété des couleurs : ces armes sont fautives (sinople sur gueules). Armoiries en vigueur sous le Premier Empire.     |

#### Blason stylé avec ornements extérieurs
| Blason de Nantes avec ornements extérieurs | De gueules au vaisseau équipé d'or, habillé d'hermine, voguant sur une mer de sinople mouvant de la pointe et ondée d'argent, au chef aussi d'hermine ; l'écu timbré d'une couronne murale et entouré d'une cordelière. La couronne murale est un symbole de l'autonomie de la cité (sous l'Ancien Régime). Ce symbole ne remplace la couronne comtale (des comtes de Nantes) qu'en 1754. La cordelière est la représentation de l'ordre de la Cordelière fondé par la duchesse Anne de Bretagne en l'honneur de son père, le duc François II de Bretagne, dont le saint patron était François d'Assise, fondateur des franciscains, appelés Cordeliers en France. Nantes est faite Compagnon de la Libération le 11 novembre 1941 et reçoit la Croix de Guerre le 11 novembre 1948. Les deux décorations sont alors rajoutées et positionnées à la base du blason. |

À l'origine, ces armoiries sont le sceau du conseil des bourgeois de Nantes en 1350. Confirmé par le roi de France Henri II en 1564, le blason conserva son chef d'hermine et la devise : Oculi Omnium In Te Sperant Domine (« Les yeux de tous se tournent vers toi et espèrent, Seigneur »). La mer était alors d'azur (bleue). En 1808, Napoléon Ier chargea le chef de Bretagne d'un comble de gueules à trois abeilles d'or et la mer devint de sinople. En 1815, le chef redevint d’hermine plain et la devise changea en : Favet Neptunus Eunti.

Armoiries en vigueur sous l'Ancien Régime.
Armoiries en vigueur sous le Premier Empire[347].
Armoiries en vigueur sous le Premier Empire.
Drapeau de la ville de Nantes

#### Logotype
En 1986, la municipalité se dote d'un logo officiel pour représenter la ville. Des barres grises verticales formant un hexagone sur lequel est superposée une vague bleue rappelant « les tradition et position fluviales et maritimes de la ville et de l'estuaire ». Depuis 2005, Nantes dispose d'un nouveau logo.

#### Devise

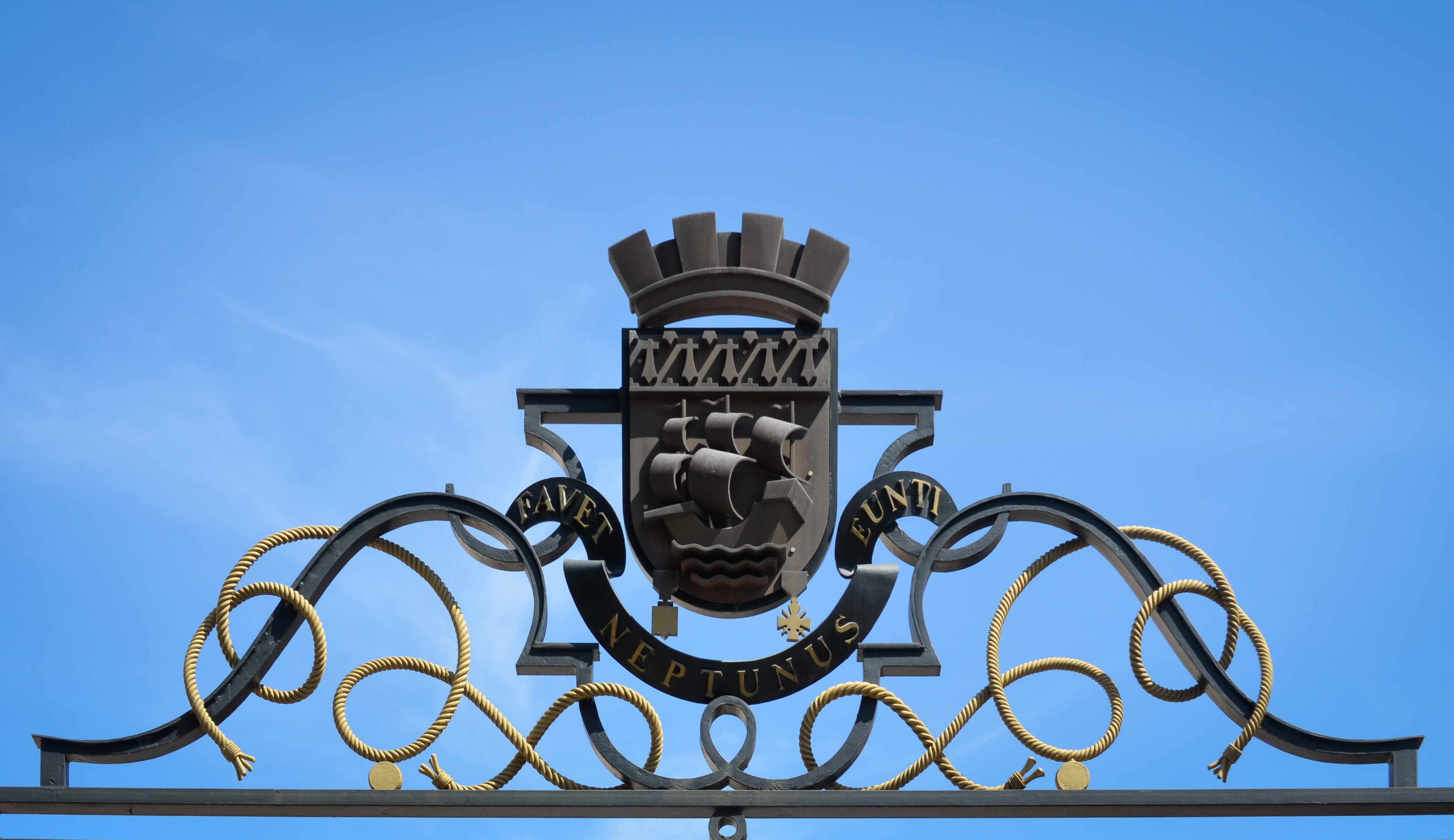
L'écu de la cité avec la devise latine Favet Neptunus Eunti au sommet du portail principal de l'hôtel de ville.

Depuis le XIVe siècle, la devise de la ville était Oculi Omnium In Te Sperant Domine (« Les yeux de tous se tournent vers toi et espèrent, Seigneur »). En 1814, Prosper de Barante, préfet de Loire-Inférieure, proposa une nouvelle devise : Favet Neptunus Eunti, ce qui se traduit par « Neptune favorise ceux qui osent », « Neptune favorise sa marche », ou encore par « Que Neptune favorise le voyageur ». Cette devise, positionnée au-dessus de l'écu, contrairement à l'usage, fut approuvée par lettres patentes du roi de France Louis XVIII, le 3 février 1816. Celle-ci est toujours la devise en vigueur.

### Méridiennes et cadrans solaires
Quatorze méridiennes ou cadrans solaires sont présents[réf. nécessaire], dont la méridienne de la place de la Bourse.

#### Générale
- Collectif (dir Alain Croix), Dictionnaire de Nantes, Presses universitaires de Rennes, 1104 p. (EAN 9782753528215)

#### Architecture, patrimoine et urbanisme
- Éric Cabanas, Nantes, photographie originales de 1867 à nos jours, Victor Stanne, 1997 (ISBN 2-911330-01-3).
- Ouvrage Collectif Flohic, Le Patrimoine des communes de la Loire-Atlantique, vol. 2, Charenton-le-pont, Flohic éditions, 1999, 1383 p. (ISBN 2-84234-040-X).
- Isabelle Garat, Thierry Guineberteau, Valérie Jousseaume, François Madoré, Patrick Pottier et Denise Pumain (dir.), Nantes : de la belle endormie au nouvel Eden de l'Ouest, Paris, Economica - Anthropos, coll. « Villes », 2005, 179 p. (ISBN 2-7178-5045-7).
- Yannick Le Marec et Philippe Caharel, Nantes, Mille ans d'histoire et d'architecture, Laval, Édition Siloë, novembre 2003, 128 p. (ISBN 2-84231-267-8).
- Stéphane Pajot, Nantes Fascinante : trésors photographiques de la mémoire d'une ville, Le Château-d'Olonne, Éditions d'Orbestier, 2006, 106 p. (ISBN 978-2-84238-096-0).
- Stéphane Pajot, Nantes Retrouvée, Le Château-d'Olonne, Éditions d'Orbestier, 2009, 154 p. (ISBN 978-2-84238-117-2).
- Stéphane Pajot, Nantes. Histoires de rues, Éditions d'Orbestier, novembre 2010.
- Daniel Quesney, Retour à Nantes, Les Beaux Jours, 2008, 215 p. (ISBN 978-2-35179-019-9 et 2-35179-019-7).
- Gildas Salaün, L'atelier monétaire de Nantes sous l'Ancien Régime, Association Numismatique Armoricaine, 2003.
- Gildas Salaün, La nouvelle Monnaie de Nantes, lorsqu'on battait monnaie au Muséum, Association Numismatique Armoricaine, 2006.
- Gildas Salaün, Pièces d'histoire, les transports Nantais, Association Numismatique Armoricaine, 2005.
- Jean-Pierre Rault, Nantes-Le Tramway, Editions C.M.D., 1996,  (ISBN 2-909826-43-0).
- Chantal Cornet, Le comblement de la Venise de l'Ouest, Editions C.M.D.,  (ISBN 978-2-909826-37-0).
- Jacques Sigot, Le Transbordeur, Editions C.MD., 1996.

#### Toponymie
- Louis Deroy et Marianne Mulon, Dictionnaire des noms de lieux, Les usuels Robert, 1992, 531 p. (ISBN 978-2-85036-195-1).
- François Falc'hun et Bernard Tanguy, Les Noms de lieux celtiques, Première série, Vallées et plaines, Éditions Jean-Paul Gisserot, 1966.
- Éric Vial, Les noms de villes et de villages, Paris, Belin, 1983 (ISBN 978-2-7011-0476-8).
- Jean-Pierre Rault et Jacques Sigot, Noms des rues de Nantes, Editions C.M.D., 1999,  (ISBN 2909826368).

#### Histoire
- Jean-Christophe Cassard, Le siècle des Vikings en Bretagne, Paris, J.-P. Gisserot, coll. « Les universels Gisserot », 1996, 120 p. (ISBN 2-87747-214-0, lire en ligne).
- Jacques Hussenet (dir.), Détruisez la Vendée ! : Regards croisés sur les victimes et destructions de la guerre de Vendée, La Roche-sur-Yon, Éditions du Centre vendéen de recherches historiques, 2007, 634 p. (ISBN 978-2-911253-34-8).
- Alfred Lescadieu et Auguste Laurant, Histoire de la ville de Nantes, vol. 1, Péronnas, Les Éditions de la Tour Gile, 1996 (1re éd. 1836), 407 p. (ISBN 2-87802-251-3).
- Alfred Lescadieu et Auguste Laurant, Histoire de la ville de Nantes : Suivi de Guerres de la Vendée, vol. 2, Péronnas, Les Éditions de la Tour Gile, 1996 (1re éd. 1836), 415 p. (ISBN 2-87802-251-3).
- Olivier Pétré-Grenouilleau, Nantes, histoire et géographie contemporaine, Plomelin, Éditions Palantines, 2008, 2e éd., 299 p. (ISBN 978-2-35678-000-3).
- Cécile Souchon, L'Édit de Nantes, Éditions Jean-Paul Gisserot, 1998, 124 p. (ISBN 978-2-87747-379-8, lire en ligne).
- Jean-Jacques Treuttel, Nantes, un destin contrasté, Nantes, Hartmann éditions, mai 1997, 120 p. (ISBN 2-912344-00-X).
- Armel de Wismes, Nantes et le temps des négriers, Éditions France-Empire, 1983.
- Abbé G. d'Urville, Etudes sur le Vieux Nantes, Lafolye, 1900.
- Abbé G. Brunellière, La Vendée Nantaise, 320 p. avec carte, Lussaud, 1960.
- Alfred Lallié, Les sociétés populaires à Nantes pendant la révolution, 237 p., 1890.
- Alfred Lallié, Le diocèse de Nantes pendant la révolution, 2 tomes, 1893.
- Alfred Lallié, Les 132 Nantais pendant la révolution, 124 p., 1894.
- Le Comte Fleury, Carrier à Nantes, un grand terroriste, Plon, 338 p., 1901.
- Gérard Mellier/Léon Maître, Essai sur l'histoire de la ville et du comté de Nantes, 161 p., Forest, 1872.
- Alain Croix, Thierry Guidet, Gwenaël Guillaume, Didier Guyvarc’h, Histoire populaire de Nantes, Presses universitaires de Rennes, 2017,  (ISBN 978-2-7535-5923-3).
- Etienne Gasche, Nantes, Le destin des déportés, Editions C.M.D., 2015,  (ISBN 978-2-909826-56-1).
- Patrick Thomas, Nantes Les Bombardements 1940-1944, Editions C.M.D., 1996, 148p. ,  (ISBN 978-9098264143).
- Dominique Boyet, La Résistance à Nantes, Editions C.M.D.,1997,  (ISBN 2-909826-45-7), 144 p.

#### Culture
- (fr + br) Pierre-Emmanuel Marais, Nantes Naoned Guide historique et culturel, Fouesnant, Yoran Embanner, 2006, 167 p. (ISBN 2-9521446-9-9).
- Cécile Compère, Jules Verne de Nantes, Revue Jules Verne 4, 1997, p. 11-23.
- Patrice Locmant (photogr. Christian Leray), Nantes dans la littérature : anthologie, Nantes, Editiond Coiffard, octobre 2006, 283 p.  (ISBN 2-910366-70-7).
- Jean-Marie Drouet, Nantes, Couleurs d'eau et de Jardins, Editions Coiffard, 2003, 124p.,  (ISBN 2-910366-45-6).
- Jean-Marie Drouet, Nantes, Croquis de voyages, Editions Coiffard, 1997, 70p.,  (ISBN 2-910366-17-0).

#### Tourisme, gastronomie
- Collectif, Nantes : La Grande Brière : Presqu'île de Guérande : Le Puy-du-Fou : Ile de Noirmoutier, Paris, Michelin, coll. « Guide de tourisme - Le guide vert », 2008, 191 p. (ISBN 978-2-06-713493-5).